# Liste der Stolpersteine im Kölner Stadtteil Altstadt-Süd
Die Liste der Stolpersteine im Kölner Stadtteil Altstadt-Süd führt die vom Künstler Gunter Demnig verlegten Stolpersteine im Kölner Stadtteil Altstadt-Süd auf.
Die Liste der Stolpersteine beruht auf den Daten und Recherchen des NS-Dokumentationszentrums der Stadt Köln, zum Teil ergänzt um Informationen und Anmerkungen aus Wikipedia-Artikeln und externen Quellen. Ziel des Kunstprojektes ist es, biografische Details zu den Personen, die ihren (letzten) freiwillig gewählten Wohnsitz in Köln hatten, zu dokumentieren, um damit ihr Andenken zu bewahren.
Anmerkung: Vielfach ist es jedoch nicht mehr möglich, eine lückenlose Darstellung ihres Lebens und ihres Leidensweges nachzuvollziehen. Insbesondere die Umstände ihres Todes können vielfach nicht mehr recherchiert werden. Offizielle Todesfallanzeigen aus den Ghettos, Haft-, Krankenanstalten sowie den Konzentrationslagern können oft Angaben enthalten, die die wahren Umstände des Todes verschleiern, werden aber unter der Beachtung dieses Umstandes mitdokumentiert.
| Bild | Name sowie Details zur Inschrift | Adresse                                                                              | Zusätzliche Informationen |
| --- | --- | ------------------------------------------------------------------------------------ | --- |
| Stolperstein für Elsa Abraham (Im Dau 12) | Hier wohnte Elsa Abraham, geb. Marx (Jahrgang 1899) Deportiert 1941 Riga ??? | Im Dau 12 (Standort)                                                                 | |
| Stolperstein für Emilie Adelhütte (Thieboldsgasse 29) | Hier wohnte Emilie Adelhütte, geb. Salm (Jahrgang 1896) Verhaftet Ravensbrück 'Verlegt' 1942 Bernburg Ermordet am Tag der Ankunft                                                | Thieboldsgasse 29 (Standort)                                                         | Der am 10. September 2018 verlegte Stolperstein erinnert an Emilie Adelhütte (geb. Salm), geboren am 18. Juni 1896 in Recklinghausen-Bruch. Mit ihrem Ehemann, dem Pferdemetzger Wilhelm Adelhütte, hatte sie drei Kinder: Ruth (geb. 1920), Hermann (geb. 1931) und Reinhilde (geb. 1933). Am 15. September 1938 zog die Familie Adelhütte nach Köln, in die Thieboldsgasse 79. 1942 wurde Emilie Adelhütte verhaftet und in das KZ Ravensbrück verschleppt. Von hier wurde sie am 8. Mai 1942 in die Tötungsanstalt Bernburg überstellt und am gleichen Tag ermordet. |
| Stolperstein für Sofie Antmann (Zwirner Straße 33) | Hier wohnte Sofie Antmann, geb. Danker (Jahrgang 1886) Deportiert 1941 Łódź ???                                                                                                  | Zwirner Str. 33 (Standort)                                                           | Nach neueren Informationen, welche zum Zeitpunkt der Stolpersteinverlegung nicht bekannt waren, wurde Sofie Antmann im Mai 1942 von Litzmannstadt (Łódź) nach Kulmhof deportiert und dort ermordet. |
| Stolperstein für Juda Appermann (Bayardsgasse 4) | Hier wohnte Juda Appermann, (Jahrgang 1886) 'Polenaktion' 1938 Bentschen / Zbąszyń Ermordet im Besetzten Polen                                                                   | Bayardsgasse 4 (Standort)                                                            | Die Stolpersteine erinnern an Juda Appermann (geb. 22. November 1886 in Rawa-Ruska, Galizien) und an seine Frau Ruchela Appermann (geb. 22. November 1885 in Sędziszów, Galizien). Die Eheleute gehörten zur Gruppierung Machsike Thora („Die an der Thora festhalten“), einer speziellen Richtung des chassidischen Judentums, die sich 1914 gegründet hatte. Auf dem Grundstück Bayardsgasse 26 (heute Nr. 4) befand sich die Synagoge des Vereins. Im Erdgeschoss des Gebäudes betrieben die Appermanns ein koscheres Kolonialwarengeschäft. Ihre Enkel Issy, Lina, Fredy und Zali konnten Deutschland in Richtung Israel und Großbritannien verlassen und überlebten die Shoah. Die Stolpersteine wurden von Schülern und Schülerinnen und der Schulleitung der Tages- und Abendschule Köln Mülheim gestiftet. Die Verlegung der Stolpersteine erfolgte am 12. Juni 2025 in Anwesenheit einer Enkelin und zwei Urenkeln aus Großbritannien. |
| Stolperstein für Ruchela Appermann (Bayardsgasse 4) | Hier wohnte Ruchela Appermann, geb. Taffel (Jahrgang 1885) 'Polenaktion' 1938 Bentschen / Zbąszyń Ermordet im Besetzten Polen                                                    | Bayardsgasse 4 (Standort)                                                            | Die Stolpersteine erinnern an Juda Appermann (geb. 22. November 1886 in Rawa-Ruska, Galizien) und an seine Frau Ruchela Appermann (geb. 22. November 1885 in Sędziszów, Galizien). Die Eheleute gehörten zur Gruppierung Machsike Thora („Die an der Thora festhalten“), einer speziellen Richtung des chassidischen Judentums, die sich 1914 gegründet hatte. Auf dem Grundstück Bayardsgasse 26 (heute Nr. 4) befand sich die Synagoge des Vereins. Im Erdgeschoss des Gebäudes betrieben die Appermanns ein koscheres Kolonialwarengeschäft. Ihre Enkel Issy, Lina, Fredy und Zali konnten Deutschland in Richtung Israel und Großbritannien verlassen und überlebten die Shoah. Die Stolpersteine wurden von Schülern und Schülerinnen und der Schulleitung der Tages- und Abendschule Köln Mülheim gestiftet. Die Verlegung der Stolpersteine erfolgte am 12. Juni 2025 in Anwesenheit einer Enkelin und zwei Urenkeln aus Großbritannien. |
| Stolperstein für Hans Aronsheim (Zwirner Straße 33) | Hier wohnte Hans Aronsheim (Jahrgang 1897) Deportiert 1941 Minsk ??? Für tot erklärt                                                                                             | Zwirner Str. 33 (Standort)                                                           | |
| Stolperstein für Johanna Aronsheim (Zwirner Straße 33) | Hier wohnte Johanna Aronsheim (Jahrgang 1890) Deportiert 1942 Minsk ??? Für tot erklärt                                                                                          | Zwirner Str. 33 (Standort)                                                           | |
| Stolperstein für Emma Auerbach (Alteburger Straße 11) | Hier wohnte Emma Auerbach, geb. Gerstle (Jahrgang 1874) Deportiert 1941 Łódź Für tot erklärt                                                                                     | Alteburger Str. 11 (Standort)                                                        | Nach neueren Informationen, welche zum Zeitpunkt der Stolpersteinverlegung nicht bekannt waren, wurde Emma Auerbach im Mai 1942 von Litzmannstadt (Łódź) nach Kulmhof deportiert und dort ermordet. |
| Stolperstein für Erna Nanette Auerbach (Alteburger Straße 11) | Hier wohnte Erna Nanette Auerbach (Jahrgang 1908) Deportiert 1941 Łódź Für tot erklärt                                                                                           | Alteburger Str. 11 (Standort)                                                        | Nach neueren Informationen, welche zum Zeitpunkt der Stolpersteinverlegung nicht bekannt waren, wurde Erna Nanette Auerbach im Mai 1942 von Litzmannstadt (Łódź) nach Kulmhof deportiert und dort ermordet. |
| Stolpersteine für Erna-Ida Auerbach (Mauritiussteinweg 30) | Hier wohnte Erna-Ida Auerbach (Jahrgang 1893) Deportiert 1941 Łódź Für tot erklärt                                                                                               | Mauritiussteinweg 30 (Standort)                                                      | Nach neueren Informationen, welche zum Zeitpunkt der Stolpersteinverlegung nicht bekannt waren, wurde Erna-Ida Auerbach im Mai 1942 von Litzmannstadt (Łódź) nach Kulmhof deportiert und dort ermordet. |
| Stolperstein für Alexander Baruch (Kleiner Griechenmarkt 61/63) | Hier wohnte Alexander Baruch (Jahrgang 1886) Deportiert 1941 Riga Verschollen | Kleiner Griechenmarkt 61/63 (Standort)                                               | |
| Stolperstein für Helene Baruch (Kleiner Griechenmarkt 61/63) | Hier wohnte Helene Baruch, geb. Friedemann (Jahrgang 1880) Deportiert 1941 Riga Verschollen                                                                                      | Kleiner Griechenmarkt 61/63 (Standort)                                               | |
| Stolperstein für Edith Baum (Schaevenstraße 4) | Hier wohnte Edith Baum (Jahrgang 1922) Deportiert 1941 Łódź Für tot erklärt | Schaevenstr. 4 (Standort)                                                            | Nach neueren Informationen, welche zum Zeitpunkt der Stolpersteinverlegung nicht bekannt waren, wurde Edith Baum im Sommer 1944 von Litzmannstadt (Łódź) nach Kulmhof deportiert und dort ermordet. |
| Stolperstein für Ernst Baum (Schaevenstraße 4) | Hier wohnte Ernst Baum (Jahrgang 1895) Deportiert 1941 Łódź Tod am 13. August 1942                                                                                               | Schaevenstr. 4 (Standort)                                                            | |
| Stolperstein für Selma Baum (Schaevenstraße 4) | Hier wohnte Selma Baum, geb. Salomon (Jahrgang 1897) Deportiert 1941 Łódź Tod am 2. April 1943                                                                                   | Schaevenstr. 4 (Standort)                                                            | |
| Stolperstein für Alfred Bender (Lungengasse 43) | Hier wohnte Alfred Bender, (Jahrgang 1931) Deportiert 1941 Ermordet in Łódź / Litzmannstadt                                                                                      | Lungengasse 43 (Verlegestelle vor Hausnummer 35 Ecke Baumstraße) (Standort)          | Der am 12. April 2016 verlegte Stolperstein erinnert an Alfred Milton Bender, geboren am 24. Oktober 1931 in Kaisersesch. Alfred Milton Bender war der Sohn von Dionysius Bender und seiner Frau Alice Jenny (geb. Schmitz). Die Familie Bender wurde am 30. Oktober 1941 mit dem 16. Transport in das Ghetto Litzmannstadt deportiert. Dort verliert sich seine Spur... |
| Stolperstein für Alice Bender (Lungengasse 43) | Hier wohnte Alice Bender, geb. Schmitz (Jahrgang 1908) Deportiert 1941 Ermordet in Łódź / Litzmannstadt                                                                          | Lungengasse 43 (Verlegestelle vor Hausnummer 35 Ecke Baumstraße) (Standort)          | Der am 12. April 2016 verlegte Stolperstein erinnert an Alice Jenny Bender (geb. Schmitz), geboren am 7. Dezember 1908 in Kaisersesch. Alice Jenny Bender war die Tochter von Alexander Schmitz und seiner Frau Karoline (geb. Bär). Alice Jenny war mit Dionysius Bender verheiratet. Die Familie Bender wurde am 30. Oktober 1941 mit dem 16. Transport in das Ghetto Litzmannstadt deportiert. In der Transportliste wurde als Beruf für Alice Bender „Arbeiterin“ eingetragen. Im Ghetto Litzmannstadt verliert sich ihre Spur... |
| Stolperstein für Dionysius Bender (Lungengasse 43) | Hier wohnte Dionysius Bender, (Jahrgang 1899) 'Schutzhaft' 1938 Dachau Deportiert 1941 Ermordet in Łódź / Litzmannstadt                                                          | Lungengasse 43 (Verlegestelle vor Hausnummer 35 Ecke Baumstraße) (Standort)          | Der am 12. April 2016 verlegte Stolperstein erinnert an Dionysius Bender, geboren am 5. Dezember 1899 in Münstermaifeld. Dionysius Bender war mit Alice Jenny Schmitz verheiratet. Er wurde vom 15. November 1938 bis zum 6. Dezember 1938 im KZ Dachau inhaftiert. Die Familie Bender wurde am 30. Oktober 1941 mit dem 16. Transport in das Ghetto Litzmannstadt deportiert. In der Transportliste wurde als Beruf für Dionysius Bender „Bauarbeiter“ eingetragen. Im Ghetto Litzmannstadt verliert sich seine Spur... |
| Stolperstein für Helmut Bender (Lungengasse 43) | Hier wohnte Helmut Bender, (Jahrgang 1929) Deportiert 1941 Ermordet in Łódź / Litzmannstadt                                                                                      | Lungengasse 43 (Verlegestelle vor Hausnummer 35 Ecke Baumstraße) (Standort)          | Der am 12. April 2016 verlegte Stolperstein erinnert an Helmut Bender, geboren am 15. Oktober 1929 in Kaisersesch. Helmut Bender war der Sohn von Dionysius Bender und seiner Frau Alice Jenny (geb. Schmitz). Die Familie Bender wurde am 30. Oktober 1941 mit dem 16. Transport in das Ghetto Litzmannstadt deportiert. Dort verliert sich seine Spur... |
| Stolperstein für Karola Bender (Lungengasse 43) | Hier wohnte Karola Bender, (Jahrgang 1935) Deportiert 1941 Ermordet in Łódź / Litzmannstadt                                                                                      | Lungengasse 43 (Verlegestelle vor Hausnummer 35 Ecke Baumstraße) (Standort)          | Der am 12. April 2016 verlegte Stolperstein erinnert an Karola Bender, geboren am 16. Mai 1935 in Kaisersesch. Karola Bender war die Tochter von Dionysius Bender und seiner Frau Alice Jenny (geb. Schmitz). Die Familie Bender wurde am 30. Oktober 1941 mit dem 16. Transport in das Ghetto Litzmannstadt deportiert. Dort verliert sich ihre Spur... |
| Stolperstein für Wilhelmine Bender (Lungengasse 43) | Hier wohnte Wilhelmine Bender, (Jahrgang 1928) Deportiert 1941 Ermordet in Łódź / Litzmannstadt                                                                                  | Lungengasse 43 (Verlegestelle vor Hausnummer 35 Ecke Baumstraße) (Standort)          | Der am 12. April 2016 verlegte Stolperstein erinnert an Wilhelmine Bender, geboren am 16. Februar 1928 in Kaisersesch. Wilhelmine Bender war die Tochter von Dionysius Bender und seiner Frau Alice Jenny (geb. Schmitz). Die Familie Bender wurde am 30. Oktober 1941 mit dem 16. Transport in das Ghetto Litzmannstadt deportiert. Dort verliert sich ihre Spur... |
| Stolperstein für Leo Leib Berber (Silvanstraße 11) | Hier wohnte Leo Leib Berber (Jahrgang 1889) Deportiert 1941 Riga Ermordet | Silvanstr. 11 (Standort)                                                             | |
| Stolperstein für Meta Berliner (Alexianerstraße 34) | Hier wohnte Meta Berliner, geb. Reinhard (Jahrgang 1905) Deportiert Auschwitz Für tot erklärt                                                                                    | Alexianerstr. 34 Ecke Reinoldstr. (Standort)                                         | Der Stolperstein erinnert an Meta Berliner (geb. Reinhard), geboren 1905 in Helsen. Meta Berliner war verheiratet mit dem Schuhmacher Theodor Berliner (einem Bruder von Ernst Berliner). Das Ehepaar hatte zwei Söhne, Isaac (geboren 1. April 1939) und Felix (geboren 13. August 1940). Meta Berliner und ihre kleinen Söhne wurden in Auschwitz ermordet, als Todestag der Kinder ist der 19. April 1943 angegeben. Der Ehemann Theodor Berliner konnte der Verfolgung entkommen und floh über Shanghai in die USA, wo er 1988 starb. Bis auf Ernst und Theodor wurde die gesamte Familie Berliner im Holocaust ermordet. Rosa Herz (s. unten) war ihre Schwägerin, eine Schwester von Metas Ehemann Theodor. |
| Stolperstein für Jenny Bermann (Jahnstraße 20) | Hier wohnte Jenny Bermann (Jahrgang 1883) Deportiert 1941 Łódź Verschollen | Jahnstr. 20 (Standort)                                                               | Nach neueren Informationen, welche zum Zeitpunkt der Stolpersteinverlegung nicht bekannt waren, wurde Jenny Bermann im Mai 1942 von Litzmannstadt (Łódź) nach Kulmhof deportiert und dort ermordet. |
| Stolperstein für Karl Bermann (Jahnstraße 20) | Hier wohnte Karl Bermann (Jahrgang 1880) Deportiert 1941 Łódź Ermordet am 9. Mai 1942                                                                                            | Jahnstr. 20 (Standort)                                                               | |
| Stolperstein für Katinka Bermann (Jahnstraße 20) | Hier wohnte Katinka Bermann, geb. Levi (Jahrgang 1885) Deportiert 1941 Łódź Verschollen                                                                                          | Jahnstr. 20 (Standort)                                                               | |
| Stolperstein für Betty Bier (Rubensstraße 33) | Hier wohnte Betty Bier, geb. Gersmann (Jahrgang 1899) Deportiert 1942 Theresienstadt Auschwitz Verschollen                                                                       | Rubensstr. 33 (Standort)                                                             | Der Stolperstein erinnert an Betty Bier (geb. Gersmann), geboren am 21. März 1899 in Potsdam. Betty Bier war die Tochter von James und Hedwig Gersmann. Verheiratet war sie mit dem Arzt Julius Bier. Sie wohnten am Salierring 21. Gemeinsam wurden sie am 2. Oktober 1942 mit dem Transport III/7 in das Ghetto Theresienstadt deportiert. In der Transportliste wurde als Wohnadresse Rubensstraße 33 vermerkt. Von Theresienstadt aus wurden sie mit dem Transport Es am 19. Oktober 1944 in das Vernichtungslager Auschwitz verbracht. Dort verliert sich ihre Spur. Tochter Hannelore überlebte den Holokaust. |
| Stolperstein für Dr. Julius Bier (Rubensstraße 33) | Hier wohnte Dr. Julius Bier (Jahrgang 1887) Deportiert 1942 Theresienstadt Auschwitz Verschollen                                                                                 | Rubensstr. 33 (Standort)                                                             | Der Stolperstein erinnert an Julius Bier, geboren am 28. Mai 1887 in Köln. Der Arzt Julius Bier war der Sohn von Dagobert Bier. Verheiratet war Julius Bier mit Betty Gersmann. Sie wohnten am Salierring 21. Gemeinsam wurden sie am 2. Oktober 1942 mit dem Transport III/7 in das Ghetto Theresienstadt deportiert. In der Transportliste wurde als Wohnadresse Rubensstraße 33 vermerkt. Von Theresienstadt aus wurden sie mit dem Transport Es am 19. Oktober 1944 in das Vernichtungslager Auschwitz verbracht. Dort verliert sich seine Spur. Tochter Hannelore überlebte den Holokaust. |
| Stolperstein für Herchel Birenbaum (Kleiner Griechenmarkt 30) | Hier wohnte Herchel Birenbaum (Jahrgang 1937) Deportiert 1940 Ermordet | Kleiner Griechenmarkt 30 (Standort)                                                  | |
| Stolperstein für Salka Birenbaum (Kleiner Griechenmarkt 30) | Hier wohnte Salka Birenbaum, geb. Fleszer (Jahrgang 1900) Deportiert 1940 Ermordet                                                                                               | Kleiner Griechenmarkt 30 (Standort)                                                  | |
| Stolperstein für Simon Birenbaum (Kleiner Griechenmarkt 30) | Hier wohnte Simon Birenbaum (Jahrgang 1897) Ausgewiesen 1938 Polen ??? | Kleiner Griechenmarkt 30 (Standort)                                                  | |
| Stolperstein für Mathilda Blumenkorn (Blaubach 67) | Hier wohnte Mathilde Blumenkorn, geb. Schwarz (Jahrgang 1902) Deportiert 1941 Łódź Ermordet 1942 in Kulmhof                                                                      | Blaubach 67 (Standort)                                                               | |
| Stolperstein für Walter Blumenkorn (Blaubach 67) | Hier wohnte Walter Blumenkorn (Jahrgang 1897) Deportiert 1941 Łódź Ermordet 1942 in Kulmhof                                                                                      | Blaubach 67 (Standort)                                                               | |
| Stolperstein für Erich Blumgardt (Zwirner Straße 33) | Hier wohnte Erich Blumgardt (Jahrgang 1908) Deportiert 1941 Łódź Für tot erklärt                                                                                                 | Zwirner Str. 33 (Standort)                                                           | Nach neueren Informationen, welche zum Zeitpunkt der Stolpersteinverlegung nicht bekannt waren, wurde Erich Blumgardt im September 1942 von Litzmannstadt (Łódź) nach Kulmhof deportiert und dort ermordet. |
| Stolperstein für Lotte Blumgardt (Zwirner Straße 33) | Hier wohnte Lotte Blumgardt, geb. Wertheim (Jahrgang 1908) Deportiert 1941 Łódź ???                                                                                              | Zwirner Str. 33 (Standort)                                                           | Nach neueren Informationen, welche zum Zeitpunkt der Stolpersteinverlegung nicht bekannt waren, wurde Lotte Blumgardt nach der Auflösung des Ghettos Litzmannstadt (Łódź) im August 1944 nach Auschwitz und von dort in das KZ Stutthof verschleppt, wo sie am 26. November 1944 starb. |
| Stolperstein für Hennx Bondy (Pantaleonstraße 18) | Hier wohnte Henny Bondy (Jahrgang 1883) Deportiert 1941 Łódź Verschollen | Pantaleonstraße 18 (Standort)                                                        | Nach neueren Informationen, welche zum Zeitpunkt der Stolpersteinverlegung nicht bekannt waren, wurde Johanna Bondy im Mai 1942 von Litzmannstadt (Łódź) nach Kulmhof deportiert und dort ermordet. |
| Stolperstein für Lea Brenner (Poststraße 47) | Hier wohnte und arbeitete Lea Brenner, geb. Stechler (Jahrgang 1867) 'Polenaktion' 1938 Schicksal unbekannt                                                                      | Poststr. 47 (Standort)                                                               | Der am 4. April 2017 verlegte Stolperstein erinnert an Lea Brenner (geb. Stechler), geboren 1867. |
| Stolperstein für Lesser Brenner (Poststraße 47) | Hier wohnte und arbeitete Lesser Brenner (Jahrgang 1870) 'Polenaktion' 1938 Schicksal unbekannt                                                                                  | Poststr. 47 (Standort)                                                               | Der am 4. April 2017 verlegte Stolperstein erinnert an Lesser Brenner, geboren 1870. |
| Stolperstein für Engelbert Brinker (Im Dau 4) | Hier wohnte Engelbert Brinker (Jahrgang unbekannt) 1944 in Brauweiler von der Gestapo gefoltert / ermordet                                                                       | Im Dau 4 (Standort)                                                                  | Der Stolperstein erinnert an Engelbert Brinker, geboren am 16. November 1883 in Köln. Der Schlosser Engelbert Brinker war ein deutscher Widerstandskämpfer und einer der führenden Mitglieder der Kölner Gruppe des Volksfrontkomitees Freies Deutschland. Die Gruppe flog im November 1944 auf, die Mitglieder wurden von der Gestapo verhaftet und im Gestapo-Gefängnis in der Abtei Brauweiler inhaftiert und gefoltert. Engelbert Brinker starb an den Folgen der Folter am 13. Dezember 1944. Der im Februar 2001 verlegte Stolperstein wurde zerschlagen und mit weißer Farbe beschmiert. Im Juni 2001 wurde diese Zerstörung angezeigt; Am 11. September 2001 konnte auf Initiative einer Schulklasse des Humboldt-Gymnasiums eine öffentliche Neuverlegung stattfinden. Seit 2005 waren auf dem Stolperstein erneut Schlagspuren zu sehen. |
| Stolperstein für Johanna Brunn (Schartgasse 1c) | Hier wohnte Johanna Brunn, geb. Seligmann (Jahrgang 1878) Deportiert 1941 Auschwitz Verschollen                                                                                  | Schartgasse 1c (Standort)                                                            | |
| Stolperstein für Adolf Buchheimer (Alteburger Straße 11) | Hier wohnte Adolf Buchheimer (Jahrgang 1880) Deportiert 1941 Łódź Tot am 8. Oktober 1941                                                                                         | Alteburger Str. 11 (Standort)                                                        | Nach neueren Informationen, welche zum Zeitpunkt der Stolpersteinverlegung nicht bekannt waren, starb Adolf Buchheimer am 8. November 1941 im Ghetto Litzmannstadt (Łódź). |
| Stolperstein für Rolf Buchheimer (Alteburger Straße 11) | Hier wohnte Rolf Buchheimer (Jahrgang 1919) Deportiert 1941 Łódź Tot am 10. Juni 1942                                                                                            | Alteburger Str. 11 (Standort)                                                        | |
| Stolperstein für Rosalie Buchheimer (Alteburger Straße 11) | Hier wohnte Rosalie Buchheimer, geb. Nethe (Jahrgang 1888) Deportiert 1941 Łódź Für tot erklärt                                                                                  | Alteburger Str. 11 (Standort)                                                        | |
| Stolperstein für Hilde Buschdorf (Severinstraße 89) | Hier wohnte Hilde Buschdorf, geb. Strauss (Jahrgang 1910) Deportiert 1941 Łódź ???                                                                                               | Severinstr. 89 (Standort)                                                            | |
| Stolperstein für Ida Cahn (Agrippastr. 14) | Hier wohnte Ida Cahn (Jahrgang 1874) deportiert 1942 Theresienstadt Treblinka ermordet Sept. 1942                                                                                | Agrippastraße 14 (Standort)                                                          | |
| Stolperstein für Moritz Cahn (Agrippastr. 14) | Hier wohnte Moritz Cahn (Jahrgang 1871) deportiert 1942 Theresienstadt Treblinka ermordet Sept. 1942                                                                             | Agrippastraße 14 (Standort)                                                          | |
| Stolperstein für Abram Chocinski (Alexianerstraße 3) | Hier wohnte Abram Chocinski (Jahrgang 1900) Interniert 1939 Arbeitslager Bongard Deportiert 1944 Auschwitz Ermordet 23. April 1945 Mauthausen-Gusen                              | Alexianerstr. 3 (Verlegestelle Alexianerstraße 1) (Standort)                         | Der am 9. März 2015 verlegte Stolperstein erinnert an Abram Chocinski, geboren am 17. Juli 1900 in Łódź. Abram Chocinski war mit Maria Chocinski (geb. Pullich) verheiratet. Die gemeinsamen Töchter Helene, Lotte und Hannelore starben mit ihrer Mutter am 29. Juni 1943 bei einem Bombenangriff. Sohn Willi überlebte das KZ Flossenbürg, Sohn Hans den Todesmarsch nach Theresienstadt. Abram Chocinski starb am 23. April 1945 im Außenlager Gusen des KZ Mauthausen. |
| Stolperstein für Hannelore Chocinski (Alexianerstraße 3) | Hier wohnte Hannelore Chocinski (Jahrgang 1942) Tot bei Bombenangriff 29. Juni 1943                                                                                              | Alexianerstr. 3 (Verlegestelle Alexianerstraße 1) (Standort)                         | Der am 9. März 2015 verlegte Stolperstein erinnert an Hannelore Chocinski, geboren 1942. Hannelore Chocinski war die Tochter von Abram und Maria Chocinski. Gemeinsam mit ihrer Mutter und zwei ihrer Schwestern starb sie am 29. Juni 1943 bei einem Bombenangriff. |
| Stolperstein für Hans Chocinski (Alexianerstraße 3) | Hier wohnte Hans Chocinski (Jahrgang 1925) Deportiert 1944 KZ Flossenbürg Todesmarsch Theresienstadt Befreit/Überlebt                                                            | Alexianerstr. 3 (Verlegestelle Alexianerstraße 1) (Standort)                         | Der am 9. März 2015 verlegte Stolperstein erinnert an Hans Chocinski, geboren 1925. Hans Chocinski war der Sohn von Abram und Maria Chocinski. Er überlebte den Todesmarsch nach Theresienstadt. |
| Stolperstein für Helene Chocinski (Alexianerstraße 3) | Hier wohnte Helene Chocinski (Jahrgang 1921) Tot bei Bombenangriff 29. Juni 1943                                                                                                 | Alexianerstr. 3 (Verlegestelle Alexianerstraße 1) (Standort)                         | Der am 9. März 2015 verlegte Stolperstein erinnert an Helene Chocinski, geboren 1942. Helene Chocinski war die Tochter von Abram und Maria Chocinski. Gemeinsam mit ihrer Mutter und zwei ihrer Schwestern starb sie am 29. Juni 1943 bei einem Bombenangriff. |
| Stolperstein für Lotte Chocinski (Alexianerstraße 3) | Hier wohnte Lotte Chocinski (Jahrgang 1929) Tot bei Bombenangriff 29. Juni 1943                                                                                                  | Alexianerstr. 3 (Verlegestelle Alexianerstraße 1) (Standort)                         | Der am 9. März 2015 verlegte Stolperstein erinnert an Lotte Chocinski, geboren 1942. Lotte Chocinski war die Tochter von Abram und Maria Chocinski. Gemeinsam mit ihrer Mutter und zwei ihrer Schwestern starb sie am 29. Juni 1943 bei einem Bombenangriff. |
| Stolperstein für Maria Chocinski (Alexianerstraße 3) | Hier wohnte Maria Chocinski, geb. Pullich (Jahrgang 1900) Tot bei Bombenangriff 29. Juni 1943                                                                                    | Alexianerstr. 3 (Verlegestelle Alexianerstraße 1) (Standort)                         | Der am 9. März 2015 verlegte Stolperstein erinnert an Maria Chocinski, geboren 1942. Maria Chocinski war die Ehefrau von Abram Chocinski und Mutter der gemeinsamen Kinder Helene, Lotte, Hannelore, Hans und Willi. Gemeinsam mit ihren Töchtern starb sie am 29. Juni 1943 bei einem Bombenangriff. |
| Stolperstein für Willi Chocinski (Alexianerstraße 3) | Hier wohnte Willi Chocinski (Jahrgang 1927) Deportiert 1944 KZ Flossenbürg Befreit/Überlebt                                                                                      | Alexianerstr. 3 (Verlegestelle Alexianerstraße 1) (Standort)                         | Der am 9. März 2015 verlegte Stolperstein erinnert an Willi Chocinski, geboren 1925. Willi Chocinski war der Sohn von Abram und Maria Chocinski. Er überlebte das KZ Flossenbürg. |
| Stolperstein für Julie Coopmann (Neumarkt 25) | Hier wohnte Julie Coopmann (Jahrgang 1882) Deportiert 1941 Łódź Tod am 6. Juni 1942                                                                                              | Neumarkt 25 (Standort)                                                               | |
| Stolperstein für Alice Cossmann (Hohe Pforte 22) | Hier wohnte Alice Cossmann (Jahrgang 1924) Deportiert 1941 Łódź Für tot erklärt                                                                                                  | Hohe Pforte 22 (Standort)                                                            | Nach neueren Informationen, welche zum Zeitpunkt der Stolpersteinverlegung nicht bekannt waren, wurde Alice Cossmann nicht mit ihrer Familie nach Litzmannstadt (Łódź) deportiert, sondern konnte im August 1939 emigrieren Der Stolperstein wurde im April 2001 verlegt. Im Jahr 2002 wurde die gesamte Verlegestelle mit Farbe beschmiert. Im Juni 2005 verlegte Gunter Demnig einen neuen Stein. |
| Stolperstein für Ida Cossmann (Hohe Pforte 22) | Hier wohnte Ida Cossmann, geb. Sommer (Jahrgang 1895) Deportiert 1941 Łódź ???                                                                                                   | Hohe Pforte 22 (Standort)                                                            | Der Stolperstein wurde im April 2001 verlegt. Im Jahr 2002 wurde die gesamte Verlegestelle mit Farbe beschmiert. Mitte 2005 zerstörten Unbekannte den Stein für Ida Cossmann. Im Juni 2005 verlegte Gunter Demnig einen neuen Stein. Nach neueren Informationen, welche zum Zeitpunkt der Stolpersteinverlegung nicht bekannt waren, wurde Ida Cossmann im Mai 1942 von Litzmannstadt (Łódź) nach Kulmhof deportiert und dort ermordet. |
| Stolperstein für Irma Cossmann (Schaevenstraße 4) | Hier wohnte Irma Cossmann (Jahrgang 1900) Deportiert 1941 Riga Stutthof Verschollen                                                                                              | Schaevenstr. 4 (Standort)                                                            | |
| Stolperstein für Sybilla Cossmann (Schaevenstraße 4) | Hier wohnte Sybilla Cossmann (Jahrgang 1897) Deportiert 1941 Riga Verschollen | Schaevenstr. 4 (Standort)                                                            | |
| Stolperstein für Moritz David (Frankstraße 12) | Hier wohnte Moritz David (Jahrgang 1883) Deportiert 1941 Łódź ??? | Frankstr. 12 (Verlegestelle vor Schule Frankstraße 26) (Standort)                    | Nach neueren Informationen, welche zum Zeitpunkt der Stolpersteinverlegung nicht bekannt waren, wurde Moritz David im Mai 1942 von Litzmannstadt (Łódź) nach Kulmhof deportiert und dort ermordet. |
| Stolperstein für Heinrich Durwerdst (Große Witschgasse 32-34) | Hier wohnte Heinrich Dürwerdt (Jahrgang 1902) ermordet 26. Juni 1933 im Braunen Haus Mozartstraße von der SS                                                                     | Große Witschgasse 32-34 (Standort)                                                   | Politisch Verfolgter – Dürwerdt war Mitglied der KPD |
| Stolperstein für Josef Dürwerdt (Mathiasstraße 9) | Hier wohnte Josef Dürwerdt (Jahrgang unbekannt) Ermordet 1933 im Braunen Haus Mozartstrasse von der SA                                                                           | Mathiasstr. 9 (Standort)                                                             | Politisch Verfolgter |
| Stolperstein für Helene Dusemann (Großer Griechenmarkt 125) | Hier wohnte Helene Dussmann, geb. Breiter (Jahrgang 1893) Deportiert Auschwitz Ermordet 1944                                                                                     | Großer Griechenmarkt 125 (Standort)                                                  | |
| Stolperstein für Sally Dussmann (Großer Griechenmarkt 125) | Hier wohnte Sally Dussmann (Jahrgang 1925) Im jüdischen Widerstand Gefallen Juli 1944 in Brüssel                                                                                 | Großer Griechenmarkt 125 (Standort)                                                  | |
| Stolperstein für Simon Dussmann (Großer Griechenmarkt 125) | Hier wohnte Simon Dussmann (Jahrgang 1889) Deportiert Auschwitz Ermordet 1944 | Großer Griechenmarkt 125 (Standort)                                                  | |
| Stolperstein für Johanna Eckstein (Im Weichserhof 8) | Hier wohnte Johanna Eckstein, geb. Wolff (Jahrgang 1913) Deportiert 1941 Łódź Ermordet Mai 1942 in Kulmhof                                                                       | Im Weichserhof 8 (Verlegestelle Im Weichserhof 3) (Standort)                         | |
| Stolperstein für Lieselotte Eckstein (Im Weichserhof 8) | Hier wohnte Lieselotte Eckstein (Jahrgang 1936) Deportiert 1941 Łódź Ermordet Mai 1942 in Kulmhof                                                                                | Im Weichserhof 8 (Verlegestelle Im Weichserhof 3) (Standort)                         | |
| Stolperstein für Manfred Eckstein (Im Weichserhof 8) | Hier wohnte Manfred Eckstein (Jahrgang 1936) Deportiert 1941 Łódź Ermordet Mai 1942 in Kulmhof                                                                                   | Im Weichserhof 8 (Verlegestelle Im Weichserhof 3) (Standort)                         | |
| Stolperstein für Frieda Eichel (Severinstrasse 199) | Hier wohnte Frieda Eichel (Jahrgang 1891) Deportiert 1941 Łódź/Litzmannstadt Ermordet in Chelmno/Kulmfhof                                                                        | Severinstr. 199 (früher 213/215) (Standort)                                          | Der am 9. März 2015 verlegte Stolperstein erinnert an Frieda Friederike Eichel, geboren am 9. Februar 1891 in Staudernheim. Frieda Eichel war die Tochter von Daniel und Katharina Eichel (geb. Neuhäuser). Am 22. Oktober 1941 wurde sie in das Ghetto Litzmannstadt (Łódź) deportiert und am 4. Mai 1942 in das Vernichtungslager Kulmhof gebracht und getötet. |
| der Stolperstein für Jakob Eisner | Hier wohnte Jakob Eisner (Jahrgang 1870) 'Polenaktion' 1938 Bentschen/Zbaszyn Schicksal unbekannt                                                                                | Alexianerstraße 23 (Standort)                                                        | |
| der Stolperstein für Malka Eisner | Hier wohnte Malka Eisner, geb. Friedman (Jahrgang 1869) gedemütigt/entrechtet tot 22. Dez. 1936                                                                                  | Alexianerstraße 23 (Standort)                                                        | |
| | Frankstraße 20 wohnte Benno Eizenberg (Jahrgang 1913) 'Polenaktion' 1938 Schicksal unbekannt                                                                                     | Frankstraße 20 (Verlegestelle vor Schule Frankstraße 26) (Standort)                  | |
| | Frankstraße 20 wohnte Chaskel Leizer Eizenberg (Jahrgang 1879) 'Polenaktion' 1938 Schicksal unbekannt                                                                            | Frankstraße 20 (Verlegestelle vor Schule Frankstraße 26) (Standort)                  | |
| | Frankstraße 20 wohnte Frida Eizenberg (Jahrgang 1911) Friedel Goodman Jg. 1911 'Polenaktion' 1938 Flucht 1939 England 1940 USA                                                   | Frankstraße 20 (Verlegestelle vor Schule Frankstraße 26) (Standort)                  | |
| | Frankstraße 20 wohnte Maria Esther Eizenberg (Jahrgang 1910) 'Polenaktion' 1938 Schicksal unbekannt                                                                              | Frankstraße 20 (Verlegestelle vor Schule Frankstraße 26) (Standort)                  | |
| | Frankstraße 20 wohnte Rosa Eizenberg, geb. Vogelbaum (Jahrgang 1877) 'Polenaktion' 1938 Schicksal unbekannt                                                                      | Frankstraße 20 (Verlegestelle vor Schule Frankstraße 26) (Standort)                  | |
| Stolperstein für Isidor Elsberg (Im Dau 12) | Hier wohnte Isidor Elsberg (Jahrgang 1885) Deportiert 1941 Riga ??? | Im Dau 12 (Standort)                                                                 | |
| Stolperstein für Carl Eltzbacher (Habsburgerring 3) | Hier wohnte Carl Eltzbacher (Jahrgang 1854) Gedemütigt / Entrechtet Tot 21. Februar 1936                                                                                         | Habsburgerring 3 (Standort)                                                          | Carl Eltzbacher war einer der Teilhaber des Familienunternehmens J. L. Eltzbacher & Cie, einst eine der kapitalstärksten Banken der Stadt. Die Familie genoss in Köln über die jüdische Gemeinde hinaus hohes Ansehen, da sie unter anderem das Jüdisches Wohlfahrtszentrum unterstützte. 1929 wurde das Unternehmen aufgelöst, und Eltzbacher war fortan als Anwalt tätig. Später trat sein Sohn Hans, der eigentlich hatte Maler werden wollen, in die Kanzlei ein. Durch das Berufsverbot für jüdische Anwälte verlor der Vater offenbar den Großteil seines Vermögens. Sohn Hans begann erneut zu malen, doch konnte er als jüdischer Künstler seine Bilder bald nicht mehr öffentlich ausstellen. Carl Eltzbacher starb 1936 im Alter von 81 Jahren; seine Frau Rosa wenige Monate nach ihm. Die Söhne Hans und Arthur gingen 1937 nach Brüssel. Nach der Besetzung Belgiens durch die deutsche Wehrmacht wurden die Brüder in das Internierungslager Saint-Cyprien in Südfrankreich deportiert. Arthur Eltzbacher starb noch während des Transports. Hans Eltzbacher wiederum wurde freigelassen. Er flüchtete in die Schweiz, kurz bevor die deutschen Truppen auch Frankreich besetzten. Als er nach dem Krieg nach Köln zurückkehrte, fand er sein Heim zerstört vor. Er starb 1969 in Brüssel. Die Stolpersteine für Carl Eltzbacher und Rosa Eltzbacher wurden am 5. November 2024 verlegt, auf Initiative des Kölner Alpenvereins, dessen Mitglied Carl Eltzbacher gewesen sei. |
| Stolperstein für Carl Eltzbacher (Habsburgerring 3) | Hier wohnte Rosa Eltzbachergeb. May (Jahrgang 1883) Gedemütigt / Entrechtet Tot 10. Juni 1936                                                                                    | Habsburgerring 3 (Standort)                                                          | Carl Eltzbacher war einer der Teilhaber des Familienunternehmens J. L. Eltzbacher & Cie, einst eine der kapitalstärksten Banken der Stadt. Die Familie genoss in Köln über die jüdische Gemeinde hinaus hohes Ansehen, da sie unter anderem das Jüdisches Wohlfahrtszentrum unterstützte. 1929 wurde das Unternehmen aufgelöst, und Eltzbacher war fortan als Anwalt tätig. Später trat sein Sohn Hans, der eigentlich hatte Maler werden wollen, in die Kanzlei ein. Durch das Berufsverbot für jüdische Anwälte verlor der Vater offenbar den Großteil seines Vermögens. Sohn Hans begann erneut zu malen, doch konnte er als jüdischer Künstler seine Bilder bald nicht mehr öffentlich ausstellen. Carl Eltzbacher starb 1936 im Alter von 81 Jahren; seine Frau Rosa wenige Monate nach ihm. Die Söhne Hans und Arthur gingen 1937 nach Brüssel. Nach der Besetzung Belgiens durch die deutsche Wehrmacht wurden die Brüder in das Internierungslager Saint-Cyprien in Südfrankreich deportiert. Arthur Eltzbacher starb noch während des Transports. Hans Eltzbacher wiederum wurde freigelassen. Er flüchtete in die Schweiz, kurz bevor die deutschen Truppen auch Frankreich besetzten. Als er nach dem Krieg nach Köln zurückkehrte, fand er sein Heim zerstört vor. Er starb 1969 in Brüssel. Die Stolpersteine für Carl Eltzbacher und Rosa Eltzbacher wurden am 5. November 2024 verlegt, auf Initiative des Kölner Alpenvereins, dessen Mitglied Carl Eltzbacher gewesen sei. |
| Stolperstein für Josef Engel (Weberstraße 21) | Hier wohnte Josef Engel (Jahrgang 1917) Zeuge Jehovas Verhaftet KZ Buchenwald-Dachau Ermordet Oktober 1942 Landesanstalt Schloss Hartheim/Linz                                   | Weberstr. 21 (Verlegestelle Weberstraße 29–31) (Standort)                            | Der Stolperstein erinnert an Josef Engel, geboren am 17. Mai 1917 in Köln. Der Zeuge Jehovas Josef Engel wurde als „befristeter Vorbeugehäftling“ im KZ Buchenwald inhaftiert. Seine Häftlingsnummer lautete 4993. Am 6. Juni 1942 wurde er in das KZ Dachau überführt. Am 7. Juni 1942 wurde er dort unter der Häftlingsnummer 30933 in Polizeiliche Sicherungsverwahrung genommen. Am 12. Oktober 1942 wurde er mit einem so genannten „Invalidentransport“ in die Gaskammer der Tötungsanstalt Schloss Hartheim verbracht... |
| Stolperstein für Ida Erdmann (Zwirner Straße 33) | Hier wohnte Ida Erdmann, geb. Sax (Jahrgang 1902) Deportiert 1941 Riga Stutthof ???                                                                                              | Zwirner Str. 33 (Standort)                                                           | |
| Stolperstein für Max Erdmann (Zwirner Straße 33) | Hier wohnte Max Erdmann (Jahrgang 1892) Deportiert 1941 Riga ??? | Zwirner Str. 33 (Standort)                                                           | |
| Stolperstein für Dr. Selmar Harry Falkenstein (Hohe Pforte 13–17) | Hier wohnte Dr. Selmar Harry Falkenstein (Jahrgang 1895) Deportiert 1942 Richtung Osten ???                                                                                      | Hohe Pforte 13–17 (Standort)                                                         | |
| Stolperstein für Erna Falkenstein (Blaubach 67) | Hier wohnte Erna Falkenstein (Jahrgang 1905) Deportiert 1941 Riga Ermordet | Blaubach 67 (Standort)                                                               | |
| Stolperstein für Hermann Falkenstein (Blaubach 67) | Hier wohnte Hermann Falkenstein (Jahrgang 1876) Deportiert 1941 Riga Ermordet | Blaubach 67 (Standort)                                                               | |
| Stolperstein für Anneliese Feidelberg (Humboldtstr. 42) | Hier wohnte Anneliese Feidelberg, geb. Reichenberg (Jahrgang 1909) Deportiert 1941 Łódź/Litzmannstadt Ermordet 8. November 1942                                                  | Humboldtstr. 42 (Verlegestelle Ecke Arndtstraße) (Standort)                          | Der Stolperstein erinnert an Anneliese Feidelberg (geb. Reichenberg), geboren am 13. April 1909 in Köln. Die Kontoristin Anneliese Reichenberg war die zweite Ehefrau des Zahnarztes Ferdinand Feidelberg. Ferdinand Feidelberg und Anneliese Reichenberg wurden am 22. Oktober 1941 mit dem 8. Transport in das Ghetto Litzmannstadt deportiert. Anneliese Feidelberg starb am 8. November 1942 im Ghetto Litzmannstadt. Die aus dieser Ehe stammende Tochter Gitel wurde am 15. September 1942 in Litzmannstadt geboren und starb hier bereits nach wenigen Wochen. |
| Stolperstein für Dr. Ferdinand Feidelberg (Humboldtstr. 42) | Hier praktizierte Dr. Ferdinand Feidelberg (Jahrgang 1890) Deportiert 1941 Łódź/Litzmannstadt Ermordet 20. August 1942                                                           | Humboldtstr. 42 (Verlegestelle Ecke Arndtstraße) (Standort)                          | Der Stolperstein erinnert an Dr. Ferdinand Feidelberg, geboren am 20. Mai 1890 in Altena. Der Zahnarzt Ferdinand Feidelberg war in erster Ehe mit Jete Hayum (geb. 13. September 1899, gest. 21. Januar 1927 in Köln-Ehrenfeld) verheiratet. In zweiter Ehe heiratete er Anneliese Reichenberg. Ferdinand Feidelberg und Anneliese Reichenberg wurden am 22. Oktober 1941 mit dem 8. Transport in das Ghetto Litzmannstadt deportiert. Ferdinand Feidelberg starb am 20. August 1942 im Ghetto Litzmannstadt. Die aus dieser Ehe stammende Tochter Gitel wurde nach seinem Tod am 15. September 1942 in Litzmannstadt geboren und starb hier bereits nach wenigen Wochen. |
| Stolperstein für Helene Feidelberg (Humboldtstr. 42) | Hier wohnte Helene Feidelberg, geb. Nordheim (Jahrgang 1863) Deportiert 1943 Theresienstadt Ermordet 1. März 1944                                                                | Humboldtstr. 42 (Verlegestelle Ecke Arndtstraße) (Standort)                          | Der Stolperstein erinnert an Helene Feidelberg (geb. Nordheim), geboren am 13. März 1863 in Köln. Helene Feidelberg war die Tochter von David Nordheim und seiner Frau Henriette (geb. Kain). Helene Feidelberg war gemeinsam mit ihrem Sohn Hermann bis zum 15. Januar 1943 im Barackenlager Fort V Müngersdorf interniert und beide wurden am 26. Januar 1943 mit dem Alterstransport 1/86 in das Ghetto Theresienstadt deportiert. In der Transportliste wurde Helene Feidelberg als „unverheiratet“ und „nicht arbeitsfähig“ mit der Adresse Fort V Müngersdorf eingetragen. Ihre Kennzeichen-Nr. lautet 014158. Helene Feidelberg starb am 1. März 1944 im Ghetto Theresienstadt. |
| Stolperstein für Hermann Feidelberg (Humboldtstr. 42) | Hier wohnte Hermann Feidelberg (Jahrgang 1892) Deportiert 1943 Theresienstadt 1943 Auschwitz Ermordet                                                                            | Humboldtstr. 42 (Verlegestelle Ecke Arndtstraße) (Standort)                          | Der Stolperstein erinnert an Hermann Feidelberg, geboren am 30. Dezember 1892 in Altena. Hermann Feidelberg war der Sohn von Julius Feidelberg und seiner Frau Helene (geb. Nordheim). Hermann Feidelberg war mit seiner Mutter Helene bis zum 15. Januar 1943 im Barackenlager Fort V Müngersdorf interniert und beide wurden am 26. Januar 1943 mit dem Alterstransport 1/86 in das Ghetto Theresienstadt deportiert. In der Transportliste wurde Hermann Feidelberg als „unverheiratet“ und „arbeitsfähig“ mit der Adresse Fort V Müngersdorf eingetragen. Seine Kennzeichen-Nr. lautet 014157. Hermann Feidelberg wurde am 19. Oktober 1944 in das Vernichtungslager Auschwitz deportiert, dort verliert sich seine Spur... |
| Stolperstein für Julius Feidelberg (Humboldtstr. 42) | Hier wohnte Julius Feidelberg (Jahrgang 1871) Deportiert 1942 Theresienstadt 1942 \|Treblinka Ermordet                                                                           | Humboldtstr. 42 (Verlegestelle Ecke Arndtstraße) (Standort)                          | Der Stolperstein erinnert an Julius Feidelberg, geboren 1860. Julius Feidelberg war mit Helene Nordheim verheiratet gemeinsam hatten sie die Söhne Hermann und Ferdinand. Das Schicksal von Julius Feidelberg ist unbekannt! |
| Stolperstein für Dr. Hans Salomon Feldheim (Neumarkt 31) | Hier praktizierte Dr. Hans Salomon Feldheim (Jahrgang 1886) Freitod 28. September 1944                                                                                           | Neumarkt 31 (Standort)                                                               | Der im November 2013 verlegte Stolperstein erinnert an Dr. Hans Salomon Feldheim, geboren am 17. August 1886 in Barmen. Hans Salomon Feldheim war der Sohn des Fabrikanten Leopold Feldheim und seiner Frau Emilie (geb. Salomon). Hans Salomon Feldheim studierte an den Universitäten Berlin, München und Heidelberg Medizin. In Heidelberg promovierte er zum Thema: „Die Anwendung der freien Fascientransplantation zur Operation von Prolapsen des weiblichen Genitals“. Im selben Jahr erhielt er seine Approbation. Bis 1920 praktizierte er in Wuppertal-Beyenburg, verlegte dann seine Wohnsitz und seine Praxis in die Ibachstraße 3 in Barmen. Verheiratet war er mit Anna Mensinger. Weil er in Barmen zunehmend Schikanen ausgesetzt war zog der Witwer mit seinen beiden Töchtern Anneliese und Helga nach Köln, wo er am Neumarkt 31 die Praxis des emigrierten Dr. Ernst Weiner übernahm. Nach der Aberkennung seiner Approbation wirkte er zunächst in der Kamekestraße 19 und später im „Ghettohaus“ Utrechter Straße 6 als Krankenbehandler weiter. Als Vertrausensmann der Reichsvereinigung der Juden in Deutschland behandelte er auch Patienten am Jüdischen Krankenhaus Ottostraße und, nach dessen Auflösung 1942, Patienten an der Krankenstation im Sammellager Fort V Müngersdorf. Als Ende des Sommers 1944 seine Deportation bevorstand versteckte er sich und seine Tochter Anneliese bei Bekannten. Wegen drohender Denunziation und Deportation begingen er und seine Tochter am 28. September 1944 mit Veronal Selbstmord. Hans Salomon Feldheim und seine Tochter Anneliese wurden sterbend in einem Kölner Park gefunden. Hans Salomon Feldheim hinterließ einen längeren Abschiedsbrief. Seine jüngere Tochter Helga emigrierte 1939 nach Amsterdam und überlebte den Holocaust. Dr. Hans Salomon Feldheim war der letzte jüdische Heilbehandler in Köln. Für Hans Salomon Feldheim und seine Tochter Anneliese wurden weitere Stolpersteine vor dem ehemaligen Wohnhaus Kamekestraße 19 verlegt. |
| Stolperstein für Louise Frank (Jahnstraße 20) | Hier wohnte Louise Frank, geb. Bermann (Jahrgang 1876) Deportiert 1941 Łódź/Litzmannstadt Ermordet 6. Mai 1942 Chelmno/Kulmhof                                                   | Jahnstr. 20 (Standort)                                                               | |
| Stolperstein für Ulrike Friedeberg (Hohe Pforte 22) | Hier wohnte Ulrike Friedeberg (Jahrgang 1888) Deportiert 1941 Łódź ??? | Hohe Pforte 22 (Standort)                                                            | Nach neueren Informationen, welche zum Zeitpunkt der Stolpersteinverlegung nicht bekannt waren, wurde Ulrike Friedeberg im Mai 1942 von Litzmannstadt (Łódź) nach Kulmhof deportiert und dort ermordet. |
| Stolperstein für Otto Friedländer (Alteburger Straße 11) | Hier wohnte Otto Friedländer (Jahrgang 1879) Deportiert 1941 Łódź Für tot erklärt                                                                                                | Alteburger Str. 11 (Standort)                                                        | Nach neueren Informationen, welche zum Zeitpunkt der Stolpersteinverlegung nicht bekannt waren, wurde Otto Friedländer im Mai 1942 von Litzmannstadt (Łódź) nach Kulmhof deportiert und dort ermordet. |
| Stolperstein für Rosa Friedländer (Alteburger Straße 11) | Hier wohnte Rosa Friedländer, geb. Jakobs (Jahrgang 1883) Deportiert 1941 Łódź Für tot erklärt                                                                                   | Alteburger Str. 11 (Standort)                                                        | Nach neueren Informationen, welche zum Zeitpunkt der Stolpersteinverlegung nicht bekannt waren, wurde Rosa Friedländer im Mai 1942 von Litzmannstadt (Łódź) nach Kulmhof deportiert und dort ermordet. |
| Stolperstein für Alma Friedlich (Weyerstraße 122) | Hier wohnte Alma Friedlich, geb. Goldschmidt (Jahrgang 1881) Deportiert 1941 Łódź Für tot erklärt                                                                                | Weyerstr. 122 (heute Hohenstaufenring 2) (Standort)                                  | Nach neueren Informationen, welche zum Zeitpunkt der Stolpersteinverlegung nicht bekannt waren, wurde Alma Friedlich im Mai 1942 von Litzmannstadt (Łódź) nach Kulmhof deportiert und dort ermordet. |
| Stolperstein für Julius Friedlich (Weyerstraße 122) | Hier wohnte Julius Friedlich (Jahrgang 1878) Deportiert 1941 Łódź Tod am 24. Januar 1942                                                                                         | Weyerstr. 122 (heute Hohenstaufenring 2) (Standort)                                  | |
| Stolperstein für Kurt Friedlich (Weyerstraße 122) | Hier wohnte Kurt Friedlich (Jahrgang 1921) Deportiert 1941 Łódź Für tot erklärt                                                                                                  | Weyerstr. 122 (heute Hohenstaufenring 2) (Standort)                                  | Nach neueren Informationen, welche zum Zeitpunkt der Stolpersteinverlegung nicht bekannt waren, wurde Kurt Friedlich am 14. November 1941 aus dem Ghetto Litzmannstadt (Łódź) in ein Zwangsarbeitslager in der Region Posen verschleppt. Sein weiteres Schicksal ist unbekannt. |
| Stolperstein für Liselotte Friedlich (Weyerstraße 122) | Hier wohnte Liselotte Friedlich (Jahrgang 1909) Deportiert 1941 Łódź Für tot erklärt                                                                                             | Weyerstr. 122 (heute Hohenstaufenring 2) (Standort)                                  | Nach neueren Informationen, welche zum Zeitpunkt der Stolpersteinverlegung nicht bekannt waren, wurde Liselotte Friedlich im Mai 1942 von Litzmannstadt (Łódź) nach Kulmhof deportiert und dort ermordet. |
| Stolperstein für Helmut Friedmann (Severinstraße 241) | Hier lernte Helmut Friedmann (Jahrgang 1918) Flucht 1934 Palästina | Severinstr. 241 (Verlegestelle vor Friedrich-Wilhelm-Gymnasium) (Standort)           | Der am 18. April 2018 verlegte Stolperstein erinnert an Helmut Friedmann, geboren am 28. Mai 1918 in Köln. Helmut Friedmann besuchte in Köln die Rabbinatsschule und das Friedrich-Wilhelm-Gymnasium. Nach der Machtergreifung der Nationalsozialisten planten die Eltern die Auswanderung ihres Sohnes. Im November 1934 flüchtete er nach Palästina, wo ihm 1937 die palästinensische Staatsbürgerschaft verliehen wurde. Nach dem Zweiten Weltkrieg studierte er in Frankreich Philologie und ging in den 1950er Jahren nach London. Hier gründete er 1962 die Audio-Visual Language Association (AVLA). In London und widmete er sich Einsatz von audiovisuellen Methoden bei der Erlernung von Sprachen und unterrichtete am Holborn College of Law, Languages and Commerce. Für seine Verdienste wurde er mit dem Ehrenorden für Akademische Verdienste, als Chevalier dans l' Ordre des Palmes Académiques ausgezeichnet. Zahlreiche Gedichte und literarische Werke, die er unter dem Pseudonym Fred Friedmann veröffentlicht, hat, waren 1997 in Köln in der Ausstellung Unter Vorbehalt. Rückkehr aus der Emigration zu sehen. Helmut Friedmann starb am 6. Januar 2012 in London. |
| Bild gesucht Die Wikipedia wünscht sich an dieser Stelle ein Bild vom hier behandelten Ort. Weitere Infos zum Motiv findest du vielleicht auf der Diskussionsseite . Falls du dabei helfen möchtest, erklärt die Anleitung , wie das geht. BW                                | Hier wohnte Erich Fürst (Jahrgang 1894) Flucht 1939 Schottland 1940 USA | Mauritiussteinweg 81-83 (Standort)                                                   | Der Stolperstein erinnert an Erich Fürst, geboren 1894. Die Verlegung erfolgte am 13. Juni 2025. |
| Bild gesucht Die Wikipedia wünscht sich an dieser Stelle ein Bild vom hier behandelten Ort. Weitere Infos zum Motiv findest du vielleicht auf der Diskussionsseite . Falls du dabei helfen möchtest, erklärt die Anleitung , wie das geht. BW                                | Hier wohnte Herta Fürst, geb. Hirsch (Jahrgang 1899) Flucht 1939 Schottland 1940 USA                                                                                             | Mauritiussteinweg 81-83 (Standort)                                                   | Der Stolperstein erinnert an Herta Fürst, geboren 1899. Die Verlegung erfolgte am 13. Juni 2025. |
| Bild gesucht Die Wikipedia wünscht sich an dieser Stelle ein Bild vom hier behandelten Ort. Weitere Infos zum Motiv findest du vielleicht auf der Diskussionsseite . Falls du dabei helfen möchtest, erklärt die Anleitung , wie das geht. BW                                | Hier wohnte Max Helmut Fürst, Peter Furst (Jahrgang 1922) Flucht 1937 England 1940 USA                                                                                           | Mauritiussteinweg 81-83 (Standort)                                                   | Der Stolperstein erinnert an Max Helmut Fürst, geboren 1922. Die Verlegung erfolgte am 13. Juni 2025. |
| Bild gesucht Die Wikipedia wünscht sich an dieser Stelle ein Bild vom hier behandelten Ort. Weitere Infos zum Motiv findest du vielleicht auf der Diskussionsseite . Falls du dabei helfen möchtest, erklärt die Anleitung , wie das geht. BW                                | Hier wohnte Hanneliese Fürst, Jan Aronson (Jahrgang 1925) Kindertransport 1938 England 1940 USA                                                                                  | Mauritiussteinweg 81-83 (Standort)                                                   | Der Stolperstein erinnert an Hanneliese Fürst, geboren 1925. Die Verlegung erfolgte am 13. Juni 2025. |
| Bild gesucht Die Wikipedia wünscht sich an dieser Stelle ein Bild vom hier behandelten Ort. Weitere Infos zum Motiv findest du vielleicht auf der Diskussionsseite . Falls du dabei helfen möchtest, erklärt die Anleitung , wie das geht. BW                                | Hier wohnte Hans Hermann Fürst, Michael Furst (Jahrgang 1927) Kindertransport 1938 Belgien 1940 USA                                                                              | Mauritiussteinweg 81-83 (Standort)                                                   | Der Stolperstein erinnert an Hans Hermann Fürst, geboren 1927. Die Verlegung erfolgte am 13. Juni 2025. |
| Stolperstein für Philipp Gans (Stephanstraße 6) | Hier wohnte Philipp Gans (Jahrgang 1856) Deportiert 1942 Tot in Theresienstadt                                                                                                   | Stephanstr. 6 (Standort)                                                             | |
| der Stolperstein für Chaye Sara Geppert | Hier wohnte Chaye Sara Geppert (Jahrgang 1912) Flucht 1939 England | Fleischmengergasse 24 (Verlegestelle Ecke Bayardsgasse) (Standort)                   | |
| Stolperstein für Hudie Geppert (Poststraße 8) | Hier wohnte Hudie Geppert, geb. Weiselberg (Jahrgang 1888) Flucht Belgien Frankreich Interniert Drancy Deportiert 1944 Ermordet in Auschwitz                                     | Poststr. 8 (Standort)                                                                | Der am 5. Oktober 2020 verlegte Stolperstein erinnert an Hudie Geppert (geb. Weiselberg), geboren 1888. |
| Stolperstein für Lieber Geppert (Poststraße 8) | Hier wohnte Lieber Geppert (Jahrgang 1881) 'Polenaktion' 1938 Bentschen / Zbaszyn Flucht Belgien Frankreich Internietrt Drancy Deportiert 1943 Ermordet in Auschwitz             | Poststr. 8 (Standort)                                                                | Der am 5. Oktober 2020 verlegte Stolperstein erinnert an Lieber Geppert, geboren 1881. |
| Stolperstein für Rachela Geppert (Fleischmengergasse 24) | Hier wohnte Rachela Geppert, geb. Tieger (Jahrgang 1888) Deportiert 1941 Łódź/Litzmannstadt Ermordet 1942 in Chelmno/Kulmhof                                                     | Fleischmengergasse 24 (Verlegestelle Ecke Bayardsgasse) (Standort)                   | |
| Stolperstein für Siegmund Gerson (Blaubach 67) | Hier wohnte Siegmund Gerson (Jahrgang 1875) Deportiert 1941 Łódź Ermordet 1942 in Kulmhof                                                                                        | Blaubach 67 (Standort)                                                               | |
| Stolperstein für Grete Gibbrich (Bobstraße 2) | Hier wohnte Grete Gibbrich (Jahrgang 1905) Deportiert 1941 Riga Verschollen | Bobstr. 2 (Standort)                                                                 | |
| Stolperstein für Eugen Ginzel (Sternengasse 48) | Hier wohnte Eugen Ginzel (Jahrgang 1908) Überlebte im Untergrund Gestorben 1953 an den Spätfolgen                                                                                | Sternengasse Ecke Neuköllner Straße (früher Sternengasse 48) (Standort)              | |
| Stolperstein für Rosi Ginzel (Sternengasse 48) | Hier wohnte Rosi Ginzel, geb. Schön (Jahrgang 1909) Überlebte im Untergrund | Sternengasse Ecke Neuköllner Straße (früher Sternengasse 48) (Standort)              | |
| Stolperstein für Eugen Goldfisch (Sternengasse 27) | Hier wohnte Eugen Goldfisch (Jahrgang 1877) Deportiert 1942 Theresienstadt Tot 30. Dezember 1942                                                                                 | Sternengasse 27 (Verlegestelle: Ecke Krummer Büchel) (Standort)                      | |
| Stolperstein für Lina Goldfisch (Sternengasse 27) | Hier wohnte Lina Goldfisch, geb. Heumann (Jahrgang 1883) Deportiert 1942 Theresienstadt Tot Februar 1944                                                                         | Sternengasse 27 (Verlegestelle: Ecke Krummer Büchel) (Standort)                      | |
| Stolperstein für Helene Grünbaum (Kleiner Griechenmarkt 61–63) | Hier wohnte Helene Grünbaum geb. Slodzina (Jahrgang 1904) Flucht Belgien Frankreich England                                                                                      | Kleiner Griechenmarkt 61/63 (Standort)                                               | Der am 12. April 2016 verlegte Stolperstein erinnert an Helene Grünbaum (geb. Slodzina), geboren 1904. Hinda Helene Slodzina war die Tochter des Kaufmanns David Abraham Slodzina (siehe Thürmchenswall 44, Altstadt-Nord) und die Ehefrau des Schneiders Jakob Grunebaum. Ihre gemeinsame Tochter Henriette und zwei weiteren Geschwister konnten sie nach Großbritannien in Sicherheit bringen. Jakob und Helene Grünbaum flohen zunächst nach Belgien und von dort aus nach Frankreich. Helene Grünbaum konnte später zu ihren Kindern nach Großbritannien emigrieren, während ihr Mann im Sammellager Drancy inhaftiert wurde. Jakob Grünbaum wurde von dort aus in das Vernichtungslager Sobibor deportiert und dort 1943 ermordet. |
| Stolperstein für Jakob Grünbaum (Kleiner Griechenmarkt 61–63) | Hier wohnte Jakob Grünbaum (Jahrgang 1894) Flucht Belgien Frankreich Interniert Drancy Deportiert Ermordet in Sobibor                                                            | Kleiner Griechenmarkt 61/63 (Standort)                                               | Der am 12. April 2016 verlegte Stolperstein erinnert an Jakob Grunbaum, geboren im Januar 1884 in Łódź. Der Schneider Jakob Grunbaum war der Ehemann von Hinda Helene Slodzina. Ihre gemeinsame Tochter Henriette und zwei weiteren Geschwister konnten sie nach Großbritannien in Sicherheit bringen. Jakob und Helene Grünbaum flohen zunächst nach Belgien und von dort aus nach Frankreich. Helene Grünbaum konnte später zu ihren Kindern nach Großbritannien emigrieren, während Jakob Grünbaum im Sammellager Drancy inhaftiert wurde. Jakob Grünbaum wurde von dort aus in das Vernichtungslager Sobibor deportiert und dort 1943 ermordet. |
| Stolperstein für Karl Hager (Schnurgasse 12) | Schnurgasse 12 wohnte Karl Hager (Jahrgang 1875) Mehrfach inhaftiert in Gefängnissen Angeklagt § 175 Verurteilt 1933, 1938 Landgericht Köln Sachsenhausen Ermordet 22. Juli 1942 | Schnurgasse 12 (Verlegestelle Schnurgasse Ecke Wilhelm-Hoßdorf-Straße) (Standort)    | Der am 18. April 2018 verlegte Stolperstein erinnert an Karl Hager, geboren am 3. Dezember 1875 in Köln. Karl Hager wurde katholisch getauft, besuchte das Gymnasium bis zur 11. Klasse und wurde später Buchhalter und Kaufmann. Seit seiner Jugend lebte er homosexuell. Karl Hager wurde zwischen 1917 und 1919 wegen „Verschwendung“ entmündigt. 1920 wurde er erstmals nach § 175 strafrechtlich belangt. In den Jahren 1921, 1926 und 1935 wurde er wegen „Alkoholismus“ und „Homosexualität“ in die Heilanstalt Bonn eingewiesen. Im Jahr 1933 wurde Karl Hager wegen „Unzucht“ zu einer Haftstrafe von sechs Monaten verurteilt. Am 27. Juli 1938 wurde er in Polizeigewahrsam genommen mit dem Vorwurf sich homosexuell betätigt zu haben. Daraufhin wurde Karl Hager am 12. Oktober 1938 von der 3. großen Strafkammer am Landgericht Köln wegen „einer fortgesetzten und einer einfachen homosexuellen Handlung“ zu einer Haftstrafe von fünf Monaten Gefängnis verurteilt. Am 6. Juni 1941 wurde er erneut wegen „widernatürlicher Unzucht“ zu einer Gefängnisstrafe von einem Jahr verurteilt. Vom Gefängnis Klingelpütz wurde er am 20. Juni 1941 zunächst in das Zuchthaus Siegburg überstellt dann am 8. August 1941 weiter in das Centralgefängnis Bochum. Nach Verbüßung seiner Haftstrafe wurde er nicht wieder entlassen, sondern als sogenannter „Berufsverbrecher“ Anfang Juli 1942 in das KZ Sachsenhausen verbracht. Karl Hager starb am 22. Juli 1942 im Außenlager Klinkerwerk Oranienburg. Seine Häftlingsnummer lautete 44659. Der Stolperstein wurde von mehreren Privatpersonen und von der Grünen Jugend Köln gestiftet. |
| Stolperstein für Ella Halle (Hohe Pforte 22) | Hier wohnte Ella Halle, geb. Neu (Jahrgang 1888) Deportiert 1941 Łódź Für tot erklärt                                                                                            | Hohe Pforte 22 (Standort)                                                            | Der Stolperstein wurde im April 2001 verlegt. Im Jahr 2002 wurde die gesamte Verlegestelle mit Farbe beschmiert. Im Juni 2005 verlegte Gunter Demnig einen neuen Stein. Nach neueren Informationen, welche zum Zeitpunkt der Stolpersteinverlegung nicht bekannt waren, wurde Ella Halle im Mai 1942 von Litzmannstadt (Łódź) nach Kulmhof deportiert und dort ermordet. |
| Stolperstein für Luis Halle (Hohe Pforte 22) | Hier wohnte Luis Halle (Jahrgang 1876) Deportiert 1941 Łódź Für tot erklärt | Hohe Pforte 22 (Standort)                                                            | Der Stolperstein wurde im April 2001 verlegt. Im Jahr 2002 wurde die gesamte Verlegestelle mit Farbe beschmiert. Im Juni 2005 verlegte Gunter Demnig einen neuen Stein. Nach neueren Informationen, welche zum Zeitpunkt der Stolpersteinverlegung nicht bekannt waren, wurde Luis Halle im Mai 1942 von Litzmannstadt (Łódź) nach Kulmhof deportiert und dort ermordet. |
| Stolperstein für Johnas John Hecht (Agrippastr. 14) | Hier wohnte Jonas 'John' Hecht (Jahrgang 1882) deportiert 1942 Theresienstadt 1944 Auschwitz ermordet                                                                            | Agrippastraße 14 (Standort)                                                          | |
| Stolperstein für Sophie Hecht (Agrippastr. 14) | Hier wohnte Sophie Hecht, geb. Cahn (Jahrgang 1881) deportiert 1942 Theresienstadt 1944 Auschwitz ermordet                                                                       | Agrippastraße 14 (Standort)                                                          | |
| Stolperstein für Herbert Heilbronn (Severinstraße 149) | Hier wohnte Herbert Heilbronn (Jahrgang 1897) Deportiert 1941 Łódź ??? Für tot erklärt                                                                                           | Severinstr. 149 (Standort)                                                           | Nach neueren Informationen, welche zum Zeitpunkt der Stolpersteinverlegung nicht bekannt waren, wurde Herbert Heilborn im Mai 1942 von Litzmannstadt (Łódź) nach Kulmhof deportiert und dort ermordet. |
| Stolperstein für Minna Heilbrunn (Alteburger Straße 11) | Hier wohnte Minna Heilbrunn (Jahrgang 1904) Deportiert 1941 Łódź ??? | Alteburger Str. 11 (Standort)                                                        | |
| Stolperstein für Lothar Heineberg | Im Weichserhof 34 wohnte Lothar Heineberg (Jahrgang 1908) deportiert 1943 Auschwitz ermordet                                                                                     | Oversburgstraße (Standort)                                                           | |
| Stolperstein für Amalie Hermann (Hohe Pforte 22) | Hier wohnte Amalie Hermann, geb. Cossmann (Jahrgang 1895) Deportiert 1941 Riga ???                                                                                               | Hohe Pforte 22 (Standort)                                                            | Der Stolperstein wurde im April 2001 verlegt. Im Jahr 2002 wurde die gesamte Verlegestelle mit Farbe beschmiert. Im Juni 2005 verlegte Gunter Demnig einen neuen Stein. |
| Stolperstein für Ernst Hermann (Hohe Pforte 22) | Hier wohnte Ernst Hermann (Jahrgang 1894) Deportiert 1941 Riga Für tot erklärt                                                                                                   | Hohe Pforte 22 (Standort)                                                            | Der Stolperstein wurde im April 2001 verlegt. Im Jahr 2002 wurde die gesamte Verlegestelle mit Farbe beschmiert. Im Juni 2005 verlegte Gunter Demnig einen neuen Stein. |
| Stolperstein für Hugo Hermann (Frankstraße 12) | Hier wohnte Hugo Hermann (Jahrgang 1890) Deportiert 1941 Łódź Für tot erklärt | Frankstr. 12 (Verlegestelle vor Schule Frankstraße 26) (Standort)                    | Nach neueren Informationen, welche zum Zeitpunkt der Stolpersteinverlegung nicht bekannt waren, wurde Hugo Hermann im September 1942 von Litzmannstadt (Łódź) nach Kulmhof deportiert und dort ermordet. siehe auch: Hugo Hermann, Pfeilstraße 29, Altstadt-Nord |
| Stolperstein für Lina Hermann (Frankstraße 12) | Hier wohnte Lina Hermann, geb. Löwenstein (Jahrgang 1894) Deportiert 1941 Łódź Tod am 31. Mai 1942                                                                               | Frankstr. 12 (Verlegestelle vor Schule Frankstraße 26) (Standort)                    | siehe auch: Lina Hermann, Pfeilstraße 29, Altstadt-Nord |
| Stolperstein für Richard Hermann (Frankstraße 12) | Hier wohnte Richard Hermann (Jahrgang 1935) Deportiert 1941 Für tot erklärt Łódź                                                                                                 | Frankstr. 12 (Verlegestelle vor Schule Frankstraße 26) (Standort)                    | siehe auch: Richard Hermann, Pfeilstraße 29, Altstadt-Nord |
| Stolperstein für Helmuth Hertz (Georgstraße 14) | Hier wohnte Helmuth Hertz (Jahrgang 1921) Deportiert 1942 Theresienstadt ??? | Georgstr. 14 (Verlegestelle Georgstraße 14–16) (Standort)                            | Der beschädigte Stolperstein für Helmuth Hertz wurde entfernt. Er wird durch einen neuen Stein ersetzt, um dann an der Adresse Nußbaumerstr. 78 verlegt zu werden. |
| Stolperstein für Helmuth Hertz (Georgstraße 14) | Hier wohnte Viktor Hertz (Jahrgang 1885) Deportiert 1941 Riga ??? | Georgstr. 14 (Verlegestelle Georgstraße 14–16) (Standort)                            | Der Stein für Viktor Hertz an dieser Stelle wurde entfernt und an die Adresse Nußbaumerstr. 78 umverlegt. |
| Stolperstein für Gisela Herz (Georgsplatz 10) | Hier lernte Gisela Herz (Jahrgang 1925) Deportiert 1942 Minsk Ermordet in Maly Trostinec                                                                                         | Georgsplatz 10 (Standort)                                                            | Der am 21. Oktober 2015 verlegte Stolperstein erinnert an Gisela Herz, geboren am 6. Oktober 1925 in Köln. Gisela Herz war die Tochter von Hermann und Ellen Herz (geb. Leipziger). Gisela Herz besuchte von 1935 bis 1938 die Kaiserin-Augusta-Schule. Die Familie Herz wurde am 20. Juli 1942 mit dem Deportationszug DA219 über Wolkowysk und Baranawitschy nach Minsk (24. Juli 1942) deportiert und vermutlich am gleichen Tag, zusammen mit allen im Transport befindlichen Kölner Juden im Wald bei Maly Trostinec erschossen. Die Verlegung des Stolpersteins initiierte Sarah Streim, eine Schülerin der Kaiserin-Augusta-Schule. Für die Familie Herz wurden weitere Stolpersteine an ihrer Wohnadresse Alteburger Straße 334 (Bayenthal) verlegt. |
| Stolperstein für Martin Herz (Friedrichstraße 40) | Hier wohnte Martin Herz (Jahrgang 1899) Deportiert ??? | Friedrichstr. 40 (Standort)                                                          | Der Stolperstein erinnert an Martin Herz, geboren 1899. Martin Herz war verheiratet mit Rosa Herz. Das Ehepaar hatte keine Kinder. Die Ehefrau Rosa Herz war eine Schwägerin von Meta Berliner (s. oben), die mit Rosas Bruder Theodor verheiratet war, und eine Schwester von Ernst Berliner. Am 30. Oktober 1941 wurden Martin und Rosa Herz nach Litzmannstadt deportiert. Martin Herz überlebte und starb 1949 im Alter von 50 Jahren in Frechen. |
| Stolperstein für Rosa Herz (Friedrichstraße 40) | Hier wohnte Rosa Herz, geb. Berliner (Jahrgang 1892) Deportiert 1941 Łódź Für tot erklärt                                                                                        | Friedrichstr. 40 (Standort)                                                          | Nach neueren Informationen, welche zum Zeitpunkt der Stolpersteinverlegung nicht bekannt waren, wurde Rosa Herz im September 1942 von Litzmannstadt (Łódź) nach Kulmhof deportiert und dort ermordet. |
| Bild gesucht Der Benutzer GeorgDerReisende ( Diskussion ) wünscht sich an dieser Stelle ein Bild vom Ort mit diesen Koordinaten 50.927062 6.948049 . Motiv: der Stolperstein für Carola Hirsch Falls du dabei helfen möchtest, erklärt die Anleitung , wie das geht. BW      | Hier wohnte Carola Hirsch, geb. Berger (Jahrgang 1892) deportiert 1942 Maly Trostinec ermordet 24.7.1942                                                                         | Am Trutzenberg 46 (Standort)                                                         | |
| Bild gesucht Der Benutzer GeorgDerReisende ( Diskussion ) wünscht sich an dieser Stelle ein Bild vom Ort mit diesen Koordinaten 50.927062 6.948049 . Motiv: der Stolperstein für David Hirsch Falls du dabei helfen möchtest, erklärt die Anleitung , wie das geht. BW       | Hier wohnte David Hirsch (Jahrgang 1886) deportiert 1942 Maly Trostinec ermordet 24.7.1942                                                                                       | Am Trutzenberg 46 (Standort)                                                         | |
| Neuverlegung am 13. Juni 2025 | Hier wohnte Elwira Hirsch, geb. Rubens (Jahrgang 1877) deportiert 1941 Łodz/Litzmannstadt 1942 Chelmno / Litzmannstadt ermordet Mai 1942                                         | Mauritiussteinweg 81-83 (Standort)                                                   | Der Stolperstein erinnert an Elwira Hirsch, geboren 1877 |
| Stolperstein für Ernst Hirsch (Pantaleonswall 32) | Hier wohnte Ernst Hirsch (Jahrgang unbekannt) Deportiert 1941 Łódź Für tot erklärt                                                                                               | Pantaleonswall 32 (Standort)                                                         | Der Stolperstein erinnert an Ernst Hirsch, geboren am 5. August 1877 in Wiesbaden. Ernst Hirsch war ein jüdischer Politiker der USPD und Gauleiter im Zentralverband der Handlungsgehilfen. 1919 und 1920 gehörte er dem Kölner Stadtrat an. Ernst Hirsch wurde am 29. Oktober 1941 nach Łódź deportiert. Am 8. Mai 1945 wurde er für tot erklärt. |
| Stolperstein für Hugo Hirsch (Im Dau 12) | Hier wohnte Hugo Hirsch (Jahrgang 1882) Deportiert 1941 Łódź Für tot erklärt | Im Dau 12 (Standort)                                                                 | |
| Bild gesucht Der Benutzer GeorgDerReisende ( Diskussion ) wünscht sich an dieser Stelle ein Bild vom Ort mit diesen Koordinaten 50.927062 6.948049 . Motiv: der Stolperstein für Karola Ruth Hirsch Falls du dabei helfen möchtest, erklärt die Anleitung , wie das geht. BW | Hier wohnte Karola Ruth Hirsch (Jahrgang 1926) deportiert 1942 Maly Trostinec ermordet 24.7.1942                                                                                 | Am Trutzenberg 46 (Standort)                                                         | |
| Stolperstein für Karoline Hirsch (Im Dau 12) | Hier wohnte Karoline Hirsch, geb. Strauss (Jahrgang 1891) Deportiert 1941 Für tot erklärt                                                                                        | Im Dau 12 (Standort)                                                                 | Nach neueren Informationen, welche zum Zeitpunkt der Stolpersteinverlegung nicht bekannt waren, wurde Karoline Hirsch im Sommer 1944 von Litzmannstadt (Łódź) nach Kulmhof deportiert und dort ermordet. |
| Stolperstein für Paula Hirsch (Rubensstraße 33) | Hier wohnte Paula Hirsch, geb. Friede (Jahrgang 1875) Deportiert 1942 Theresienstadt Verschollen in Auschwitz                                                                    | Rubensstr. 33 (Standort)                                                             | Der Stolperstein erinnert an Paula Hirsch, geboren am 7. Oktober 1875 in Iserlohn. Paula Hirsch wurde am 15. Juni 1942 mit dem ersten Kölner Transport (III/1) in das Ghetto Theresienstadt deportiert. Handschriftlich wurde auf der Deportationsliste als Todesdatum 1. April 1943 vermerkt. |
| Stolperstein für Henny Hirschberg (Pantaleonstraße 18) | Hier wohnte Henny Hirschberg (Jahrgang 1892) Deportiert 1941 Łódź Verschollen | Pantaleonstraße 18 (Standort)                                                        | Nach neueren Informationen, welche zum Zeitpunkt der Stolpersteinverlegung nicht bekannt waren, wurde Henny Hirschberg im Mai 1942 von Litzmannstadt (Łódź) nach Kulmhof deportiert und dort ermordet. |
| Stolperstein für Herbert Hirschel (Marsilstein 28) | Hier wohnte Herbert Hirschel (Jahrgang 1912) Deportiert 1941 Łódź/Litzmannstadt Ermordet                                                                                         | Marsilstein 28 (Standort)                                                            | |
| der Stolperstein für Albert Julius Horn | Marienplatz 28a wohnte Albert Julius Horn (Jahrgang 1926) Kindertransport 1939 England 1940 USA                                                                                  | Marienplatz 20 (Standort)                                                            | |
| der Stolperstein für Anita Horn | Marienplatz 28a wohnte Anita Horn (Jahrgang 1923) Flucht 1939 England 1940 USA                                                                                                   | Marienplatz 20 (Standort)                                                            | |
| der Stolperstein für Hertha Dina Horn | Marienplatz 28a wohnte Herta Dina Horn, geb. Gans (Jahrgang 1898) Flucht 1939 USA                                                                                                | Marienplatz 20 (Standort)                                                            | |
| der Stolperstein für Karl Horn | Marienplatz 28a wohnte/arbeitete Karl Horn (Jahrgang 1890) Flucht 1939 USA | Marienplatz 20 (Standort)                                                            | |
| Stolperstein für Betty Ifland (Pantaleonstraße 18) | Hier wohnte Betty Ifland, geb. Jacobsohn (Jahrgang 1893) Freitod am 23. Oktober 1941                                                                                             | Pantaleonstraße 18 (Standort)                                                        | |
| Stolperstein für Marianne Hildegard Jünger (Zwirner Straße 33) | Hier wohnte Marianne Hildegard Jünger, geb. Schmidt (Jahrgang 1914) Deportiert 1941 Riga ???                                                                                     | Zwirner Str. 33 (Standort)                                                           | |
| Stolperstein für Max Jungleib (Fleischmengergasse 24) | Hier wohnte Max Jungleib (Jahrgang 1917) Abgeschoben 1938 Bentschen ??? | Fleischmengergasse 24 (Verlegestelle Ecke Bayardsgasse) (Standort)                   | |
| Stolperstein für Meier Jungleib (Fleischmengergasse 24) | Hier wohnte Meier Jungleib (Jahrgang 1885) Verhaftet 1939 Buchenwald Tot 12. April 1941                                                                                          | Fleischmengergasse 24 (Verlegestelle Ecke Bayardsgasse) (Standort)                   | |
| Stolperstein für Emma Selma Kahn (Schaevenstraße 4) | Hier wohnte Emma Selma Kahn, geb. Benjamin (Jahrgang 1894) Deportiert 1941 Łódź - Verschollen                                                                                    | Schaevenstr. 4 (Standort)                                                            | Nach neueren Informationen, welche zum Zeitpunkt der Stolpersteinverlegung nicht bekannt waren, wurde Emma Selma Kahn im Mai 1942 von Litzmannstadt (Łódź) nach Kulmhof deportiert und dort ermordet. |
| Stolperstein für Flora Kahn (Weyerstraße 89) | Hier wohnte Flora Kahn, geb. De Jong (Jahrgang 1880) Flucht 1936 Peru | Weyerstr. 89 (Standort)                                                              | |
| Stolperstein für Herbert Kahn (Schaevenstraße 4) | Hier wohnte Herbert Kahn (Jahrgang 1932) Deportiert 1941 Łódź Verschollen | Schaevenstr. 4 (Standort)                                                            | Nach neueren Informationen, welche zum Zeitpunkt der Stolpersteinverlegung nicht bekannt waren, wurde Herbert Kahn im Mai 1942 von Litzmannstadt (Łódź) nach Kulmhof deportiert und dort ermordet. |
| Stolperstein für Johanna Kahn (Kartäuserhof 37) | Hier wohnte Johanna Kahn (Jahrgang 1885) Deportiert 1941 Łódź ??? | Kartäuserhof 37 (Standort)                                                           | Nach neueren Informationen, welche zum Zeitpunkt der Stolpersteinverlegung nicht bekannt waren, wurde Johanna Kahn im Mai 1942 von Litzmannstadt (Łódź) nach Kulmhof deportiert und dort ermordet. |
| Stolperstein für Josef Kahn (Schaevenstraße 4) | Hier wohnte Josef Kahn (Jahrgang 1899) Deportiert 1941 Łódź Verschollen | Schaevenstr. 4 (Standort)                                                            | Nach neueren Informationen, welche zum Zeitpunkt der Stolpersteinverlegung nicht bekannt waren, wurde Josef Kahn im Mai 1942 von Litzmannstadt (Łódź) nach Kulmhof deportiert und dort ermordet. |
| Stolperstein für Martha Kahn (Weyerstraße 89) | Hier wohnte Martha Kahn (Jahrgang 1910) Flucht 1936 Peru | Weyerstr. 89 (Standort)                                                              | |
| Stolperstein für Mathilde Kahn (Kartäuserhof 37) | Hier wohnte Mathilde Kahn (Jahrgang 1882) Deportiert 1941 Łódź ??? | Kartäuserhof 37 (Standort)                                                           | Nach neueren Informationen, welche zum Zeitpunkt der Stolpersteinverlegung nicht bekannt waren, wurde Mathilde Kahn im Mai 1942 von Litzmannstadt (Łódź) nach Kulmhof deportiert und dort ermordet. |
| Stolperstein für Max Kahn (Weyerstraße 89) | Hier wohnte Max Kahn (Jahrgang 1904) Flucht 1933 Peru | Weyerstr. 89 (Standort)                                                              | |
| Stolperstein für Jetti Rosa Kalt | Hier wohnte Jetti Rosa Kalt (Jahrgang 1919) 'Polenaktion' 1938 Bentschen/Zbaszyn Ghetto Warschau ermordet                                                                        | Thieboldsgasse 102 (Standort)                                                        | |
| Stolperstein für Rosa Rachel Kalt | Hier wohnte Rosa Rachel Kalt (Jahrgang 1897) 'Polenaktion' 1938 Bentschen/Zbaszyn Ghetto Warschau ermordet                                                                       | Thieboldsgasse 102 (Standort)                                                        | |
| Stolperstein für Salomon Simon Kalt | Hier wohnte Salomon Simon Kalt (Jahrgang 1921) Flucht 1938 Dänemark 1943 Schweden                                                                                                | Thieboldsgasse 102 (Standort)                                                        | |
| Stolperstein für Aron Kanarek (Kleiner Griechenmarkt 31) | Hier wohnte Aron Kanarek (Jahrgang 1927) Flucht Belgien Interniert Mechelen Deportiert 1942 Ermordet in Auschwitz                                                                | Kleiner Griechenmarkt 31 (Standort)                                                  | Der am 22. Oktober 2015 verlegte Stolperstein erinnert an Aron Kanarek, geboren 1927. |
| Stolperstein für Erna Kanarek (Kleiner Griechenmarkt 31) | Hier wohnte Erna Kanarek (Jahrgang 1888) Flucht Belgien Interniert Mechelen Deportiert 1942 Ermordet in Auschwitz                                                                | Kleiner Griechenmarkt 31 (Standort)                                                  | Der am 22. Oktober 2015 verlegte Stolperstein erinnert an Erna Kanarek, geboren 1888. |
| Stolperstein für Martha Kanter (Kleiner Griechenmarkt 61/63) | Hier wohnte Martha Kanter, geb. Kollinsky (Jahrgang 1879) Deportiert 1941 Riga Verschollen                                                                                       | Kleiner Griechenmarkt 61/63 (Standort)                                               | |
| Stolperstein für Ludwig Kariel (Pantaleonswall 81) | Hier wohnte Ludwig Kariel (Jahrgang 1899) Deportiert 1941 Łódź Tod am 8. August 1942                                                                                             | Pantaleonswall 81 (Verlegestelle Ecke Neue Weyerstraße) (Standort)                   | |
| Stolperstein für Veronika Kariel (Pantaleonswall 81) | Hier wohnte Veronika Kariel, geb. Cleffmann (Jahrgang 1892) Deportiert 1941 Łódź Für tot erklärt                                                                                 | Pantaleonswall 81 (Verlegestelle Ecke Neue Weyerstraße) (Standort)                   | Nach neueren Informationen, welche zum Zeitpunkt der Stolpersteinverlegung nicht bekannt waren, wurde Veronika Kariel im September 1942 von Litzmannstadt (Łódź) nach Kulmhof deportiert und dort ermordet. |
| Stolperstein für Adele Katz (Weyerstraße 110) | Hier wohnte Adele Katz (Jahrgang 1913) Deportiert 1941 Łódź Ermordet 1942 in Kulmhof                                                                                             | Weyerstr. 110 (Verlegestelle Weyerstraße 106) (Standort)                             | |
| Stolperstein für Benjamin Katz (Weyerstraße 110) | Hier wohnte Benjamin Katz (Jahrgang 1879) Deportiert 1941 Łódź Ermordet 1942 in Kulmhof                                                                                          | Weyerstr. 110 (Verlegestelle Weyerstraße 106) (Standort)                             | |
| Stolperstein für Johanna Katz (Severinstraße 18) | Hier wohnte Johanna Katz, geb. Stern (Jahrgang 1886) Deportiert 1941 Ermordet in Riga                                                                                            | Severinstr. 18 (Standort)                                                            | |
| Stolperstein für Berta Kaufmann (Alteburger Straße 11) | Hier wohnte Berta Kaufmann, geb. Levy (Jahrgang 1898) Deportiert 1941 Łódź Für tot erklärt                                                                                       | Alteburger Str. 11 (Standort)                                                        | Nach neueren Informationen, welche zum Zeitpunkt der Stolpersteinverlegung nicht bekannt waren, wurde Berta Kaufmann im Sommer 1944 von Litzmannstadt (Łódź) nach Kulmhof deportiert und dort ermordet. |
| Stolpersteine für Elvira Kaufmann (Mauritiussteinweg 30) | Hier wohnte Elvira Kaufmann, geb. Levano (Jahrgang 1882) Deportiert 1941 Łódź Für tot erklärt                                                                                    | Mauritiussteinweg 30 (Standort)                                                      | Nach neueren Informationen, welche zum Zeitpunkt der Stolpersteinverlegung nicht bekannt waren, wurde Elvira Kaufmann im Mai 1942 von Litzmannstadt (Łódź) nach Kulmhof deportiert und dort ermordet. |
| Stolpersteine für Gustav Kaufmann (Mauritiussteinweg 30) | Hier wohnte Gustav Kaufmann (Jahrgang 1876) Deportiert 1941 Łódź Für tot erklärt                                                                                                 | Mauritiussteinweg 30 (Standort)                                                      | Nach neueren Informationen, welche zum Zeitpunkt der Stolpersteinverlegung nicht bekannt waren, wurde Gustav Kaufmann im Mai 1942 von Litzmannstadt (Łódź) nach Kulmhof deportiert und dort ermordet. |
| Stolperstein für Helmuth Kaufmann (Kartäuserwall 7) | Hier wohnte Helmuth Kaufmann (Jahrgang 1926) Deportiert 1941 Łódź Für tot erklärt                                                                                                | Kartäuserwall 7 (Standort)                                                           | Nach neueren Informationen, welche zum Zeitpunkt der Stolpersteinverlegung nicht bekannt waren, wurde Helmuth Kaufmann im Sommer 1944 von Litzmannstadt (Łódź) nach Kulmhof deportiert und dort ermordet. |
| Stolperstein für Henriette Kaufmann (Alteburger Straße 11) | Hier wohnte Henriette Kaufmann (Jahrgang 1939) Deportiert 1941 Łódź ??? | Alteburger Str. 11 (Standort)                                                        | Nach neueren Informationen, welche zum Zeitpunkt der Stolpersteinverlegung nicht bekannt waren, wurde Henriette Kaufmann im Sommer 1944 von Litzmannstadt (Łódź) nach Kulmhof deportiert und dort ermordet. |
| Stolperstein für Hermann Kaufmann (Alteburger Straße 11) | Hier wohnte Hermann Kaufmann (Jahrgang 1899) Deportiert 1941 Łódź ??? | Alteburger Str. 11 (Standort)                                                        | Nach neueren Informationen, welche zum Zeitpunkt der Stolpersteinverlegung nicht bekannt waren, wurde Hermann Kaufmann im Sommer 1944 von Litzmannstadt (Łódź) nach Kulmhof deportiert und dort ermordet. |
| Stolperstein für Ludwig Kaufmann (Kartäuserwall 7) | Hier wohnte Ludwig Kaufmann (Jahrgang 1927) Deportiert 1941 Łódź Tod am 22. April 1943                                                                                           | Kartäuserwall 7 (Standort)                                                           | |
| Stolperstein für Max Kaufmann (Kartäuserwall 7) | Hier wohnte Max Kaufmann (Jahrgang 1887) Deportiert 1941 Łódź Für tot erklärt | Kartäuserwall 7 (Standort)                                                           | |
| Stolperstein für Ruth Kaufmann (Kartäuserwall 7) | Hier wohnte Ruth Kaufmann (Jahrgang 1921) Deportiert 1941 Łódź Für tot erklärt                                                                                                   | Kartäuserwall 7 (Standort)                                                           | |
| Stolperstein für Sophie Kaufmann (Großer Griechenmarkt 75) | Hier wohnte Sophie Kaufmann, geb. Schmitz (Jahrgang 1919) Deportiert 1942 Minsk Ermordet                                                                                         | Großer Griechenmarkt 75 (Verlegestelle Ecke Kaygasse) (Standort)                     | Der am 9. März 2015 verlegte Stolperstein erinnert an Sophie Alma Kaufmann (geb. Schmitz), geboren am 16. Oktober 1919 in Kaisersesch. Sophie Kaufmann war die Tochter von Alexander und Karoline Schmitz (geb. Bär) und mit Willy Kaufmann verheiratet. Am 20. Juli 1942 wurde sie gemeinsam mit ihrem Mann in das Ghetto Minsk deportiert. Beide starben im Vernichtungslager Maly Trostinez. |
| Stolperstein für Theodora Kaufmann (Kartäuserwall 7) | Hier wohnte Theodora Kaufmann (Jahrgang 1894) Deportiert ??? | Kartäuserwall 7 (Standort)                                                           | Nach neueren Informationen, welche zum Zeitpunkt der Stolpersteinverlegung nicht bekannt waren, starb Theodora Kaufmann am 18. Juni 1943 im Ghetto Litzmannstadt (Łódź). |
| Stolperstein für Willy Kaufmann (Großer Griechenmarkt 75) | Hier wohnte Willy Kaufmann (Jahrgang 1907) Deportiert 1942 Minsk Ermordet | Großer Griechenmarkt 75 (Verlegestelle Ecke Kaygasse) (Standort)                     | Der am 9. März 2015 verlegte Stolperstein erinnert an Willy Kaufmann, geboren am 16. März 1907 in Neutral-Moresnet. Der Bäckergehilfe Willy Kaufmann war der Sohn von Wilhelm und Florentine Elsa Kaufmann (geb. Herold) und mit Sophie Kaufmann verheiratet. Am 20. Juli 1942 wurde er gemeinsam mit seiner Frau in das Ghetto Minsk deportiert. Beide starben im Vernichtungslager Maly Trostinez. |
| | Hier wohnte Erna Keller (Jahrgang 1911) als asozial stigmatisiert 'Vorbeugungshaft' 1942 Gefängnis Klingelpütz deportiert 1943 Auschwitz ermordet 27.3.1943                      | Rubensstraße 7-11(Standort)                                                          | |
| | Hier wohnte Ruth Keller (Jahrgang 1935) Jüdisches Kinderheim deportiert 1942 Maly Trostinec ermordet 24.7.1942                                                                   | Rubensstraße 7-11(Standort)                                                          | |
| Stolperstein für Franz Keltenich (Blaubach 69) | Hier wohnte Franz Keltenich (Jahrgang 1894) Deportiert 1943 Auschwitz Verschollen                                                                                                | (ehemals) Blaubach 69 (Verlegestelle vor dem Finanzamt) (Standort)                   | Verfolgt als Homosexueller |
| Stolperstein für Jonas Kessler (Kartäuserhof 8) | Hier wohnte Jonas Kessler (Jahrgang 1908) Erschossen 1944 in Plaszow | Kartäuserhof 8 (Standort)                                                            | Der Stolperstein erinnert an Jonas Kessler, geboren am 24. März 1908 in Köln. Jonas Jakob Kessler war ein jüdischer Kaufmann. Seine Eltern waren Sara und Isaak Moses Kessler. Er boxte erfolgreich im jüdischen Sportverein Makkabi im Halbschwergewicht. 1926 lernte er eine nichtjüdische deutsche Frau kennen, 1927 wurde seine Tochter Hilde und 1929 ein Sohn geboren. Nach den Nürnberger Gesetzen 1935 vollzog das Ehepaar Kessler eine „Scheintrennung“, und Jonas Kessler durfte seine Arbeit nicht mehr ausüben. Am 10. November 1938 floh Jonas Kessler mit den jüdischen Mitgliedern seiner Familie über Belgien nach Polen ins Ghetto Warschau. Nach anderen Informationsquellen wurde Jonas Kessler am 28. Oktober 1938, im Rahmen der sog. Polenaktion, an den Bahnhof Neu Bentschen abgeschoben, dort war er bis zum Sommer 1939 interniert. Schließlich kam er in das Arbeitslager Plaszow bei Krakau, dort wurde Jonas Kessler am 5. August 1944 erschossen. |
| Stolperstein für Sara Kessler (Kartäuserhof 8) | Hier wohnte Sara Kessler (Jahrgang 1881) Ermordet 1942 in Auschwitz | Kartäuserhof 8 (Standort)                                                            | Der Stolperstein erinnert an Sara Kessler (geb. Schleier), geboren am 27. Dezember 1881 in Boryslaw. Sara Czipe Kessler (Geb. Schleier) war die Mutter von Jonas Kessler und die Ehefrau von Isaak Mosche Kessler (geb. 23. Oktober 1878). Gemeinsam hatte das Paar vier Töchter und vier Söhne. Am 5. Dezember 1918 verstarb Isaak Kessler an den Folgen seiner Kriegsverletzungen, aus dem Ersten Weltkrieg. Am 10. November 1938 wurde die Familie ausgewiesen und floh über Belgien ins Warschauer Ghetto. Sara Kessler und ihre Töchter Ethel Sylberstein, Eva Sylberstein und Sophie Bloemendaal wurden in das Vernichtungslager Auschwitz deportiert. Dort starb Sara Kessler 1942/43. |
| Stolperstein für Edmund Klee (Weyerstraße 122) | Hier wohnte Edmund Klee (Jahrgang 1899) Deportiert 1942 Minsk ??? | Weyerstr. 122 (heute Hohenstaufenring 2) (Standort)                                  | |
| Stolperstein für Elfriede Klee (Weyerstraße 122) | Hier wohnte Elfriede Klee, geb. Meyer (Jahrgang 1907) Deportiert 1941 Łódź Für tot erklärt                                                                                       | Weyerstr. 122 (heute Hohenstaufenring 2) (Standort)                                  | Nach neueren Informationen, welche zum Zeitpunkt der Stolpersteinverlegung nicht bekannt waren, wurde Elfriede Klee im Mai 1942 von Litzmannstadt (Łódź) nach Kulmhof deportiert und dort ermordet. |
| Stolperstein für Erna Klee (Weyerstraße 122) | Hier wohnte Erna Klee (Jahrgang 1907) Deportiert 1941 Łódź Verschollen | Weyerstr. 122 (heute Hohenstaufenring 2) (Standort)                                  | |
| Stolperstein für Kurt Klee (Weyerstraße 122) | Hier wohnte Kurt Klee (Jahrgang 1902) Deportiert 1941 Łódź Verschollen | Weyerstr. 122 (heute Hohenstaufenring 2) (Standort)                                  | Nach neueren Informationen, welche zum Zeitpunkt der Stolpersteinverlegung nicht bekannt waren, wurde Kurt Klee im Mai 1942 von Litzmannstadt (Łódź) nach Kulmhof deportiert und dort ermordet. |
| Stolperstein für Max Klix (Humboldtstraße 22) | Hier wohnte Max Klix (Jahrgang 1898) Zeuge Jehovas Verhaftet 8. Februar 1938 KZ Neuengamme Ertrunken MS Thielbeck 3. Mai 1945                                                    | Humboldtstr. 22 (Standort)                                                           | Der Stolperstein erinnert an Max Klix, geboren am 6. November 1898 in Zeitz. Der unverheiratete Max Klix war Techniker und Vertreter für Küchenartikel. Er engagierte sich in der Internationalen Bibelforscher-Vereinigung und beteiligte sich an der Verbreitung von Druckschriften. Am 8. Februar 1938 wurde er vom Sondergericht Köln zu 10 Monaten Haft verurteilt. Nach seiner Haftentlassung stand er weiter unter Beobachtung der NS-Behörden. Am 30. März 1942 wurde er im KZ Neuengamme inhaftiert. Seine Häftlingsnummer lautete 6980. Kurz vor Ankunft der Britischen Streitkräfte wurde das KZ Neuengamme „evakuiert“. Max Klix kam auf den Frachter Thielbek. In den Laderäumen der Thielbek gab es keine Verpflegung, zu wenig Trinkwasser und eine nur provisorische Toilettenanlage an Deck. Am 3. Mai 1945 wurde die Thielbek von britischen Typhoon-Jagdbombern in Brand geschossen und versenkt. Max Klix ertrank am 3. Mai 1945 beim Untergang der Thielbek. |
| Stolperstein für Berta Kohn (Bobstraße 2) | Hier wohnte Berta Kohn, geb. Nürnberg (Jahrgang 1927) Deportiert 1941 Łódź Verschollen                                                                                           | Bobstr. 2 (Standort)                                                                 | |
| Stolperstein für Hanni Kohn (Bobstraße 2) | Hier wohnte Hanni Kohn (Jahrgang 1935) Deportiert 1941 Łódź Verschollen | Bobstr. 2 (Standort)                                                                 | Nach neueren Informationen, welche zum Zeitpunkt der Stolpersteinverlegung nicht bekannt waren, wurde Hanni Kohn im Mai 1942 von Litzmannstadt (Łódź) nach Kulmhof deportiert und dort ermordet. |
| Stolperstein für Jachet Kohn (Bobstraße 2) | Hier wohnte Jachet Kohn, geb. Nürnberg (Jahrgang 1898) Deportiert 1941 Łódź Verschollen                                                                                          | Bobstr. 2 (Standort)                                                                 | Nach neueren Informationen, welche zum Zeitpunkt der Stolpersteinverlegung nicht bekannt waren, wurde Jachet Kohn im Mai 1942 von Litzmannstadt (Łódź) nach Kulmhof deportiert und dort ermordet. |
| Stolperstein für Sylvia Kohn (Thieboldsgasse 6) | Hier wohnte Sylvia Kohn (Jahrgang 1928) Flucht 1938 Holland Interniert Westerbork Deportiert 1943 Sobibor Ermordet 13. März 1943                                                 | Thieboldsgasse 14 (Verlegestelle Thieboldsgasse 6) (Standort)                        | Der am 22. November 2017 verlegte Stolperstein erinnert an Sylvia Kohn, geboren am 5. Januar 1928 in Köln. Sylvia Kohn war die Tochter von Ester Steinbock (geschiedene Kohn) und die Schwester von Hanna Maria Steinbock. Am 12. Dezember 1938 gab die Mutter die beiden Schwestern in ein israelitisches Waisenhaus in der Pletterijstraat 66 in Den Haag. Am 6. März 1943 wurden die Kinder in das Durchgangslager Westerbork verschleppt. Von dort aus wurden die Schwestern am 10. März 1943 in das Vernichtungslager Sobibor deportiert. Dort starben sie am 13. März 1943. |
| Stolperstein für Fanny Kramer (Alteburger Straße 11) | Hier wohnte Fanny Kramer (Jahrgang 1920) Deportiert 1941 Łódź ??? | Alteburger Str. 11 (Standort)                                                        | Nach neueren Informationen, welche zum Zeitpunkt der Stolpersteinverlegung nicht bekannt waren, wurde Fanny Kramer im Mai 1942 von Litzmannstadt (Łódź) nach Kulmhof deportiert und dort ermordet. |
| Stolperstein für Jenny Kramer (Alteburger Straße 11) | Hier wohnte Jenny Kramer, geb. Biener (Jahrgang 1877) Deportiert 1941 Łódź ???                                                                                                   | Alteburger Str. 11 (Standort)                                                        | Nach neueren Informationen, welche zum Zeitpunkt der Stolpersteinverlegung nicht bekannt waren, wurde Jenny Kramer im Mai 1942 von Litzmannstadt (Łódź) nach Kulmhof deportiert und dort ermordet. |
| Stolperstein für Lina Kuliasko (Großer Griechenmarkt 126) | Hier wohnte Lina Kuliasko (Jahrgang 1921) Deportiert 1941 Łódź/Litzmannstadt Ermordet in Stutthof                                                                                | Großer Griechenmarkt 126 (Standort)                                                  | Der am 22. Oktober 2015 verlegte Stolperstein erinnert an Lina Kuliasko, geboren am 15. Februar 1921 in Köln. Die Kinderpflegerin Lina Kuliasko wurde am 22. Oktober 1941 mit dem 8. Transport in das Ghetto Litzmannstadt deportiert. Am 30. Dezember 1941 wurde sie in das KZ Stutthof verlegt, dort starb sie vermutlich 1944. |
| Stolperstein für Wilhelm Kweksilber (Severinstraße 241) | Hier lernte Wilhelm Kweksilber (Jahrgang 1912) H. Wielek Flucht 1933 Holland Versteckt überlebt                                                                                  | Severinstr. 241 (Verlegestelle vor Friedrich-Wilhelm-Gymnasium) (Standort)           | Der am 18. April 2018 verlegte Stolperstein erinnert an Wilhelm Kweksilber, geboren am 13. März 1912 in Köln. Er war der älteste Sohn des aus Polen stammenden jüdischen Buchhalters Jakob Kweksilber und Estera Perlmutter. Nach dem Besuch der jüdischen Grundschule legte er das Abitur am Friedrich-Wilhelm-Gymnasium in Köln ab. Nach dem Abitur schlug er eine journalistische Laufbahn ein und schrieb Film- und Literaturkritiken für die Westdeutsche Rundfunk AG und diverse Kölner Zeitungen. Bereits seit Mitte der 1920er Jahre engagierte er sich in der Sozialistische Arbeiter-Jugend. Nach der Machtergreifung der Nationalsozialisten floh er 1933 nach Amsterdam, 1937 folgten ihm seine Eltern und seine Schwester Ruth. Im Exil legte er sich das Pseudonym Heinz Wielek zu, unter dem er weiter publizierte. Während des Krieges arbeitete er in der Expositur des Judenrates. Als 1943 seine Familie verhaftet wurde und nach Westerbork deportiert wurde, ging er freiwillig mit. Da er mit einer Nichtjüdin verheiratet war, wurde er nach Amsterdam zurückgeschickt, wo er bis zum Kriegsende untertauchte. Nach dem Ende des Krieges arbeitete er als Literatur- und Filmkritiker und als Leiter der Kulturabteilung des Amsterdamer Sozialamtes. 1948 nahm er die holländische Staatsbürgerschaft an. 1973 wurde er als Abgeordneter der Partij van de Arbeid in die Erste Kammer der Generalstaaten gewählt. Wilhelm Kweksilber bekleidete in den Niederlanden viele Ämter, unter anderem war er Vorsitzender der niederländischen Sektion des P.E.N.-Clubs. Nach langer Krankheit starb er 1988 in Amsterdam. |
| Stolperstein für Hans Julius Leiser (Im Dau 12) | Hier wohnte Hans Julius Leiser (Jahrgang 1923) Deportiert 1941 Riga Für tot erklärt                                                                                              | Im Dau 12 (Standort)                                                                 | |
| Stolperstein für Johanna Lemle (Hohe Pforte 22) | Hier wohnte Johanna Lemle, geb. Halle (Jahrgang 1881) Deportiert 1941 Łódź ???                                                                                                   | Hohe Pforte 22 (Standort)                                                            | Der Stolperstein wurde im April 2001 verlegt. Im Jahr 2002 wurde die gesamte Verlegestelle mit Farbe beschmiert. Im Juni 2005 verlegte Gunter Demnig einen neuen Stein. Nach neueren Informationen, welche zum Zeitpunkt der Stolpersteinverlegung nicht bekannt waren, wurde Johanna Lemle im Mai 1942 von Litzmannstadt (Łódź) nach Kulmhof deportiert und dort ermordet. |
| Stolperstein für Heinrich Joshua Levison (Jahnstraße 20) | Hier wohnte Heinrich Joshua Levison (Jahrgang 1873) Deportiert 1942 Theresienstadt Ermordet am 19. Mai 1942                                                                      | Jahnstr. 20 (Standort)                                                               | |
| Stolperstein für Julius Levy (Cäcilienkloster 2) | Hier wohnte Julius Levy (Jahrgang 1867) Deportiert 1942 Theresienstadt Für tot erklärt                                                                                           | Cäcilienkloster 2 (Standort)                                                         | |
| Stolperstein für Klara Levy (Rubensstraße 33) | Hier wohnte Klara Levy, geb. Wolf (Jahrgang 1898) Deportiert 1942 Theresienstadt Auschwitz Verschollen                                                                           | Rubensstr. 33 (Standort)                                                             | |
| Stolperstein für Lina Levy (Hohe Pforte 22) | Hier wohnte Lina Levy, geb. Neu (Jahrgang 1892) Deportiert 1941 Łódź ??? | Hohe Pforte 22 (Standort)                                                            | Nach neueren Informationen, welche zum Zeitpunkt der Stolpersteinverlegung nicht bekannt waren, wurde Lina Levy im Mai 1942 von Litzmannstadt (Łódź) nach Kulmhof deportiert und dort ermordet. Der Stolperstein wurde im April 2001 verlegt. Im Jahr 2002 wurde die gesamte Verlegestelle mit Farbe beschmiert. Im Juni 2005 verlegte Gunter Demnig einen neuen Stein. |
| Stolperstein für Manfred Levy (Rubensstraße 33) | Hier wohnte Manfred Levy (Jahrgang 1928) Deportiert 1942 Theresienstadt Tod am 12. Dezember 1943                                                                                 | Rubensstr. 33 (Standort)                                                             | |
| Stolperstein für Siegmund Levy (Rubensstraße 33) | Hier wohnte Siegmund Levy (Jahrgang 1896) Deportiert 1942 Theresienstadt Auschwitz Verschollen                                                                                   | Rubensstr. 33 (Standort)                                                             | |
| Stolperstein für Berta Lewinsky (Rubensstraße 33) | Hier wohnte Berta Lewinsky, geb. Katz (Jahrgang 1882) Deportiert 1942 Theresienstadt ???                                                                                         | Rubensstr. 33 (Standort)                                                             | |
| Stolperstein für Dr. Josef Paul Lewinsky (Rubensstraße 33) | Hier wohnte Dr. Josef Paul Lewinsky (Jahrgang 1889) Deportiert 1942 Theresienstadt Auschwitz Verschollen                                                                         | Rubensstr. 33 (Standort)                                                             | |
| Bild gesucht Der Benutzer GeorgDerReisende ( Diskussion ) wünscht sich an dieser Stelle ein Bild vom Ort mit diesen Koordinaten 50.93155 6.947482 . Motiv: der Stolperstein für Alfred Joseph Loeb Falls du dabei helfen möchtest, erklärt die Anleitung , wie das geht. BW  | Hier lebte Alfred Joseph Loeb (Jahrgang 1878) deportiert 1941 Łodz/Litzmannstadt ermordet 9.2.1942                                                                               | Thieboldsgasse 6 (Standort)                                                          | |
| Stolperstein für Adolf Loewy (Agrippastraße 8) | Hier wohnte Adolf Loewy (Jahrgang 1875) Deportiert 1941 Łódź Tot 1942 | Agrippastr. 8 (Standort)                                                             | Nach neueren Informationen, welche zum Zeitpunkt der Stolpersteinverlegung nicht bekannt waren, starb Adolf Loewy am 19. Februar 1942 im Ghetto Litzmannstadt (Łódź). |
| Stolperstein für Johanna Loewy (Agrippastraße 8) | Hier wohnte Johanna Loewy, geb. Weidenbaum (Jahrgang 1880) Deportiert 1941 Łódź Ermordet 1942 in Kulmhof                                                                         | Agrippastr. 8 (Standort)                                                             | |
| Stolperstein für Flora Lohn (Alteburger Straße 11) | Hier wohnte Flora Lohn, geb. David (Jahrgang 1891) Deportiert 1941 Riga Für tot erklärt                                                                                          | Alteburger Str. 11 (Standort)                                                        | |
| Stolperstein für Ludwig Lohn (Alteburger Straße 11) | Hier wohnte Ludwig Lohn (Jahrgang 1882) Deportiert 1941 Riga Tot 1943 in Łódź | Alteburger Str. 11 (Standort)                                                        | |
| Stolperstein für Amalie Lorch (Alteburger Straße 11) | Hier wohnte Amalie Lorch, geb. Leiser (Jahrgang 1880) Deportiert 1941 Łódź ???                                                                                                   | Alteburger Str. 11 (Standort)                                                        | Nach neueren Informationen, welche zum Zeitpunkt der Stolpersteinverlegung nicht bekannt waren, wurde Amalie Lorch im Mai 1942 von Litzmannstadt (Łódź) nach Kulmhof deportiert und dort ermordet. |
| Stolperstein für Günther Lorch (Alteburger Straße 11) | Hier wohnte Günther Lorch (Jahrgang 1920) Deportiert 1941 Łódź ??? | Alteburger Str. 11 (Standort)                                                        | Nach neueren Informationen, welche zum Zeitpunkt der Stolpersteinverlegung nicht bekannt waren, wurde Günther Lorch am 7. November 1941 aus dem Ghetto Litzmannstadt (Łódź) in ein Zwangsarbeitslager in der Region Posen verschleppt. Sein weiteres Schicksal ist nicht bekannt. |
| Stolperstein für Johanna Lorch (Alteburger Straße 11) | Hier wohnte Johanna Lorch (Jahrgang 1916) Deportiert 1941 Łódź ??? | Alteburger Str. 11 (Standort)                                                        | Nach neueren Informationen, welche zum Zeitpunkt der Stolpersteinverlegung nicht bekannt waren, wurde Johanna Lorch im Mai 1942 von Litzmannstadt (Łódź) nach Kulmhof deportiert und dort ermordet. |
| Stolperstein für Betty Lucas (Friedrichstraße 40) | Hier wohnte Betty Lucas (Jahrgang 1888) Deportiert 1941 Łódź Verschollen | Friedrichstr. 40 (Standort)                                                          | Nach neueren Informationen, welche zum Zeitpunkt der Stolpersteinverlegung nicht bekannt waren, wurde Betty Lucas im Mai 1942 von Litzmannstadt (Łódź) nach Kulmhof deportiert und dort ermordet. |
| Stolperstein für Karl Lülsdorff (Annostraße 19) | Hier wohnte Karl Lülsdorff (Jahrgang 1924) Deportiert 1941 Riga ??? Für tot erklärt                                                                                              | Annostr. 19 (Standort)                                                               | |
| Stolperstein für Helene Lützeler (Im Dau 12) | Hier wohnte Helene Lützeler, geb. Capell (Jahrgang 1886) Deportiert 1941 Łódź Tod am 3. April 1942                                                                               | Im Dau 12 (Standort)                                                                 | Nach neueren Informationen, welche zum Zeitpunkt der Stolpersteinverlegung nicht bekannt waren, starb Helene Lützeler am 3. April 1942 im Ghetto Litzmannstadt (Łódź). |
| Stolperstein für Dina Maas (Zwirner Straße 33) | Hier wohnte Dina Maas (Jahrgang 1899) Deportiert 1941 Łódź ??? | Zwirner Str. 33 (Standort)                                                           | Nach neueren Informationen, welche zum Zeitpunkt der Stolpersteinverlegung nicht bekannt waren, wurde Dina Maas im Mai 1942 von Litzmannstadt (Łódź) nach Kulmhof deportiert und dort ermordet. |
| Stolperstein für Hinda Mandel (Lungengasse 41) | Hier wohnte Hinda Mandel, geb. Neuwirth (Jahrgang 1893) Abgeschoben 1938 Bentschen Tot                                                                                           | Lungengasse 41 (Standort)                                                            | |
| Stolperstein für Moses Mandel (Lungengasse 41) | Hier wohnte Moses Mandel (Jahrgang 1889) Abgeschoben 1938 Bentschen Tot | Lungengasse 41 (Standort)                                                            | |
| Stolperstein für Oswald Mandel (Lungengasse 41) | Hier wohnte Oswald Mandel (Jahrgang 1922) Abgeschoben 1938 Bentschen Tot | Lungengasse 41 (Standort)                                                            | |
| Stolperstein für Libe Manes (Martinsfeld 9) | Hier wohnte Libe Manes, geb. Rejzewski (Jahrgang 1890) Deportiert Ermordet 1944 in Wilna                                                                                         | Martinsfeld 9 (Verlegestelle: Ecke Heinrichstraße) (Standort)                        | |
| Stolperstein für Moritz Manes (Martinsfeld 9) | Hier wohnte Moritz Manes (Jahrgang 1894) Deportiert 1941 Minsk ??? | Martinsfeld 9 (Verlegestelle: Ecke Heinrichstraße) (Standort)                        | |
| Stolperstein für Abraham Mantel (Fleischmengergasse 26) | Hier wohnte Abraham Mantel (Jahrgang 1876) Flucht 1941 Holland Interniert Westerbork Deportiert 1944 Bergen-Belsen Ermordet 3. März 1945                                         | Fleischmengergasse 26 (Verlegestelle Ecke Bayardsgasse) (Standort)                   | Der am 4. Oktober 2016 verlegte Stolperstein erinnert an Abraham Mantel, geboren 1876. |
| Stolperstein für Channa Mantel (Fleischmengergasse 26) | Hier wohnte Channa Mantel, geb. Amsel (Jahrgang 1875) Flucht 1941 Holland Interniert Westerbork Deportiert 1944 Bergen-Belsen Tot 23. Mai 1945 Riesa                             | Fleischmengergasse 26 (Verlegestelle Ecke Bayardsgasse) (Standort)                   | Der am 4. Oktober 2016 verlegte Stolperstein erinnert an Channa Mantel (geb. Amsel), geboren 1875. |
| Stolperstein für Dr. Gottlieb Marum (Neumarkt 41) | Hier wohnte und praktizierte Dr. Gottlieb Marum (Jahrgang 1893) Flucht 1938 USA                                                                                                  | Neumarkt 41 (Standort)                                                               | Der am 18. April 2018 verlegte Stolperstein erinnert an Dr. Joseph Gottlieb Marum, geboren am 9. Januar 1893 in Köln. Gottlieb Marum war der Sohn des jüdischen Kaufmanns Eugene Marum und seiner Frau Clementine. Gottlieb Marum studierte ab dem 27. April 1911 Medizin an der Universität Bonn. 1919 promovierte er und erhielt seine Approbation zum Röntgenarzt. Er praktizierte und wohnte am Neumarkt 41. Mitte der 1930er Jahre musste Gottlieb Marum seine Praxis aufgeben und wurde 1936 Leiter der Röntgenabteilung des Israelitischen Asyls für Kranke und Altersschwache. Nach den Novemberpogromen 1938 emigrierten Gottlieb Marum, seine Frau Ilse und sein Bruder Ernest Adolf in die Vereinigten Staaten. Seine Mutter Clementine und seine Schwestern Olga und Clara emigrierten zunächst nach England. Olga Marum starb im November 1944 bei einem deutschen Fliegerangriff in London. Gottlieb Marum praktizierte als Radiologe und Röntgenspezialist in South Carolina, engagierte sich in der Hebrew Union Congregation und im Kiwanis Klub. Im Dezember 1948 starb Gottlieb Marum an einem Herzinfarkt und wurde auf dem Friedhof in Greenville bestattet. Die Stolpersteine für Gottlieb Marum und seine Frau wurden gestiftet von der Sektion Rheinland-Köln des Deutschen Alpenvereins. Gottlieb Marum war seit 1919 Mitglied des Kölner Alpenvereins, unter anderem Darlehensgeber für den Bau des Kölner Hauses oberhalb von Serfaus in Tirol. |
| Stolperstein für Ilse Marum (Neumarkt 41) | Hier wohnte Ilse Marum, geb. Mayer (Jahrgang 1912) Flucht 1938 USA | Neumarkt 41 (Standort)                                                               | Der am 18. April 2018 verlegte Stolperstein erinnert an Ilse Marum (geb. Mayer), geboren am 28. April 1912 in Köln. Ilse Marum war die Tochter des jüdischen Arztes Ernst Karl Mayer und seiner Frau Elisabeth Fanny. Ilse Marum studierte bis 1933 Medizin und heiratete den Röntgenarzt Gottlieb Marum. Nach den Novemberpogromen 1938 emigrierten Ilse und Gottlieb Marum, gemeinsam mit ihrem Schwager Ernest Adolf in die Vereinigten Staaten. In Greenville praktizierte Gottlieb Marum als Radiologe und Röntgenspezialist. Ilse Marum starb am 17. März 1988. Die Stolpersteine für Gottlieb Marum und seine Frau wurden gestiftet von der Sektion Rheinland-Köln des Deutschen Alpenvereins. |
| Stolperstein für Bruno Marx (Rubensstraße 33) | Hier wohnte Bruno Marx (Jahrgang 1912) Deportiert 1942 Minsk Für tot erklärt | Rubensstr. 33 (Standort)                                                             | |
| Stolperstein für Eva Marx (Rubensstraße 33) | Hier wohnte Eva Marx (Jahrgang 1938) Deportiert 1942 Minsk Für tot erklärt | Rubensstr. 33 (Standort)                                                             | |
| Stolperstein für Frieda Marx (Rubensstraße 33) | Hier wohnte Frieda Marx, geb. Germansky (Jahrgang 1904) Deportiert 1942 Minsk Für tot erklärt                                                                                    | Rubensstr. 33 (Standort)                                                             | |
| Stolperstein für Julius Marx (Alteburger Straße 11) | Hier wohnte Julius Marx (Jahrgang 1879) Deportiert 1941 Łódź Tot am 23. März 1942                                                                                                | Alteburger Str. 11 (Standort)                                                        | |
| Stolperstein für Irma Mayer (Agrippastraße/Kämmergasse) | Hier wohnte Irma Mayer (Jahrgang 1900) Deportiert 1942 Tod in Theresienstadt | Agrippastr. Ecke Kämmergasse (Standort)                                              | |
| Stolperstein für Jakob Mayer (Poststraße 17) | Hier wohnte Jakob Mayer (Jahrgang 1907) Deportiert 1941 Łódź Tod am 22. Januar 1942                                                                                              | Poststr. 17 (Standort)                                                               | |
| Stolperstein für Jeanette Mayer (Poststraße 17) | Hier wohnte Jeanette Mayer (Jahrgang 1903) Deportiert 1941 Riga Verschollen | Poststr. 17 (Standort)                                                               | |
| Stolperstein für Josef Mayer (Agrippastraße/Kämmergasse) | Hier wohnte Josef Mayer (Jahrgang 1872) Deportiert 1942 Theresienstadt Tot 9. Januar 1944                                                                                        | Agrippastr. Ecke Kämmergasse (Standort)                                              | |
| Stolperstein für Julia Mayer (Agrippastraße/Kämmergasse) | Hier wohnte Julia Mayer, geb. Wolff (Jahrgang 1867) Deportiert 1942 Tot 1943 in Theresienstadt                                                                                   | Agrippastr. Ecke Kämmergasse (Standort)                                              | |
| Stolperstein für Lina Mayer (Poststraße 17) | Hier wohnte Lina Mayer, geb. Morgenthau (Jahrgang 1872) Deportiert 1941 Riga Verschollen                                                                                         | Poststr. 17 (Standort)                                                               | |
| Stolperstein für Paula Mayer (Pantaleonstraße 18) | Hier wohnte Paula Mayer, geb. Schwarz (Jahrgang 1884) Deportiert 1941 Łódź Verschollen                                                                                           | Pantaleonstraße 18 (Standort)                                                        | |
| Stolperstein für Wilhelm Mayer (Pantaleonstraße 18) | Hier wohnte Wilhelm Mayer (Jahrgang 1885) Deportiert 1941 Łódź Buchenwald Tod am 21. Dezember 1944                                                                               | Pantaleonstraße 18 (Standort)                                                        | |
| Stolperstein für Ernestine Dina Meinhardt (Am Rinkenpfuhl 10) | Hier wohnte Ernestine Dina Meinhardt, geb. Sämann (Jahrgang 1877) Freitod 15. April 1943                                                                                         | Am Rinkenpfuhl 10 (Verlegestelle Am Rinkenpfuhl 12) (Standort)                       | |
| Stolperstein für Adele Metternich (Thieboldsgasse 98) | Hier wohnte Adele Metternich (Jahrgang 1935) Deportiert 1939 Ermordet 1944 in einem Lager in Kärnten                                                                             | Thieboldsgasse 98 (Standort)                                                         | |
| Stolperstein für Herta Elfriede Metternich (Thieboldsgasse 98) | Hier wohnte Herta Elfriede Metternich, geb. Mayer (Jahrgang 1904) Deportiert 1945 Theresienstadt Auschwitz Medizinische Versuche Tot an Folgen 2. Juli 1947                      | Thieboldsgasse 98 (Standort)                                                         | |
| Stolperstein für Lothar Heineberg | Im Weichserhof 34 wohnte Fanny Meyer, verh. Heineberg (Jahrgang 1905) deportiert 1943 Auschwitz ermordet                                                                         | Oversburgstraße (Standort)                                                           | |
| Stolperstein für Gertrud Meyer (Silvanstraße 15) | Hier wohnte Gertrud Meyer, geb. Klemann (Jahrgang 1909) Deportiert 1942 Minsk Ermordet                                                                                           | Silvanstr. 15 (Standort)                                                             | |
| Stolperstein für Julie Meyer (Mauritiussteinweg 2) | Hier wohnte Julie Meyer, geb. Tobar (Jahrgang 1875) Deportiert 1942 Theresienstadt Ermordet 29. März 1943                                                                        | Mauritiussteinweg 2 (Verlegestelle Mauritiussteinweg Ecke Griechenpforte) (Standort) | Der am 6. Oktober 2020 verlegte Stolperstein erinnert an Julie Meyer (geb. Tobar), geboren 1875. |
| Stolperstein für Markus Meyer (Mauritiussteinweg 81) | Hier wohnte Markus Meyer (Jahrgang 1876) Deportiert 1941 Łódź Für tot erklärt | Mauritiussteinweg 81 (Verlegestelle Mauritiussteinweg 81–83) (Standort)              | Nach neueren Informationen, welche zum Zeitpunkt der Stolpersteinverlegung nicht bekannt waren, starb Markus Meyer am 21. Mai 1942 im Ghetto Litzmannstadt (Łódź). siehe auch: Markus Meyer, Bachstraße 22, Mülheim |
| Stolperstein für Max Meyer (Silvanstraße 15) | Hier wohnte Max Meyer (Jahrgang 1910) Deportiert 1942 Minsk Ermordet | Silvanstr. 15 (Standort)                                                             | |
| Stolperstein für Rosa Meyer (Alexianerstraße 34) | Hier wohnte Rosa Meyer, geb. Kaufmann (Jahrgang 1877) Deportiert 1941 Łódź ???                                                                                                   | Alexianerstr. 34 Ecke Reinoldstr. (Standort)                                         | Nach neueren Informationen, welche zum Zeitpunkt der Stolpersteinverlegung nicht bekannt waren, wurde Rosa Meyer im Mai 1942 von Litzmannstadt (Łódź) nach Kulmhof deportiert und dort ermordet. |
| Stolperstein für Theresia Meyer (Mauritiussteinweg 81) | Hier wohnte Theresia Meyer, geb. Baer (Jahrgang 1884) Deportiert 1941 Łódź Für tot erklärt                                                                                       | Mauritiussteinweg 81 (Verlegestelle Mauritiussteinweg 81–83) (Standort)              | Nach neueren Informationen, welche zum Zeitpunkt der Stolpersteinverlegung nicht bekannt waren, starb Theresia Meyer am 31. Mai 1944 im Ghetto Litzmannstadt (Łódź). siehe auch: Theresia Meyer, Bachstraße 22, Mülheim |
| Stolperstein für Johann Josef Mombour (Michaelstraße 2a) | Hier wohnte Johann Josef Mombour (Jahrgang unbekannt) Tod am 8. Februar 1945 im KZ Dachau                                                                                        | Michaelstr. 2a (Standort)                                                            | Verfolgt als Homosexueller |
| Stolperstein für Alfred Mosbach (Rheinaustraße 18) | Hier wohnte Alfred Mosbach (Jahrgang 1906) 'Schutzhaft' 1938 Buchenwald Flucht Holland Interniert Westerbork Deportiert 1943 Sobibor Ermordet 23. Juli 1943                      | Rheinaustr. 18 (Standort)                                                            | |
| Stolperstein für Johanna Mosbach (Rheinaustraße 18) | Hier wohnte Johanna Mosbach (Jahrgang 1935) Flucht Holland Interniert Westerbork Sobibor Ermordet 23. Juli 1943                                                                  | Rheinaustr. 18 (Standort)                                                            | |
| Stolperstein für Marga Rosi Mosbach (Rheinaustraße 18) | Hier wohnte Marga Rosi Mosbach, geb. Kochmann (Jahrgang 1909) Flucht Holland Interniert Westerbork Deportiert 1943 Sobibor Ermordet 23. Juli 1943                                | Rheinaustr. 18 (Standort)                                                            | |
| Stolperstein für Alfred Moses (Friedrichstraße 40) | Hier wohnte Alfred Moses (Jahrgang 1906) Deportiert 1941 Riga Verschollen | Friedrichstr. 40 (Standort)                                                          | |
| Stolperstein für Flora Moses (Neumarkt 25) | Hier wohnte Flora Moses, geb. Meyer (Jahrgang 1897) Deportiert 1941 Riga Für tot erklärt                                                                                         | Neumarkt 25 (Standort)                                                               | |
| Stolperstein für Klara Moses (Neumarkt 25) | Hier wohnte Klara Moses Schicksal unbekannt | Neumarkt 25 (Standort)                                                               | |
| Stolperstein für Klara Moses (Friedrichstraße 40) | Hier wohnte Klara Moses (Jahrgang 1905) Deportiert 1941 Riga Verschollen | Friedrichstr. 40 (Standort)                                                          | |
| Stolperstein für Paul Moses (Neumarkt 25) | Hier wohnte Paul Moses (Jahrgang 1886) Deportiert 1941 Łódź Für tot erklärt | Neumarkt 25 (Standort)                                                               | Nach neueren Informationen, welche zum Zeitpunkt der Stolpersteinverlegung nicht bekannt waren, wurde Paul Moses im Mai 1942 von Litzmannstadt (Łódź) nach Kulmhof deportiert und dort ermordet. |
| Stolperstein für Reha Moses (Friedrichstraße 40) | Hier wohnte Reha Moses (Jahrgang 1940) Deportiert 1941 Riga ??? | Friedrichstr. 40 (Standort)                                                          | |
| Stolperstein für Theres Eva Moses (Friedrichstraße 40) | Hier wohnte Theres Eva Moses (Jahrgang 1938) Deportiert 1941 Riga Verschollen | Friedrichstr. 40 (Standort)                                                          | |
| Stolperstein für Heinrich Mueller (Am Weidenbach 4) | Hier wohnte Heinrich Mueller (Jahrgang 1915) Deportiert 1941 Łódź Verschollen | Am Weidenbach 4 (Verlegestelle: vor dem Finanzamt) (Standort)                        | Der Stolperstein erinnert an Heinrich Heinz Müller, geboren am 1. März 1915 in Köln. Der unverheiratete Kaufmann Heinrich Müller war der Sohn von Rosalie Müller. Am 30. Oktober 1941 wurde er mit dem 16. Transport in das Ghetto Litzmannstadt deportiert. Nach neueren Informationen, welche zum Zeitpunkt der Stolpersteinverlegung nicht bekannt waren, wurde Heinrich Mueller am 7. November 1941 aus dem Ghetto Litzmannstadt (Łódź) in ein Zwangsarbeitslager in der Region Posen verschleppt. Sein weiteres Schicksal ist nicht bekannt. |
| Stolperstein für Alfred Robert Nethe (Alteburger Straße 11) | Hier wohnte Alfred Robert Nethe (Jahrgang 1923) Deportiert 1941 Riga Für tot erklärt                                                                                             | Alteburger Str. 11 (Standort)                                                        | |
| Stolperstein für Anne Nethe (Alteburger Straße 11) | Hier wohnte Anna Nethe, geb. Windesheim (Jahrgang 1896) Deportiert 1941 Riga Für tot erklärt                                                                                     | Alteburger Str. 11 (Standort)                                                        | |
| Stolperstein für Moritz Nethe (Alteburger Straße 11) | Hier wohnte Moritz Nethe (Jahrgang 1883) Deportiert 1941 Riga Für tot erklärt | Alteburger Str. 11 (Standort)                                                        | |
| Stolperstein für Rudolf Nethe (Alteburger Straße 11) | Hier wohnte Rudolf Nethe (Jahrgang 1927) Deportiert 1941 Riga Für tot erklärt | Alteburger Str. 11 (Standort)                                                        | |
| Stolperstein für Hubert Neu (Alexianerstraße 12) | Hier wohnte Hubert Neu (Jahrgang 1893) Verhaftet 1940 Flucht in den Tod 4. Januar 1941                                                                                           | Alexianerstr. 12 (Standort)                                                          | Verfolgt als Homosexueller |
| Stolperstein für Eugen Neuberger (Trierer Straße 17) | Hier wohnte Eugen Neuberger (Jahrgang 1891) Deportiert 1942 Auschwitz Ermordet 30. September 1942                                                                                | Trierer Str. 17 (Standort)                                                           | |
| Stolperstein für Manfred Neuberger (Alteburger Straße 11) | Hier wohnte Manfred Neuberger (Jahrgang 1895) Deportiert 1941 Łódź Tot am 2. Dezember 1941                                                                                       | Alteburger Str. 11 (Standort)                                                        | |
| Stolperstein für Max Neuberger (Trierer Straße 17) | Hier wohnte Max Neuberger (Jahrgang 1927) Deportiert 1943 Auschwitz Ermordet | Trierer Str. 17 (Standort)                                                           | |
| Stolperstein für Mathilde Neukirchen (Rubensstraße 33) | Hier wohnte Mathilde Neukirchen (Jahrgang 1927) Deportiert 1942 Theresienstadt Verschollen                                                                                       | Rubensstr. 33 (Standort)                                                             | Vermutlich geht diesen Stolperstein um Mathilde Neukircher (mit „r“), geboren am 15. April 1872 in Werl, die am 15. Juni 1942 von Köln nach Theresienstadt Ghetto deportiert wurde. |
| Stolperstein für Fanny Ollendorf (Waisenhausgasse 66) | Hier wohnte Fanny Ollendorf, geb. Voss (Jahrgang 1866) Deportiert 1942 Minsk ???                                                                                                 | Waisenhausgasse 66 (Standort)                                                        | |
| Stolperstein für Luise Ollendorf (Waisenhausgasse 66) | Hier wohnte Luise Ollendorf (Jahrgang 1909) Deportiert 1942 Minsk ??? | Waisenhausgasse 66 (Standort)                                                        | |
| Stolperstein für Johanette Oppenheimer (Severinstrasse 199) | Hier wohnte Johanette Oppenheimer, geb. Eichel (Jahrgang 1881) Deportiert 1941 Łódź/Litzmannstadt Ermordet 13. November 1942                                                     | Severinstr. 199 (früher 213/215) (Standort)                                          | Der am 9. März 2015 verlegte Stolperstein erinnert an Johanette(a) Oppenheimer (geb. Eichel), geboren am 16. Juni 1881 in Staudernheim. Die Hausfrau Johannette Oppenheimer war die Tochter von Daniel und Katharina Eichel (geb. Neuhäuser) und die Ehefrau von Ruben (Reuven) Oppenheimer. Die Eheleute Oppenheimer und die gemeinsame Tochter Karola wurden von Köln aus am 30. Oktober 1941 ins Ghetto Litzmannstadt (Łódź) deportiert, dort starb sie am 13. November 1942. |
| Stolperstein für Karola Oppenheimer (Severinstrasse 199) | Hier wohnte Karola Oppenheimer (Jahrgang 1915) Deportiert 1941 Łódź/Litzmannstadt Ermordet in Chelmno/Kulmhof                                                                    | Severinstr. 199 (früher 213/215) (Standort)                                          | Der am 9. März 2015 verlegte Stolperstein erinnert an Karola Katharina Oppenheimer, geboren am 6. September 1915 in Staudernheim. Karola Oppenheimer war die Tochter von Johanette und Ruben Oppenheimer. Gemeinsam mit ihren Eltern wurde sie am 30. Oktober 1941 ins Ghetto Litzmannstadt deportiert, sie starb im Vernichtungslager Kulmhof. |
| Stolperstein für Ruben Oppenheimer (Severinstrasse 199) | Hier wohnte Ruben Oppenheimer (Jahrgang 1883) Deportiert 1941 Łódź/Litzmannstadt Ermordet 7. August 1942                                                                         | Severinstr. 199 (früher 213/215) (Standort)                                          | Der am 9. März 2015 verlegte Stolperstein erinnert an Ruben Oppenheimer, geboren am 7. Oktober 1883 in Hungen. Der Kaufmann Ruben Oppenheimer war mit Johanette Oppenheimer verheiratet. Er war vom 15. November 1938 bis zum 28. Dezember 1938 im KZ Dachau inhaftiert und wurde gemeinsam mit seiner Frau und seiner Tochter Karola am 30. Oktober 1941 von Köln aus ins Ghetto Litzmannstadt (Łódź) deportiert, dort starb er am 7. August 1942. |
| Stolperstein für Hans Osser (Marsilstein 5) | Hier wohnte Hans Osser (Jahrgang 1927) Deportiert 1941 Łódź Verschollen | Marsilstein 5 (Verlegestelle Marsilstein 3–7) (Standort)                             | Der Stolperstein erinnert an Hans David Daniel Osser, geboren am 3. Juli 1927 in Hamburg. Hans David Daniel Osser war der Sohn von Hermann Osser und seiner Frau Ilse (geb. Eichenwald). Am 22. Oktober 1941 wurde die Familie mit dem ersten Kölner Transport (Transport Nr. 8) in das Ghetto Litzmannstadt (Łódź) deportiert. In der Transportliste wurde als Beruf für Hans Osser „Lehrling“ eingetragen. Im Mai 1942 wurde die Familie in das Vernichtungslager Kulmhof verbracht, dort verliert sich ihre Spur... |
| Stolperstein für Hermann Osser (Marsilstein 5) | Hier wohnte Hermann Osser (Jahrgang 1900) Deportiert 1941 Łódź Verschollen | Marsilstein 5 (Verlegestelle Marsilstein 3–7) (Standort)                             | Der Stolperstein erinnert an Hermann Osser, geboren am 22. Februar 1900 in Köln. Hermann Osser war der Sohn des Kaufmanns David Osser und seiner Frau Goldine (geb. Gans). Die Familie wohnte am Heumarkt 40. Hermann Osser besuchte von 1910 bis 1914 das Städtische Realgymnasium Köln-Deutz. Am 3. April 1914 verließ er die Schule. Verheiratet war er mit Ilse, geb. Eichenwald (geb. 7. Juni 1906). Gemeinsam hatten sie einen Sohn, Hans (geb. 3. Juli 1927). Am 22. Oktober 1941 wurde die Familie mit dem ersten Kölner Transport (Transport Nr. 8) in das Ghetto Litzmannstadt (Łódź) deportiert. In der Transportliste wurde als Beruf für Hermann Osser „Kammerjäger“ eingetragen. Im Mai 1942 wurde die Familie in das Vernichtungslager Kulmhof verbracht, dort verliert sich ihre Spur... Für Hermann Osser wurde ein weiterer Stolpersteine vor seiner ehemaligen Schule dem Deutzer Gymnasium Schaurtestraße verlegt. |
| Stolperstein für Ilse Osser (Marsilstein 5) | Hier wohnte Ilse Osser, geb. Eichenwald (Jahrgang 1906) Deportiert 1941 Łódź Verschollen                                                                                         | Marsilstein 5 (Verlegestelle Marsilstein 3–7) (Standort)                             | Der Stolperstein erinnert an Ilse Osser (geb. Eichenwald), geboren am 7. Juni 1906 in Wünnenberg. Ilse Osser war die Tochter von Heinemann Eichenwald und seiner Frau Bertha (geb. Sommer). Verheiratet war er sie mit Hermann Osser. Gemeinsam hatten sie einen Sohn, Hans (geb. 3. Juli 1927). Am 22. Oktober 1941 wurde die Familie mit dem ersten Kölner Transport (Transport Nr. 8) in das Ghetto Litzmannstadt (Łódź) deportiert. In der Transportliste wurde als Beruf für Ilse Osser „Hausfrau“ eingetragen. Im Mai 1942 wurde die Familie in das Vernichtungslager Kulmhof verbracht, dort verliert sich ihre Spur... |
| Stolperstein für Jakob Piehl (Schnurgasse 64) | Hier wohnte Jakob Piehl (Jahrgang 1906) Im Widerstand KPD Verhaftet 1935 ′Vorbereitung zum Hochverrat′ Gerichtsgefängnis Köln Tot in Haft November 1935                          | Schnurgasse 36 (Verlegestelle Ecke Steinstraße) (Standort)                           | Politisch Verfolgter |
| Stolperstein für Liddy Pins (Peterstrasse 26) | Hier wohnte Liddy Pins, geb. Gordon (Jahrgang 1888) Deportiert 1941 Riga Ermordet November 1943 Auschwitz                                                                        | Peterstr. 26 (Standort)                                                              | |
| Stolperstein für Margarete Pins (Peterstrasse 26) | Hier wohnte Margarete Pins (Jahrgang 1915) Deportiert 1941 Riga Ermordet November 1943 Auschwitz                                                                                 | Peterstr. 26 (Standort)                                                              | |
| Stolperstein für Adele Randerrath (Im Dau 12) | Hier wohnte Adele Randerrath, geb. Moses (Jahrgang 1876) Deportiert 1941 Łódź Verschollen                                                                                        | Im Dau 12 (Standort)                                                                 | Nach neueren Informationen, welche zum Zeitpunkt der Stolpersteinverlegung nicht bekannt waren, wurde Adele Randerrath im Mai 1942 von Litzmannstadt (Łódź) nach Kulmhof deportiert und dort ermordet. |
| Stolperstein für Hedwig Randerrath (Im Dau 12) | Hier wohnte Hedwig Randerrath (Jahrgang 1907) Deportiert 1941 Łódź Verschollen                                                                                                   | Im Dau 12 (Standort)                                                                 | Nach neueren Informationen, welche zum Zeitpunkt der Stolpersteinverlegung nicht bekannt waren, wurde Hedwig Randerrath im Mai 1942 von Litzmannstadt (Łódź) nach Kulmhof deportiert und dort ermordet. |
| Stolperstein für Markus Ringler | Hier wohnte Markus Ringler (Jahrgang 1883) unfreiwillig verzogen Hagen Jacoby'sche Anstalt Bendorf-Sayn deportiert 1942 ermordet in Sobibor                                      | Thieboldsgasse 90 (Standort)                                                         | |
| Stolperstein für Rifka Ringler | Hier wohnte Rifka Ringler, geb. Polner (Jahrgang 1883) unfreiwillig verzogen Hagen tot 31.1.1942                                                                                 | Thieboldsgasse 90 (Standort)                                                         | |
| Stolperstein für ein Romm (Großer Griechenmarkt 37) | Hier wohnte ein Romm (Jahrgang 1934) Ermordet am 6. September 1943 in Auschwitz 2                                                                                                | Großer Griechenmarkt 37 (Standort)                                                   | Verfolgt als Roma |
| Stolperstein für ein Romm, Stein-Nr. 102 (Holzmarkt 1) | Hier wohnte ein Romm (Jahrgang 1934) Deportiert am 21. Mai 1940 102 | ehemals Klappergasse (heute Holzmarkt 1) (Standort)                                  | Verfolgt als Roma Wurde ins Generalgouvernement deportiert |
| Stolperstein für ein Romm, Stein-Nr. 114 (Holzmarkt 1) | Hier wohnte ein Romm (Jahrgang 1929) Deportiert am 21. Mai 1940 114 | ehemals Klappergasse (heute Holzmarkt 1) (Standort)                                  | Verfolgt als Roma Wurde ins Generalgouvernement deportiert |
| Stolperstein für einen Romm (Kämmergasse 14) | Hier wohnte ein Romm (Jahrgang 1901) Ermordet 1943 in Auschwitz 40 | Kämmergasse 14 (Standort)                                                            | Verfolgt als Roma |
| Stolperstein für ein Romm, Stein-Nr. 100 (Holzmarkt 1) | Hier wohnte ein Romm (Jahrgang 1931) Deportiert am 21. Mai 1940 100 | ehemals Klappergasse (heute Holzmarkt 1) (Standort)                                  | Verfolgt als Roma Wurde ins Generalgouvernement deportiert |
| Stolperstein für einen Romm (Thieboldsgasse 88) | Hier wohnte ein Romm (Jahrgang 1933) Ermordet 1943 in Auschwitz 24 | Thieboldsgasse 88 (Standort)                                                         | Der am 4. Januar 1995 verlegte Stolperstein erinnert, anonymisiert an einen Romm, geboren 1933. Verfolgt als Roma. |
| Stolperstein für ein Romm, Stein-Nr. 101 (Holzmarkt 1) | Hier wohnte ein Romm (Jahrgang 1924) Deportiert am 21. Mai 1940 101 | ehemals Klappergasse (heute Holzmarkt 1) (Standort)                                  | Verfolgt als Roma Wurde ins Generalgouvernement deportiert |
| Stolperstein für einen Romm (Thieboldsgasse 9) | Hier wohnte ein Romm (Jahrgang 1926) Ermordet am 28. September 1943 in Auschwitz 29                                                                                              | Thieboldsgasse 9 (früher 21) (Standort)                                              | Verfolgt als Roma Wurde ins KZ Moringen deportiert |
| Stolperstein für ein Romm (Großer Griechenmarkt 37) | Hier wohnte ein Romm (Jahrgang 1926) Ermordet am 4. Februar 1944 in Auschwitz | Großer Griechenmarkt 37 (Standort)                                                   | Verfolgt als Roma |
| Stolperstein für einen Romm (Thieboldsgasse 9) | Hier wohnte ein Romm (Jahrgang 1889) Ermordet in Auschwitz 54 | Thieboldsgasse 9 (früher 21) (Standort)                                              | Verfolgt als Roma |
| Stolperstein für einen Romm (Thieboldsgasse 88) | Hier wohnte ein Romm (Jahrgang 1938) Ermordet in Auschwitz 21 | Thieboldsgasse 88 (Standort)                                                         | Der am 4. Januar 1995 verlegte Stolperstein erinnert, anonymisiert an einen Romm, geboren 1938. Verfolgt als Roma. |
| Stolperstein für einen Romm (Thieboldsgasse 9) | Hier wohnte ein Romm (Jahrgang 1931) Ermordet 1944 in Auschwitz 25 | Thieboldsgasse 9 (früher 21) (Standort)                                              | Verfolgt als Roma |
| Stolperstein für einen Romm (Peterstraße 31) | Hier wohnte ein Romm (Jahrgang 1929) Ermordet in Auschwitz 177 | Peterstr. 31 Ecke Bayardsgasse (Standort)                                            | Verfolgt als Roma |
| Stolperstein für einen Romm (Peterstraße 31) | Hier wohnte ein Romm (Jahrgang 1931) Ermordet in Auschwitz 178 | Peterstr. 31 Ecke Bayardsgasse (Standort)                                            | Verfolgt als Roma |
| Stolperstein für ein Romm, Stein-Nr. 112 (Holzmarkt 1) | Hier wohnte ein Romm (Jahrgang 1885) Deportiert am 21. Mai 1940 112 | ehemals Klappergasse (heute Holzmarkt 1) (Standort)                                  | Verfolgt als Roma Wurde ins Generalgouvernement deportiert |
| Stolperstein für ein Romm, Stein-Nr. 104 (Holzmarkt 1) | Hier wohnte ein Romm (Jahrgang 1928) Deportiert am 21. Mai 1940 104 | ehemals Klappergasse (heute Holzmarkt 1) (Standort)                                  | Verfolgt als Roma Wurde ins Generalgouvernement deportiert |
| Stolperstein für einen Romm (Peterstraße 31) | Hier wohnte ein Romm (Jahrgang 1936) Ermordet 1944 in Auschwitz 175 | Peterstr. 31 Ecke Bayardsgasse (Standort)                                            | Verfolgt als Roma |
| Stolperstein für einen Romm (Thieboldsgasse 88) | Hier wohnte ein Romm (Jahrgang 1930) Ermordet in Auschwitz 26 | Thieboldsgasse 88 (Standort)                                                         | Der am 4. Januar 1995 verlegte Stolperstein erinnert, anonymisiert an einen Romm, geboren 1930. Verfolgt als Roma. |
| Stolperstein für eine Rommni (Achterstraße 50) | Hier wohnte eine Rommni (Jahrgang 1930) Deportiert am 21. Mai 1940 162 | Achterstr. 50 (Standort)                                                             | Verfolgt als Roma Wurde ins Generalgouvernement deportiert |
| Stolperstein für eine Rommni (Kämmergasse 14) | Hier wohnte eine Rommni (Jahrgang 1939) Ermordet am 22. Juli 1943 in Auschwitz 23                                                                                                | Kämmergasse 14 (Standort)                                                            | Verfolgt als Roma |
| Stolperstein (Nr. 173) für eine Rommni (Peterstraße 31) | Hier wohnte eine Rommni (Jahrgang 1924) Ermordet in Auschwitz 173 | Peterstr. 31 Ecke Bayardsgasse (Standort)                                            | Verfolgt als Roma |
| Stolpersteine (Nr. 176) für eine Rommni (Peterstraße 31) | Hier wohnte eine Rommni (Jahrgang 1920) Ermordet in Auschwitz 176 | Peterstr. 31 Ecke Bayardsgasse (Standort)                                            | Verfolgt als Roma |
| Stolperstein für eine Rommni (Thieboldsgasse 88) | Hier wohnte eine Rommni (Jahrgang 1932) Ermordet am 17. März 1944 in Auschwitz 30                                                                                                | Thieboldsgasse 88 (Standort)                                                         | Der am 4. Januar 1995 verlegte Stolperstein erinnert, anonymisiert an einen Romm, geboren 1932. Verfolgt als Roma. |
| Stolperstein für ein Rommni, Stein-Nr. 99 (Holzmarkt 1) | Hier wohnte eine Rommni (Jahrgang 1936) Deportiert am 21. Mai 1940 99 | ehemals Klappergasse (heute Holzmarkt 1) (Standort)                                  | Verfolgt als Roma Wurde ins Generalgouvernement deportiert |
| Stolperstein für ein Rommni, Stein-Nr. 113 (Holzmarkt 1) | Hier wohnte eine Rommni (Jahrgang 1900) Deportiert am 21. Mai 1940 113 | ehemals Klappergasse (heute Holzmarkt 1) (Standort)                                  | Verfolgt als Roma Wurde ins Generalgouvernement deportiert |
| Stolperstein für eine Rommni (Thieboldsgasse 9) | Hier wohnte eine Rommni (Jahrgang 1937) Ermordet am 8. März 1944 in Auschwitz 51                                                                                                 | Thieboldsgasse 9 (früher 21) (Standort)                                              | Verfolgt als Roma |
| Stolperstein für eine Rommni (Achterstraße 50) | Hier wohnte eine Rommni (Jahrgang 1903) Deportiert am 21. Mai 1940 167 | Achterstr. 50 (Standort)                                                             | Verfolgt als Roma Wurde ins Generalgouvernement deportiert |
| Stolperstein für eine Rommni (Thieboldsgasse 9) | Hier wohnte eine Rommni (Jahrgang 1940) Ermordet am 12. August 1943 in Auschwitz 49                                                                                              | Thieboldsgasse 9 (früher 21) (Standort)                                              | Verfolgt als Roma |
| Stolperstein für eine Rommni (Thieboldsgasse 9) | Hier wohnte eine Rommni (Jahrgang 1933) Ermordet in Auschwitz 27 | Thieboldsgasse 9 (früher 21) (Standort)                                              | Verfolgt als Roma |
| Stolperstein für eine Rommni (Kämmergasse 14) | Hier wohnte eine Rommni (Jahrgang 1879) Ermordet am 28. August 1943 in Auschwitz 39                                                                                              | Kämmergasse 14 (Standort)                                                            | Verfolgt als Roma |
| Stolperstein für eine Rommni (Thieboldsgasse 88) | Hier wohnte eine Rommni (Jahrgang 1934) Ermordet am 23. Januar 1944 in Auschwitz 24                                                                                              | Thieboldsgasse 88 (Standort)                                                         | Der am 4. Januar 1995 verlegte Stolperstein erinnert, anonymisiert an eine Rommni, geboren 1934. Verfolgt als Roma. |
| Stolperstein für eine Rommni (Peterstraße 31) | Hier wohnte eine Rommni (Jahrgang 1925) Ermordet am 13. April 1944 in Auschwitz 174                                                                                              | Peterstr. 31 Ecke Bayardsgasse (Standort)                                            | Verfolgt als Roma |
| Stolperstein für eine Rommni (Großer Griechenmarkt 86) | Hier wohnte eine Rommni (Jahrgang 1902) Deportiert am 21. Mai 1940 163 | Großer Griechenmarkt 86 Ecke Poststr. (Standort)                                     | Verfolgt als Roma Wurde ins Generalgouvernement deportiert |
| Stolperstein für eine Rommni (Großer Griechenmarkt 37) | Hier wohnte eine Rommni (Jahrgang 1908) Ermordet am 13. August 1943 in Auschwitz                                                                                                 | Großer Griechenmarkt 37 (Standort)                                                   | Verfolgt als Roma |
| Stolperstein für eine Rommni (Großer Griechenmarkt 86) | Hier wohnte eine Rommni (Jahrgang 1915) Deportiert am 21. Mai 1940 164 | Großer Griechenmarkt 86 Ecke Poststr. (Standort)                                     | Verfolgt als Roma Wurde ins Generalgouvernement deportiert |
| Stolperstein für eine Rommni (Peterstraße 31) | Hier wohnte eine Rommni (Jahrgang 1894) Ermordet in Auschwitz 172 | Peterstr. 31 Ecke Bayardsgasse (Standort)                                            | Verfolgt als Roma |
| Stolperstein für eine Rommni (Kämmergasse 14) | Hier wohnte eine Rommni (Jahrgang 1919) Ermordet am 10. März 1944 in Auschwitz 41                                                                                                | Kämmergasse 14 (Standort)                                                            | Verfolgt als Roma |
| Stolperstein für Mina Rosenbaum (Alexianerstraße 23) | Hier wohnte Mina Rosenbaum, geb. Feldmann (Jahrgang 1898) Tot auf Flucht August 1941                                                                                             | Alexianerstr. 23 (Standort)                                                          | Der Stolperstein erinnert an Mina Rosenbaum (geb. Feldmann), geboren 1898. Mina Rosenbaum war die Mutter von Nelly und Josef Rosenbaum. Die Familie wurde am 28. Oktober 1938 im Rahmen der sog. „Polenaktion“ nach Bentschen abgeschoben. Mina Rosenbaum starb im August 1941 auf der Flucht. Einzig ihr Sohn Josef (geb. 1931) überlebte den Holocaust. |
| Stolperstein für Nelly Rosenbaum (Alexianerstraße 23) | Hier wohnte Nelly Rosenbaum (Jahrgang 1936) Auf Flucht verhungert April 1942 | Alexianerstr. 23 (Standort)                                                          | Der 2008 verlegte Stolperstein erinnert an Nelly Bell Rosenbaum, geboren am 9. April 1935 in Köln. Nelly Rosenbaum war die Tochter von Mina Rosenbaum. Die Familie Rosenbaum wurde am 28. Oktober 1938 im Rahmen der sog. „Polenaktion“ nach Bentschen abgeschoben. Nelly Rosenbaum starb im April 1942 auf der Flucht in den Armen ihres Bruders Josef (geb. 1931) an „Hunger und Erschöpfung“. |
| Stolperstein für Elli Rosenberg (Im Dau 12) | Hier wohnte Elli Rosenberg, geb. Rosenthal (Jahrgang 1882) Deportiert 1941 Łódź Für tot erklärt                                                                                  | Im Dau 12 (Standort)                                                                 | Nach neueren Informationen, welche zum Zeitpunkt der Stolpersteinverlegung nicht bekannt waren, wurde Elli Rosenberg im Mai 1942 von Litzmannstadt (Łódź) nach Kulmhof deportiert und dort ermordet. |
| Stolperstein für Julius Rosenfeld (Schaevenstraße 4) | Hier wohnte Julius Rosenfeld (Jahrgang 1874) Deportiert 1941 Łódź Tod am 10. Mai 1942                                                                                            | Schaevenstr. 4 (Standort)                                                            | |
| Stolperstein für Manfred Rosenfeld (Schaevenstraße 4) | Hier wohnte Manfred Rosenfeld (Jahrgang 1921) Deportiert 1941 Łódź Für tot erklärt                                                                                               | Schaevenstr. 4 (Standort)                                                            | Nach neueren Informationen, welche zum Zeitpunkt der Stolpersteinverlegung nicht bekannt waren, wurde Manfred Rosenfeld am 8. Juni 1942 aus dem Ghetto Litzmannstadt (Łódź) in ein Zwangsarbeitslager verschleppt. Sein weiteres Schicksal ist unbekannt. |
| Stolperstein für Sophie Rosenfeld (Schaevenstraße 4) | Hier wohnte Sophie Rosenfeld, geb. Gumprich (Jahrgang 1890) Deportiert 1941 Łódź Tod am 6. Oktober 1942                                                                          | Schaevenstr. 4 (Standort)                                                            | |
| Stolperstein für Friedel Rosenthal (Im Dau 12) | Hier wohnte Friedel Rosenthal (Jahrgang 1931) Deportiert 1941 Łódź Für tot erklärt                                                                                               | Im Dau 12 (Standort)                                                                 | Nach neueren Informationen, welche zum Zeitpunkt der Stolpersteinverlegung nicht bekannt waren, wurde Friedel Rosenthal im Mai 1942 von Litzmannstadt (Łódź) nach Kulmhof deportiert und dort ermordet. |
| Stolperstein für Ida Rosenthal (Im Dau 12) | Hier wohnte Ida Rosenthal, geb. Reiss (Jahrgang 1901) Deportiert 1941 Łódź Für tot erklärt                                                                                       | Im Dau 12 (Standort)                                                                 | Nach neueren Informationen, welche zum Zeitpunkt der Stolpersteinverlegung nicht bekannt waren, wurde Ida Rosenthal im Mai 1942 von Litzmannstadt (Łódź) nach Kulmhof deportiert und dort ermordet. |
| Stolperstein für Moritz Simon Rosenthal (Im Dau 12) | Hier wohnte Moritz Simon Rosenthal (Jahrgang 1883) Deportiert 1941 Łódź Tod am 28. Februar 1942                                                                                  | Im Dau 12 (Standort)                                                                 | |
| Stolperstein für Ida Rutkowsky (Mauritiuswall 85) | Hier wohnte Ida Rutkowsky (Jahrgang 1888) Deportiert 1942 Izbica Tot in Majdanek                                                                                                 | Mauritiuswall 85 (Standort)                                                          | |
| Stolperstein für Julius Rutkowsky (Mauritiuswall 85) | Hier wohnte Julius Rutkowsky (Jahrgang 1888) Deportiert 1942 Izbica Tot in Majdanek                                                                                              | Mauritiuswall 85 (Standort)                                                          | |
| Stolperstein für Friedrich Salm (Bayardsgasse 22) | Bayardsgasse 22 lebte Friedrich Salm (Jahrgang 1893) Verurteilt 27. Juni 1941 Sog. Rassenschande Zuchthaus Siegburg Deportiert 1942 Ermordet 24. Juli 1942 Maly Trostinec        | Fleischmengergasse 29 (früher Bayardsgasse 22) (Standort)                            | Der am 10. September 2018 verlegte Stolperstein erinnert an Friedrich Salm, geboren am 31. Januar 1893 in Recklinghausen. |
| Stolperstein für Clementine Salomon (Im Dau 12) | Hier wohnte Clementine Salomon, geb. Kaufmann (Jahrgang 1880) Deportiert 1941 Riga Für tot erklärt                                                                               | Im Dau 12 (Standort)                                                                 | |
| Stolperstein für Edith Salomon (Im Dau 12) | Hier wohnte Edith Salomon (Jahrgang 1916) Deportiert 1941 Riga Für tot erklärt                                                                                                   | Im Dau 12 (Standort)                                                                 | |
| Stolperstein für Nathan Salomon (Im Dau 12) | Hier wohnte Nathan Salomon (Jahrgang 1875) Deportiert 1941 Riga Für tot erklärt                                                                                                  | Im Dau 12 (Standort)                                                                 | |
| Stolperstein für Aron Salzmann (Blaubach 80) | Blaubach 80 wohnte und arbeitete Aron Salzmann (Jahrgang 1885) ′Polenaktion′ 1938 Bentschen/Zbaszyn Ermordet im besetzten Polen                                                  | Blaubach 80 (Verlegestelle vor der Treppe zur Burgmauer) (Standort)                  | Der am 4. April 2017 verlegte Stolperstein erinnert an Aron Salzmann, geboren am 5. November 1885 in Grodzisk, Posen. Der Kaufmann Aron Salzmann (auch A(h)ron Kesstecher-Salzmann) war mit Mindel Traurig verheiratet, gemeinsam hatten sie zwei Söhne und eine Tochter. Die Söhne konnten in die USA emigrieren. Das Ehepaar Salzmann wurde am 28. Oktober 1938 nach Bentschen (Zbąszyń) im Rahmen der sog. „Polenaktion“ abgeschoben. Dort waren sie bis zum Sommer 1939 interniert und konnten sich während des Krieges in Polen verstecken. Seine genauen Todesumstände sind nicht bekannt, er wurde vermutlich erst nach der Befreiung Polens von Polnischen Nationalisten erschossen. |
| Stolperstein für Mindel Salzmann (Blaubach 80) | Blaubach 80 wohnte Mindel Salzmann, geb. Traurig (Jahrgang 1885) ′Polenaktion′ 1938 Bentschen/Zbaszyn Ermordet im besetzten Polen                                                | Blaubach 80 (Verlegestelle vor der Treppe zur Burgmauer) (Standort)                  | Der am 4. April 2017 verlegte Stolperstein erinnert an Mindel Salzmann, geboren am 15. Juli 1885 in Kańczuga. Der Hausfrau Mindel/Minna Salzmann (geb. Traurig) war die Tochter von Markus Thurm und Taube Traurig. Verheiratet war Mindel mit dem Kaufmann Aron Salzmann, gemeinsam hatten sie zwei Söhne und eine Tochter. Die Söhne konnten in die USA emigrieren. Das Ehepaar Salzmann wurde am 28. Oktober 1938 nach Bentschen (Zbąszyń) im Rahmen der sog. „Polenaktion“ abgeschoben. Dort waren sie bis zum Sommer 1939 interniert und konnten sich während des Krieges in Polen verstecken. Nach der Befreiung Polens wurde Mindel Salzmann am 31. Mai 1945, während des Sederabend des jüdischen Pessach-Festes, von Polnischen Nationalisten erschossen. Am Friedhof in Kańczuga erinnert eine Gedenktafel mit 12 Namen (u. a. Mindla Saltzmann) an dieses Massaker. |
| Stolperstein für Ernst Sander (Kleiner Griechenmarkt 8) | Hier wohnte Ernst Sander (Jahrgang 1908) Verhaftet 1941 Buchenwald Ermordet 16. Juni 1943                                                                                        | Kleiner Griechenmarkt 8 (Standort)                                                   | Verfolgt als Homosexueller |
| Stolperstein für Hedwig Scheiner (Schaevenstraße 4) | Hier wohnte Hedwig Scheiner, geb. Benjamin (Jahrgang 1891) Deportiert 1941 Łódź ???                                                                                              | Schaevenstr. 4 (Standort)                                                            | Nach neueren Informationen, welche zum Zeitpunkt der Stolpersteinverlegung nicht bekannt waren, wurde Hedwig Scheiner im Mai 1942 von Litzmannstadt (Łódź) nach Kulmhof deportiert und dort ermordet. |
| Stolperstein für Ernst Schloss (Kartäuserwall 7) | Hier wohnte Ernst Schloss (Jahrgang 1890) Deportiert 1941 Riga ??? | Kartäuserwall 7 (Standort)                                                           | |
| Stolperstein für Emil Schmitz (Severinswall 12) | Hier wohnte Emil Schmitz (Jahrgang 1883) Deportiert 1941 Riga Für tot erklärt | Severinswall 12 (Standort)                                                           | Der Stolperstein erinnert an Emil Schmitz, geboren am 13. Juli 1883 in Bornheim. Der Klempner und Installateur Emil Schmitz war der Sohn von Philipp und Yohanna Schmitz (geb. Salomon). Emil Schmitz lebte mit seiner ebenfalls jüdischen Frau Helene in Niederkassel-Rheidt. Anfang 1938 übersiedelte das Ehepaar, mit den beiden Kindern Hilde und Walter nach Köln. Da Emil Schmitz aus antisemitischen Gründen keine Arbeit mehr fand musste er Zwangsarbeit im Tiefbau leisten. Am 7. Dezember 1941 wurde Emil Schmitz gemeinsam mit seiner Frau und ihrem Sohn in das Ghetto Riga deportiert. Tochter Hilde emigrierte in die Niederlande. Nach der Besetzung der Niederlande durch die deutschen Truppen wurde sie von dort nach Auschwitz deportiert und ermordet. Nach der Räumung des Ghettos Riga kam Emil Schmitz in das nahe gelegene KZ Riga-Kaiserwald und starb dort an Unterernährung und Typhus. Sein Todestag ist unbekannt. |
| Stolperstein für Helene Schmitz (Severinswall 12) | Hier wohnte Helene Schmitz, geb. Landau (Jahrgang 1890) Deportiert 1941 Riga Für tot erklärt                                                                                     | Severinswall 12 (Standort)                                                           | Der Stolperstein erinnert an Helene Schmitz (geb. Landau), geboren am 10. Juni 1890 in Ahaus. Die Hausfrau Helene Schmitz war die Tochter von Levi und Regina Landau (geb. Plaat) und die Ehefrau des Klempners Emil Schmitz. Gemeinsam lebten sie in Niederkassel-Rheidt und hatten zwei Kinder. Anfang 1938 übersiedelte das Ehepaar, mit den beiden Kindern Hilde und Walter nach Köln. Am 7. Dezember 1941 wurde Helene Schmitz gemeinsam mit ihrem Mann und ihrem Sohn in das Ghetto Riga deportiert. Tochter Hilde emigrierte in die Niederlande. Nach der Besetzung der Niederlande durch die deutschen Truppen wurde sie von dort nach Auschwitz deportiert und ermordet. Nach der Räumung des Ghettos Riga wurde Helene Schmitz dort zusammen mit anderen älteren Menschen ermordet. Ihr genauer Todestag ist unbekannt. |
| Stolperstein für Johanna Schmitz (Im Dau 12) | Hier wohnte Johanna Schmitz (Jahrgang 1876) Deportiert 1941 Łódź ??? | Im Dau 12 (Standort)                                                                 | Nach neueren Informationen, welche zum Zeitpunkt der Stolpersteinverlegung nicht bekannt waren, wurde Johanna Schmitz im Mai 1942 von Litzmannstadt (Łódź) nach Kulmhof deportiert und dort ermordet. |
| Stolperstein für Albert Schnock (Kartäuserwall 7) | Hier wohnte Albert Schnock (Jahrgang 1883) Deportiert 1941 Riga ??? | Kartäuserwall 7 (Standort)                                                           | |
| Stolperstein für Max Schnock (Kartäuserwall 7) | Hier wohnte Max Schnock (Jahrgang 1913) Deportiert 1941 Riga Stutthof Tod am 31. Januar 1945                                                                                     | Kartäuserwall 7 (Standort)                                                           | |
| Stolperstein für Regina Schnock (Kartäuserwall 7) | Hier wohnte Regina Schnock, geb. Weber (Jahrgang 1883) Deportiert 1941 Riga Für tot erklärt                                                                                      | Kartäuserwall 7 (Standort)                                                           | |
| Stolperstein für Helga Schnog (Krummer Büchel 18) | Hier wohnte Helga Schnog (Jahrgang 1925) Deportiert Auschwitz Für tot erklärt | Krummer Büchel 18 (Standort)                                                         | |
| Stolperstein für Lieselotte Schnog (Krummer Büchel 18) | Hier wohnte Lieselotte Schnog (Jahrgang 1926) Deportiert Auschwitz Für tot erklärt                                                                                               | Krummer Büchel 18 (Standort)                                                         | |
| Stolperstein für Martha Schnog (Krummer Büchel 18) | Hier wohnte Martha Schnog, geb. Jülich (Jahrgang 1891) Deportiert Auschwitz Für tot erklärt                                                                                      | Krummer Büchel 18 (Standort)                                                         | |
| Stolperstein für Moritz Schnog (Krummer Büchel 18) | Hier wohnte Moritz Schnog (Jahrgang 1898) Deportiert Auschwitz Für tot erklärt                                                                                                   | Krummer Büchel 18 (Standort)                                                         | |
| Stolperstein für Bernhard Schön (Sternengasse 48) | Hier wohnte Bernhard Schön (Jahrgang 1871) Gestorben 14. Dezember 1940 | Sternengasse Ecke Neuköllner Straße (früher Sternengasse 48) (Standort)              | Der Stolperstein erinnert an Bernhard Schön, geboren 1871. Bernhard Schön besaß ein Metzgergeschäft in der Sternengasse 48. 1912 wurde er „für hervorragende Leistungen“ auf der Großen internationalen Ausstellung für Kochkunst, Hotel- und Gastwirtefach in Aachen ausgezeichnet. |
| Stolperstein für Jakob Schön (Sternengasse 48) | Hier wohnte Jakob Schön (Jahrgang 1920) | Sternengasse Ecke Neuköllner Straße (früher Sternengasse 48) (Standort)              | |
| Stolperstein für Martha Schön (Sternengasse 48) | Hier wohnte Martha Schön (Jahrgang 1871) Deportiert 1941 Ermordet in Litzmannstadt                                                                                               | Sternengasse Ecke Neuköllner Straße (früher Sternengasse 48) (Standort)              | Nach neueren Informationen, welche zum Zeitpunkt der Stolpersteinverlegung nicht bekannt waren, wurde Martha Schön im Mai 1942 von Litzmannstadt nach Kulmhof deportiert und dort ermordet. |
| Stolperstein für Meta Schön (Sternengasse 48) | Hier wohnte Meta Schön (Jahrgang 1882) Deportiert 1941 Ermordet in Litzmannstadt                                                                                                 | Sternengasse Ecke Neuköllner Straße (früher Sternengasse 48) (Standort)              | Nach neueren Informationen, welche zum Zeitpunkt der Stolpersteinverlegung nicht bekannt waren, wurde Meta Schön im Mai 1942 von Litzmannstadt nach Kulmhof deportiert und dort ermordet. |
| Stolperstein für Eva Schönfeld (Weyerstraße 89) | Hier wohnte Eva Schönfeld, geb. Salm (Jahrgang 1870) Flucht Holland Interniert Deportiert 1942 Auschwitz Ermordet 27. November 1942                                              | Weyerstr. 89 (Standort)                                                              | |
| Stolperstein für Ernst Schönholz (Mauritiussteinweg 81) | Hier wohnte Ernst Schönholz (Jahrgang 1896) Deportiert 1941 Łódź Ermordet 1944                                                                                                   | Mauritiussteinweg 81 (Verlegestelle Mauritiussteinweg 81–83) (Standort)              | Nach neueren Informationen, welche zum Zeitpunkt der Stolpersteinverlegung nicht bekannt waren, starb Ernst Schönholz am 11. Februar 1944 im Ghetto Litzmannstadt. |
| Stolperstein für Irma Schönholz (Mauritiussteinweg 81) | Hier wohnte Irma Schönholz, geb. Hirsch (Jahrgang 1901) Deportiert 1941 Łódź Ermordet                                                                                            | Mauritiussteinweg 81 (Verlegestelle Mauritiussteinweg 81–83) (Standort)              | Nach neueren Informationen, welche zum Zeitpunkt der Stolpersteinverlegung nicht bekannt waren, wurde Irma Schönholz im Sommer 1944 von Litzmannstadt nach Kulmhof deportiert und dort ermordet. |
| Stolperstein für Elisabeth Schüller (Großer Griechenmarkt 93) | Hier wohnte Elisabeth Schüller, geb. Effer (Jahrgang 1898) Eingewiesen 1935 Heilanstalt Bedburg-Hau 'Verlegt' 4. April 1940 Grafeneck Ermordet 4. April 1940 'Aktion T4'         | Großer Griechenmarkt 93 (Standort)                                                   | Der am 25. September 2019 verlegte Stolperstein erinnert an Elisabeth Schüller (geb. Effer), geboren am 28. August 1898 in Köln. Elisabeth Effer war die Tochter des Schuhmachers Theodor Effer und seiner Frau Josephine, geborene Spoo. Aus ihrer Ehe mit Anton Schüller gingen zwei Kinder hervor. Nach der Scheidung von Anton Schüller bekam sie noch zwei weitere Söhne und eine Tochter. Elisabeth Schüller bewohnte mit ihren fünf Kindern das Haus Großer Griechenmarkt 93. Am 22. November 1935 wurde sie wegen vermuteter „Epilepsie“ in die Provinzial Heil- und Pflegeanstalt Bedburg-Hau eingewiesen. Im März 1940 wurde die Heilanstalt geräumt, um dort ein Marine-Reserve-Lazarett einzurichten. Am 6. März 1940 wurde Elisabeth Schüller zunächst in die Heil- und Pflegeanstalt Zwiefalten verlegt und am 4. April 1940 in die Tötungsanstalt Grafeneck überstellt, wo sie noch am selben Tag, im Rahmen der Aktion T4, ermordet wurde. Elisabeth Schüller wurde auf dem Kölner Melaten-Friedhof bestattet. Eine Enkelin von Elisabeth Schüller übernahm die Patenschaft für den Stolperstein. |
| Stolperstein für Pauline Schüller (Zwirner Straße 33) | Hier wohnte Pauline Schüller, geb. Bloemendaal (Jahrgang 1900) Deportiert 1941 Łódź ???                                                                                          | Zwirner Str. 33 (Standort)                                                           | Nach neueren Informationen, welche zum Zeitpunkt der Stolpersteinverlegung nicht bekannt waren, wurde Pauline Schüller im Mai 1942 von Litzmannstadt nach Kulmhof deportiert und dort ermordet. |
| Stolperstein für Josef Schultz (Großer Griechenmarkt 134) | Hier wohnte Josef Schultz (Jahrgang 1936) Deportiert 1941 Riga Für tot erklärt                                                                                                   | Großer Griechenmarkt 134 (Standort)                                                  | |
| Stolperstein für Mosche Schultz (Großer Griechenmarkt 134) | Hier wohnte Mosche Schultz (Jahrgang 1936) Deportiert 1941 Riga Für tot erklärt                                                                                                  | Großer Griechenmarkt 134 (Standort)                                                  | |
| Stolperstein für Irmfried Seligmann (Severinstraße 181) | Hier wohnte Irmfried Seligmann (Jahrgang 1913) Deportiert 1941 Ermordet 10. Juli 1942 in Łódź                                                                                    | Severinstr. 181 (Standort)                                                           | Der Stolperstein erinnert an Irmfried Seligmann, geboren am 21. Mai 1913 in Windeck. Irmfried Seligmann war von Beruf Schneider und der Sohn von Althändler Max Seligmann. Um 1937 heiratete Irmfried Seligmann die Kölnerin Hanna Berger. 1941 wurde Tochter Recha geboren. Der Vater Max Seligman wurde wenige Tage nach der Reichspogromnacht 1938 festgenommen und der Gestapo Köln übergeben. Im Oktober 1941 wurde Irmfried Seligmann mit seiner Familie und die Familie seiner Schwester Klara, mit dem ersten Kölner Transport ins Ghetto Litzmannstadt (Łódź), deportiert. Irmfried Seligmann starb am 10. Juli 1942 unter bis heute ungeklärten Umständen im Ghetto Litzmannstadt. Die mit ihm deportierten Familienmitglieder - seine Frau und seine Tochter, seine Schwester, sein Schwager und sein Neffe - gelten als in Litzmannstadt verschollen. |
| Stolperstein für Klara Siegellack (Thieboldsgasse 134) | Hier wohnte Klara Siegellack (Jahrgang 1916) Flucht Belgien 1938 Tot 1940 auf der Flucht                                                                                         | Thieboldsgasse 134 (Standort)                                                        | |
| Stolperstein für Lotte S. Siegellack (Thieboldsgasse 134) | Hier wohnte Lotte S. Siegellack, geb. Sprung (Jahrgang 1886) Flucht Belgien 1938 Deportiert Ermordet in Auschwitz                                                                | Thieboldsgasse 134 (Standort)                                                        | |
| Stolperstein für Max Siegellack (Thieboldsgasse 134) | Hier wohnte Max Siegellack (Jahrgang 1917) Flucht 1939 Palästina Überlebt | Thieboldsgasse 134 (Standort)                                                        | |
| Stolperstein für Rafael Siegellack (Thieboldsgasse 134) | Hier wohnte Rafael Siegellack (Jahrgang 1883) Ausgewiesen 1938 Richtung Polen ???                                                                                                | Thieboldsgasse 134 (Standort)                                                        | Der Stolperstein erinnert an Rafael Siegellack, geboren am 21. Februar 1883 in Kolbuszowa. Rafael Siegellack war während des Ersten Weltkrieges gemeinsam mit seiner Frau Lotte Sarah und seiner Tochter Rosa von Polen nach Köln gezogen um hier Schutz vor dem aufkommendem Antisemitismus in Ost-Europa zu suchen. Das Ehepaar Siegellack führte im Viertel um den Griechenmarkt ein kleines Lebensmittelgeschäft und bekam noch drei weitere Kinder, Klara, Simon und Max. Am 28. Oktober 1938 wurde Rafael Siegellack im Rahmen der sog. Polenaktion nach Neu Bentschen abgeschoben und interniert. Dort starb er im Sommer 1939, die Todesursache ist ungeklärt. Seine Ehefrau floh 1938 mit den Kindern Klara und Simon nach Antwerpen. Sohn Max konnte 1939 nach Palästina emigrieren. Tochter Rosa konnte bereits 1936 nach Antwerpen emigrieren. |
| Stolperstein für Rosa Siegellack (Thieboldsgasse 134) | Hier wohnte Rosa Siegellack (Jahrgang 1910) Flucht Belgien 1936 Versteckt - überlebt                                                                                             | Thieboldsgasse 134 (Standort)                                                        | |
| Stolperstein für Simon Siegellack (Thieboldsgasse 134) | Hier wohnte Simon Siegellack (Jahrgang 1919) Ermordet | Thieboldsgasse 134 (Standort)                                                        | Der Stolperstein erinnert an Simon Siegellack, geboren am 29. Dezember 1919 in Köln. Simon Siegellack war der jüngste Sohn von Rafael und Lotte Sarah Siegellack. Während sein Vater Rafael Siegellack im Rahmen der sog. Polenaktion nach Neu Bentschen abgeschoben und interniert wurde und im Sommer 1939 dort starb konnte seine Mutter Lotte Sarah 1938 zunächst mit ihm und seiner Schwester Klara nach Antwerpen emigrieren, wurde aber nach der Deutschen Besetzung Belgiens nach Auschwitz deportiert und dort ermordet. Simon kam in die Heil- und Pflegeanstalt Kalmenhof und in die Landesheil- und Pflegeanstalt Weilmünster. Am 7. Februar 1941 wurde Simon Siegellack in die Tötungsanstalt Hadamar deportiert und starb dort als Opfer der Euthanasie. |
| Stolperstein für Dr. Ludwig Silber (Agrippastraße 10) | Hier wohnte Dr. Ludwig Silber (Jahrgang 1900) Deportiert 1941 Łódź 1944 Auschwitz Dachau Ermordet 1944                                                                           | Agrippastr. 10 (Standort)                                                            | |
| Stolperstein für Marianne Silber (Agrippastraße 10) | Hier wohnte Marianne Silber (Jahrgang 1936) Deportiert 1941 Łódź 1944 Auschwitz Ermordet                                                                                         | Agrippastr. 10 (Standort)                                                            | |
| Stolperstein für Selma Silber (Agrippastraße 10) | Hier wohnte Selma Silber, geb. Adler (Jahrgang 1906) Deportiert 1941 Łódź 1944 Auschwitz Ermordet 1944                                                                           | Agrippastr. 10 (Standort)                                                            | |
| Stolperstein für Cili-Rosa Silberstein (Kartäuserhof 13) | Hier wohnte Cilli-Rosa Silberstein (Jahrgang 1933) Deportiert 1942 Auschwitz Für tot erklärt                                                                                     | Kartäuserhof 13 (Standort)                                                           | Der Stolperstein erinnert an Cilli-Rosa Sylberstein, geboren am 2. Juli 1933 in Köln. Cilli-Rosa Sylberstein war die Tochter von Eva und Mosche Aron Sylberstein (auch Silberstein). Cilli-Rosa Sylberstein wurde am 18. August 1942 gemeinsam mit ihren Eltern aus dem Lager Mechelen in das Vernichtungslager Auschwitz deportiert und dort ermordet. Das Schicksal ihres Vaters ist nicht bekannt. |
| Stolperstein für Eva Silberstein (Kartäuserhof 13) | Hier wohnte Eva Silberstein, geb. Kessler (Jahrgang 1906) Deportiert 1942 Auschwitz Für tot erklärt                                                                              | Kartäuserhof 13 (Standort)                                                           | Der Stolperstein erinnert an Eva Silberstein (geb. Kessler), geboren am 2. April 1906 in Köln. Eva S(i)ylberstein war die Tochter von Isaak und Sarah Kessler. Verheiratet war Eva Sylberstein mit Mosche Aron (genannt Max) Silberstein (geb. 14. Januar 1899). Gemeinsam hatten sie zwei Kinder, Josua und Cilli-Rosa. Der Sohn Josua litt unter Gehirnkrämpfen und war geistig und körperlich behindert. 1938 musste die Familie Deutschland verlassen und floh nach Belgien, wo Josua in die Obhut katholischer Ordensschwestern gegeben wurde. Nach dem Einmarsch der Deutschen Truppen in Belgien wurde sie im Lager Mechelen interniert. Am 18. August 1942 wurde Eva Sylberstein gemeinsam mit ihrem Ehemann und ihrer Tochter in das Vernichtungslager Auschwitz deportiert. Eva und ihre Tochter wurden dort ermordet. Das weitere Schicksal ihres Ehemanns ist nicht bekannt. Sohn Josua hat als einziger den Krieg überlebt und lebte bis zu seinem Tode im Krankenhaus der Alexianer in Köln-Porz (Ensen), er wurde 70 Jahre alt. Beerdigt ist er auf dem Jüdischen Friedhof in Köln-Bocklemünd. |
| Stolperstein für Ida Simon (Hohe Pforte 22) | Hier wohnte Ida Simon, geb. Neumark (Jahrgang 1881) Deportiert 1941 Łódź Tot am 6. Februar 1943                                                                                  | Hohe Pforte 22 (Standort)                                                            | Der Stolperstein wurde im April 2001 verlegt. Im Jahr 2002 wurde die gesamte Verlegestelle mit Farbe beschmiert. Im Juni 2005 verlegte Gunter Demnig einen neuen Stein. |
| Stolperstein für Liselotte Erna Simon (Hohe Pforte 22) | Hier wohnte Liselotte Erna Simon (Jahrgang 1917) Deportiert 1941 Łódź ??? | Hohe Pforte 22 (Standort)                                                            | Der Stolperstein wurde im April 2001 verlegt. Im Jahr 2002 wurde die gesamte Verlegestelle mit Farbe beschmiert. Im Juni 2005 verlegte Gunter Demnig einen neuen Stein. |
| Stolperstein für David Simons (Im Dau 12) | Hier wohnte David Simons (Jahrgang 1876) Deportiert 1941 Riga Für tot erklärt | Im Dau 12 (Standort)                                                                 | |
| Stolperstein für Fritz Simons (Neumarkt 25) | Hier wohnte Fritz Simons (Jahrgang 1925) Deportiert Ziel unbekannt | Neumarkt 25 (Standort)                                                               | |
| Stolperstein für Hans Walter Simons (Im Dau 12) | Hier wohnte Hans Walter Simons (Jahrgang 1920) Deportiert 1941 Riga Für tot erklärt                                                                                              | Im Dau 12 (Standort)                                                                 | |
| Stolperstein für Helene Simons (Neumarkt 25) | Hier wohnte Helene Simons, geb. Bernstein (Jahrgang 1892) Deportiert 1941 Łódź Für tot erklärt                                                                                   | Neumarkt 25 (Standort)                                                               | Nach neueren Informationen, welche zum Zeitpunkt der Stolpersteinverlegung nicht bekannt waren, wurde Helene Simons im September 1942 von Litzmannstadt (Łódź) nach Kulmhof deportiert und dort ermordet. |
| Stolperstein für Jakob Simons (Neumarkt 25) | Hier wohnte Jakob Simons (Jahrgang 1885) Deportiert 1941 Łódź Für tot erklärt | Neumarkt 25 (Standort)                                                               | Nach neueren Informationen, welche zum Zeitpunkt der Stolpersteinverlegung nicht bekannt waren, wurde Jakob Simons im September 1942 von Litzmannstadt (Łódź) nach Kulmhof deportiert und dort ermordet. |
| Stolperstein für Klara Simons (Im Dau 12) | Hier wohnte Klara Simons, geb. David (Jahrgang 1885) Deportiert 1941 Riga Für tot erklärt                                                                                        | Im Dau 12 (Standort)                                                                 | |
| Stolperstein für Ruth Simons (Im Dau 12) | Hier wohnte Ruth Simons (Jahrgang 1921) Deportiert 1941 Riga Für tot erklärt | Im Dau 12 (Standort)                                                                 | |
| Stolperstein für Dorothea Simonsohn (Frankstraße 12) | Hier wohnte Dorothea Simonsohn, geb. Benjamin (Jahrgang 1894) Deportiert 1941 Riga / Stutthof Tod am 7. Januar 1945                                                              | Frankstr. 12 (Verlegestelle vor Schule Frankstraße 26) (Standort)                    | |
| Stolperstein für Martin Simonsohn (Frankstraße 12) | Hier wohnte Martin Simonsohn (Jahrgang 1896) Deportiert 1941 Riga Verschollen | Frankstr. 12 (Verlegestelle vor Schule Frankstraße 26) (Standort)                    | |
| Stolperstein für eine Sinteza (Kämmergasse 25) | Hier wohnte eine Sinteza (Jahrgang 1934) Deportiert am 21. Mai 1940 134 | Kämmergasse 25 (Verlegestelle Kämmergasse 1 vor Agrippabad) (Standort)               | Verfolgt als Sinti Wurde ins Generalgouvernement deportiert |
| Stolperstein für eine Sinteza (Thieboldsgasse 88) | Hier wohnte eine Sinteza (Jahrgang 1918) Deportiert am 21. Mai 1940 138 | Thieboldsgasse 88 (Standort)                                                         | Der am 4. Januar 1995 verlegte Stolperstein erinnert, anonymisiert an eine Sinteza, geboren 1918. Verfolgt als Sinti. Wurde ins Generalgouvernement deportiert. |
| Stolperstein für eine Sinteza (Kämmergasse 25) | Hier wohnte eine Sinteza (Jahrgang 1918) Deportiert am 21. Mai 1940 77 | Kämmergasse 25 (Verlegestelle Kämmergasse 1 vor Agrippabad) (Standort)               | Verfolgt als Sinti Wurde ins Generalgouvernement deportiert |
| Stolperstein für eine Sinteza (Kämmergasse 25) | Hier wohnte eine Sinteza (Jahrgang 1939) Deportiert am 21. Mai 1940 | Kämmergasse 25 (Verlegestelle Kämmergasse 1 vor Agrippabad) (Standort)               | Verfolgt als Sinti Wurde ins Generalgouvernement deportiert |
| Stolperstein für eine Sinteza (Kämmergasse 25) | Hier wohnte eine Sinteza (Jahrgang 1912) Deportiert am 21. Mai 1940 133 | Kämmergasse 25 (Verlegestelle Kämmergasse 1 vor Agrippabad) (Standort)               | Verfolgt als Sinti Wurde ins Generalgouvernement deportiert |
| Stolperstein für eine Sinteza (Alte Mauer am Bach 36) | Hier wohnte eine Sinteza (Jahrgang 1875) Ermordet 1942 in Kraków oder Radom 60                                                                                                   | Alte Mauer am Bach 36 (Standort)                                                     | Verfolgt als Sinti Wurde ins Generalgouvernement deportiert |
| Stolperstein für eine Sinteza (Bobstraße 4/6) | Hier wohnte eine Sinteza (Jahrgang 1932) Deportiert am 21. Mai 1940 129 | Bobstr. 4/6 (Standort)                                                               | Verfolgt als Sinti Wurde ins Generalgouvernement deportiert |
| Stolperstein für eine Sinteza (Kämmergasse 14) | Hier wohnte eine Sinteza (Jahrgang 1912) Ermordet am 1. Dezember 1943 in Auschwitz 153                                                                                           | Kämmergasse 14 (Standort)                                                            | Verfolgt als Sinti |
| Stolperstein für eine Sinteza (Bobstraße 4/6) | Hier wohnte eine Sinteza (Jahrgang 1913) Deportiert am 21. Mai 1940 128 | Bobstr. 4/6 (Standort)                                                               | Verfolgt als Sinti Wurde ins Generalgouvernement deportiert |
| Stolperstein für einen Sinto (Thieboldsgasse 88) | Hier wohnte ein Sinto (Jahrgang 1874) Deportiert am 21. Mai 1940 136 | Thieboldsgasse 88 (Standort)                                                         | Der am 4. Januar 1995 verlegte Stolperstein erinnert, anonymisiert an einen Sinto, geboren 1874. Verfolgt als Sinti. Wurde ins Generalgouvernement deportiert. |
| Stolperstein für einen Sinto (Thieboldsgasse 88) | Hier wohnte ein Sinto (Jahrgang 1901) Deportiert am 21. Mai 1940 143 | Thieboldsgasse 88 (Standort)                                                         | Der am 4. Januar 1995 verlegte Stolperstein erinnert, anonymisiert an einen Sinto, geboren 1901. Verfolgt als Sinti. Wurde ins Generalgouvernement deportiert. |
| Stolperstein für ein Sinto (Kämmergasse 25) | Hier wohnte ein Sinto (Jahrgang 1915) Deportiert am 21. Mai 1940 76 | Kämmergasse 25 (Verlegestelle Kämmergasse 1 vor Agrippabad) (Standort)               | Verfolgt als Sinti Wurde ins Generalgouvernement deportiert |
| Stolperstein für einen Sinto (Thieboldsgasse 88) | Hier wohnte ein Sinto (Jahrgang 1912) Deportiert am 21. Mai 1940 137 | Thieboldsgasse 88 (Standort)                                                         | Der am 4. Januar 1995 verlegte Stolperstein erinnert, anonymisiert an einen Sinto, geboren 1912. Verfolgt als Sinti. Wurde ins Generalgouvernement deportiert. |
| Stolperstein für einen Sinto (Bobstraße 4/6) | Hier wohnte ein Sinto (Jahrgang 1936) Deportiert am 21. Mai 1940 127 | Bobstr. 4/6 (Standort)                                                               | Verfolgt als Sinti Wurde ins Generalgouvernement deportiert |
| Stolperstein für einen Sinto (Bobstraße 4/6) | Hier wohnte ein Sinto (Jahrgang 1912) Deportiert am 21. Mai 1940 148 | Bobstr. 4/6 (Standort)                                                               | Verfolgt als Sinti Wurde ins Generalgouvernement deportiert |
| Stolperstein für Denny Sperber (Zwirner Straße 33) | Hier wohnte Denny Sperber (Jahrgang 1940) Deportiert 1941 Riga ??? | Zwirner Str. 33 (Standort)                                                           | |
| Stolperstein für Erna Sperber (Zwirner Straße 33) | Hier wohnte Erna Sperber (Jahrgang 1915) Deportiert 1941 Riga ??? | Zwirner Str. 33 (Standort)                                                           | |
| Stolperstein für Philipp Sperber (Zwirner Straße 33) | Hier wohnte Philipp Sperber (Jahrgang 1872) Deportiert 1941 Riga ??? | Zwirner Str. 33 (Standort)                                                           | |
| Stolperstein für Rolsalie Sperber (Zwirner Straße 33) | Hier wohnte Rosalie Sperber, geb. Herz (Jahrgang 1868) Deportiert 1941 Riga ???                                                                                                  | Zwirner Str. 33 (Standort)                                                           | |
| Stolperstein für Heinrich Steiger (Schnurgasse 42) | Hier wohnte Heinrich Steiger (Jahrgang 1868) Ermordet am 5. Januar 1943 im KZ Natzweiler                                                                                         | Schnurgasse 42 (Verlegestelle vor Garagenanlage) (Standort)                          | Verfolgt als Homosexueller |
| Stolperstein für Beruria Stein (Jahnstraße 26) | Hier wohnte Beruria Stein (Jahrgang 1936) Deportiert 1942 Minsk Für tot erklärt                                                                                                  | Jahnstr. 26 (Standort)                                                               | |
| Stolperstein für Chaskel Stein | Hier wohnte Chaskel Stein (Jahrgang 1887) 'Polenaktion' 1938 Bentschen/Zbaszyn ermordet                                                                                          | Thieboldsgasse 102 (Standort)                                                        | |
| Stolperstein für Dorothea Susanne Stein (Jahnstraße 26) | Hier wohnte Dorothea Susanne Stein (Jahrgang 1933) Deportiert 1942 Minsk Für tot erklärt                                                                                         | Jahnstr. 26 (Standort)                                                               | |
| Stolperstein für Edith Stein - 3 (Vor den Siebenburgen 6) | Hier betete Edith Stein (Jahrgang 1891) 1933–1938 im Karmel Köln Flucht 31. Dezember 1938 1938–1942 im Karmel Echt Interniert (Westerbork) Ermordet 9. August 1942 Auschwitz     | Vor den Siebenburgen 6 (Karmel Maria vom Frieden) (Standort)                         | Der Stolperstein erinnert an Edith Stein, geboren am 12. Oktober 1891 in Breslau. Edith Stein war eine deutsche Philosophin und Frauenrechtlerin jüdischer Herkunft, die 1922 zur katholischen Kirche konvertierte und 1933 Unbeschuhte Karmelitin wurde. Auf Druck des Naziregimes gab Edith Stein im April 1933 ihr Lehramt in Münster auf. Um den Kölner Karmel zu schützen übersiedelte Edith Stein 1938 mit ihrer Schwester Rosa in den Karmel im niederländischen Echt. Edith und Rosa Stein wurden am 2. August 1942 von der Gestapo verhaftet und in das Durchgangslager Westerbork verbracht. Von dort wurden die beiden Schwestern Stein am 7. August in das Vernichtungslager Auschwitz-Birkenau deportiert und dort am 9. August 1942 in der Gaskammer ermordet. Edith Stein wird in der katholischen Kirche als Heilige und Märtyrin der Kirche verehrt. Edith Stein wurde 1998 heiliggesprochen. |
| Stolperstein für Hannah Stein (Jahnstraße 26) | Hier wohnte Hannah Stein, geb. Cahen (Jahrgang 1911) Deportiert 1942 Minsk Für tot erklärt                                                                                       | Jahnstr. 26 (Standort)                                                               | |
| Stolperstein für Helene Chaja Stein (Jahnstraße 26) | Hier wohnte Helene Chaja Stein (Jahrgang 1931) Deportiert 1942 Minsk Für tot erklärt                                                                                             | Jahnstr. 26 (Standort)                                                               | |
| Stolperstein für Dr. Siegmund Stein (Jahnstraße 26) | Hier wohnte Rabbiner Dr. Siegmund Stein (Jahrgang 1897) Deportiert 1942 Minsk Für tot erklärt                                                                                    | Jahnstr. 26 (Standort)                                                               | |
| Stolperstein für Sofie Sulamisch Stein (Jahnstraße 26) | Hier wohnte Sofie Sulamisch Stein (Jahrgang 1934) Deportiert 1942 Minsk Für tot erklärt                                                                                          | Jahnstr. 26 (Standort)                                                               | |
| Stolperstein für Benjamin Steinbock (Thieboldsgasse 6) | Hier wohnte Benjamin Steinbock (Jahrgang 1896) 'Polenaktion' 1938 Bentschen / Zbaszyn Interniert Tarnow 'Aktion Reinhardt' Ermordet 1942                                         | Thieboldsgasse 14 (Verlegestelle Thieboldsgasse 6) (Standort)                        | Der am 22. November 2017 verlegte Stolperstein erinnert an Benjamin Steinbock, geboren 1896. Benjamin Steinbock war der zweite Ehemann von Ester Steinbock (geschiedene Kohn). Am 12. Dezember 1938 gab die Mutter ihre beiden Töchter Sylvia Kohn und Hanna Maria Steinbock in ein israelitisches Waisenhaus in der Pletterijstraat 66 in Den Haag. Am 6. März 1943 wurden die Kinder in das Durchgangslager Westerbork verschleppt. Von dort aus wurden die Schwestern am 10. März 1943 in das Vernichtungslager Sobibor deportiert. Dort starben sie am 13. März 1943. Benjamin Steinbock wurde Ende Oktober 1938 im Rahmen der sog. „Polenaktion“, an den Bahnhof Neu Bentschen abgeschoben. Ester Steinbock flüchtete im Frühjahr 1939 nach Polen. Nach dem Einmarsch der Deutschen Truppen wurde Benjamin Steinbock, wie seine Frau auch in einem Sammellager bei Tarnów interniert. Im Rahmen der Aktion Reinhardt wurden Ester und Benjamin Steinbock 1942 ermordet. |
| Stolperstein für Ester Steinbock (Thieboldsgasse 6) | Hier wohnte Ester Steinbock, geb. Rochmes gesch. Kohn (Jahrgang 1898) Flucht Frühjahr 1939 Polen Interniert Tarnow 'Aktion Reinhardt' Ermordet 1942                              | Thieboldsgasse 14 (Verlegestelle Thieboldsgasse 6) (Standort)                        | Der am 22. November 2017 verlegte Stolperstein erinnert an Ester Steinbock (geb. Rochmes), geboren am 28. August 1898 in Nowy Targ. Ester Steinbock war die Tochter von Mordekhai und Etel Rochmes. Ester Steinbock, geschiedene Kohn war in zweiter Ehe mit Benjamin Steinbock verheiratet. Am 12. Dezember 1938 gab sie ihre beiden Töchter Sylvia Kohn und Hanna Maria Steinbock in ein israelitisches Waisenhaus in der Pletterijstraat 66 in Den Haag. Am 6. März 1943 wurden die Kinder in das Durchgangslager Westerbork verschleppt. Von dort aus wurden die Schwestern am 10. März 1943 in das Vernichtungslager Sobibor deportiert. Dort starben sie am 13. März 1943. Ester Steinbock flüchtete im Frühjahr 1939 nach Polen. Dort wurde sie, nach dem Einmarsch der Deutschen Truppen, in einem Sammellager bei Tarnów interniert. Im Rahmen der Aktion Reinhardt wurde Ester Steinbock 1942 ermordet. |
| Stolperstein für Hannah Maria Steinbock (Thieboldsgasse 6) | Hier wohnte Hannah Maria Steinbock (Jahrgang 1934) Flucht 1938 Holland Interniert Westerbork Deportiert 1943 Sobibor Ermordet 13. März 1943                                      | Thieboldsgasse 14 (Verlegestelle Thieboldsgasse 6) (Standort)                        | Der am 22. November 2017 verlegte Stolperstein erinnert an Hannah Maria Steinbock, geboren am 3. August 1934 in Köln. Hannah Maria Steinbock war die Tochter von Benjamin und Ester Steinbock (geschiedene Kohn) und die Schwester von Sylvia Kohn. Am 12. Dezember 1938 gab die Mutter die beiden Schwestern in ein israelitisches Waisenhaus in der Pletterijstraat 66 in Den Haag. Am 6. März 1943 wurden die Kinder in das Durchgangslager Westerbork verschleppt. Von dort aus wurden die Schwestern am 10. März 1943 in das Vernichtungslager Sobibor deportiert. Dort starben sie am 13. März 1943. |
| Stolperstein Köln, Else Steinweg (Königstraße) | Hier wohnte Else Steinweg (Jahrgang 1915) Deportiert 1941 Łódź ??? | Königstr. Ecke An der Malzmühle (Standort)                                           | Der Stolperstein erinnert an Else Steinweg, geboren am 11. Juli 1915 in Aachen. Else Steinweg war die Mutter von Martha Steinweg (geboren am 4. Juli 1934). Während des Krieges wohnten sie in Köln und wurden gemeinsam, am 30. Oktober 1941, mit dem zweiten Deportationszug aus Köln, dem 16. Transport ins Ghetto Litzmannstadt (Łódź) deportiert. |
| Stolperstein für Martha Steinweg (Königstraße) | Hier wohnte Martha Steinweg (Jahrgang 1934) Deportiert 1941 Łódź ??? | Königstr. Ecke An der Malzmühle (Standort)                                           | Der Stolperstein erinnert an Martha Steinweg, geboren am 4. Juli 1934 in Aachen. Martha Steinweg war die Tochter von Else Steinweg (geboren am 11. Juli 1915). Während des Krieges wohnten sie in Köln und wurden gemeinsam, am 30. Oktober 1941, mit dem zweiten Deportationszug aus Köln, dem 16. Transport ins Ghetto Litzmannstadt (Łódź) deportiert. |
| Stolperstein für Betty Stern (Friedrichstraße 40) | Hier wohnte Betty Stern, geb. Gutmann (Jahrgang 1889) Deportiert 1941 Łódź Verschollen                                                                                           | Friedrichstr. 40 (Standort)                                                          | Nach neueren Informationen, welche zum Zeitpunkt der Stolpersteinverlegung nicht bekannt waren, wurde Betty Stern im Mai 1942 von Litzmannstadt (Łódź) nach Kulmhof deportiert und dort ermordet. |
| Stolperstein für Moses Stern (Friedrichstraße 40) | Hier wohnte Dr. Moses Stern (Jahrgang 1881) Deportiert 1941 Łódź Verschollen | Friedrichstr. 40 (Standort)                                                          | Nach neueren Informationen, welche zum Zeitpunkt der Stolpersteinverlegung nicht bekannt waren, wurde Dr. Moses Stern im Mai 1942 von Litzmannstadt (Łódź) nach Kulmhof deportiert und dort ermordet. |
| Stolperstein für Emma Sternberg (Friedrichstraße 40) | Hier wohnte Emma Sternberg, geb. Kaufmann (Jahrgang 1895) Deportiert 1941 Riga Für tot erklärt                                                                                   | Friedrichstr. 40 (Standort)                                                          | |
| Stolperstein für Guenter Sternberg (Friedrichstraße 40) | Hier wohnte Guenter Sternberg (Jahrgang 1926) Deportiert 1941 Riga / Stutthof Tod am 2. Mai 1945                                                                                 | Friedrichstr. 40 (Standort)                                                          | |
| Stolperstein für Isidor Sternberg (Friedrichstraße 40) | Hier wohnte Isidor Sternberg (Jahrgang 1889) Deportiert 1941 Łódź Für tot erklärt                                                                                                | Friedrichstr. 40 (Standort)                                                          | |
| Stolperstein für Jeanette Sternberg (Alexianerstraße 34) | Hier wohnte Jeanette Sternberg, geb. Sommerfeld (Jahrgang 1914) Deportiert 1941 Łódź Für tot erklärt                                                                             | Alexianerstr. 34 Ecke Reinoldstr. (Standort)                                         | Nach neueren Informationen, welche zum Zeitpunkt der Stolpersteinverlegung nicht bekannt waren, wurde Jeanette Sternberg im Mai 1942 von Litzmannstadt (Łódź) nach Kulmhof deportiert und dort ermordet. |
| Stolperstein für Elly Sternlicht (Zwirner Straße 33) | Hier wohnte Elly Sternlicht, geb. Langsam (Jahrgang 1894) Deportiert 1941 Łódź ???                                                                                               | Zwirner Str. 33 (Standort)                                                           | |
| Stolperstein für Friedel Sternlicht (Zwirner Straße 33) | Hier wohnte Friedel Sternlicht (Jahrgang 1923) Deportiert 1941 Łódź ??? | Zwirner Str. 33 (Standort)                                                           | Nach neueren Informationen, welche zum Zeitpunkt der Stolpersteinverlegung nicht bekannt waren, starb Friedel Sternlicht am 29. April 1944 im Ghetto Litzmannstadt (Łódź). |
| Stolperstein für Jakob Sternlicht (Zwirner Straße 33) | Hier wohnte Jakob Sternlicht (Jahrgang 1926) Deportiert 1941 Łódź ??? | Zwirner Str. 33 (Standort)                                                           | Nach neueren Informationen, welche zum Zeitpunkt der Stolpersteinverlegung nicht bekannt waren, wurde Jakob Sternlicht im Sommer 1944 von Litzmannstadt (Łódź) nach Kulmhof deportiert und dort ermordet. |
| Stolperstein für Siegmund Sternlicht (Zwirner Straße 33) | Hier wohnte Siegmund Sternlicht (Jahrgang 1926) Deportiert 1941 Łódź ??? | Zwirner Str. 33 (Standort)                                                           | Nach neueren Informationen, welche zum Zeitpunkt der Stolpersteinverlegung nicht bekannt waren, wurde Siegmund Sternlicht am 22. April 1943 aus dem Ghetto Litzmannstadt (Łódź) in ein Zwangsarbeitslager verschleppt. Sein weiteres Schicksal ist nicht bekannt. |
| Stolperstein für Viktor Sternlicht (Zwirner Straße 33) | Hier wohnte Viktor Sternlicht (Jahrgang 1893) Deportiert 1941 Łódź Tot am 1. Mai 1942                                                                                            | Zwirner Str. 33 (Standort)                                                           | |
| Stolperstein für Selma Stilz (Kartäuserhof 37) | Hier wohnte Selma Stilz, geb. Levy (Jahrgang 1876) Deportiert 1943 Theresienstadt ???                                                                                            | Kartäuserhof 37 (Standort)                                                           | |
| Stolperstein für Edith Stock (Kleiner Griechenmarkt 61/63) | Hier wohnte Edith Stock (Jahrgang 1935) Deportiert 1941 Łódź ??? | Kleiner Griechenmarkt 61/63 (Standort)                                               | Der Stolperstein erinnert an Edith Stock, geboren am 9. März 1935 in Köln. Eva Edith Stock war die Tochter von Emmy Stock. Am 30. Oktober 1941 wurde Edith mit ihrer Mutter mit dem 16. Transport in das Ghetto Litzmannstadt (Łódź) deportiert. Im Mai 1942 wurde Edith Stock von Litzmannstadt in das Vernichtungslager Kulmhof deportiert und dort am 10. Mai 1942 ermordet. |
| Stolperstein für Emmy Eva Stock (Kleiner Griechenmarkt 61/63) | Hier wohnte Emmy Eva Stock (Jahrgang 1894) Deportiert 1941 Łódź Für tot erklärt                                                                                                  | Kleiner Griechenmarkt 61/63 (Standort)                                               | Der Stolperstein erinnert an Emmy Eva Stock, geboren am 21. Mai 1894 in Großbüllesheim. Emmy Stock zog mit ihren Eltern um die Jahrhundertwende nach Euskirchen. In Euskirchen wurden ihre drei Geschwister geboren. Später zog die Familie Stock nach Lommersum, Gemeinde Weilerswist und betrieb dort einen Viehhandel. Emmy Stock blieb unverheiratet und brachte am 9. März 1935 in Köln ihre Tochter Edith zur Welt. Der Vater des Kindes soll ein „Arier“ gewesen sein. Nach der Reichspogromnacht 1938 mussten die Geschwister Stock ihr Haus in Lommersum verkaufen und zogen nach Köln an den Kleinen Griechenmarkt 61–63. Die Geschwister Martha und Richard Stock konnten später in die USA auswandern. Emmy Stock wurde mit ihrer Tochter und ihrem Bruder Walter am 30. Oktober 1941 mit dem 16. transport in das Ghetto Litzmannstadt (Łódź) deportiert. Am 9. April 1942 verließ Emmy Stock, aus bisher ungeklärten Gründen, offiziell das Ghetto Litzmannstadt, um nach Köln zu reisen. Der Hintergrund dieser Reise könnte von den Justizbehörden oder von der Kölner Gestapo, wegen eines schwebenden Verfahrens, angeordnet worden sein. Von Köln aus wurde Emmy Stock in das Gefängnis in Anrath bei Krefeld eingewiesen und am 1. Februar 1943 in das KZ Auschwitz überführt, wo sie am 15. April 1943 starb. |
| Stolperstein für Walter Rudolf Stock (Kleiner Griechenmarkt 61/63) | Hier wohnte Walter Rudolf Stock (Jahrgang 1903) Deportiert 1941 Łódź Für tot erklärt                                                                                             | Kleiner Griechenmarkt 61/63 (Standort)                                               | Der Stolperstein erinnert an Walter Rudolf Stock, geboren am 28. September 1903 in Euskirchen. Walter Rudolf Stock war der Bruder von Emmy Eva Stock. Gemeinsam mit seiner Schwester wurde er am 30. Oktober 1941 in das Ghetto Litzmannstadt (Łódź) deportiert. Seine Geschwister Martha und Richard Stock konnten in die USA auswandern. Im Mai 1942 wurde Walter Rudolf Stock von Litzmannstadt (Łódź) in das Vernichtungslager Kulmhof deportiert und dort am 10. Mai 1942 ermordet. |
| Stolperstein für Edith Straus (Mauritiussteinweg 11) | Hier wohnte Edith Straus (Jahrgang 1920) Deportiert 1941 Łódź/Litzmannstadt Auschwitz 1944 Stutthof Ermordet                                                                     | Mauritiussteinweg 11 (Standort)                                                      | |
| Stolperstein für Schaja Tabaksman (Kleiner Griechenmarkt 31) | Hier wohnte Schaja Tabaksman (Jahrgang 1880) Schicksal unbekannt | Kleiner Griechenmarkt 31 (Standort)                                                  | Der am 22. Oktober 2015 verlegte Stolperstein erinnert an Schaja Tabaksman, geboren 1880. |
| Stolperstein für Denny Tobar (Bobstraße 2) | Hier wohnte Denny Tobar (Jahrgang 1941) Deportiert 1941 Łódź Tot am 18. Mai 1942                                                                                                 | Bobstr. 2 (Standort)                                                                 | |
| Stolperstein für Eva Tobar (Bobstraße 2) | Hier wohnte Eva Tobar, geb. Hamburger (Jahrgang 1916) Deportiert 1941 Łódź Für tot erklärt                                                                                       | Bobstr. 2 (Standort)                                                                 | |
| Stolperstein für Gittel Tobar (Bobstraße 2) | Hier wohnte Gittel Tobar (Jahrgang 1940) Deportiert 1941 Łódź Für tot erklärt | Bobstr. 2 (Standort)                                                                 | |
| Stolperstein für Ida Tobar (Mauritiussteinweg 2) | Hier wohnte Ida Tobar, geb. Kaufmann (Jahrgang 1852) Deportiert 1943 Theresienstadt Ermordet 10. Februar 1943                                                                    | Mauritiussteinweg 2 (Verlegestelle Mauritiussteinweg Ecke Griechenpforte) (Standort) | Der Stolperstein erinnert an Ida Tobar (geb. Kaufmann), geboren am 10. Dezember 1852 in Mülheim an der Ruhr. Ida Kaufmann war mit dem Friedhofsaufseher der Kölner Synagogen-Gemeinde Marcus Tobar verheiratet. Das Ehepaar lebte im Griechenmarkt-Viertel. Sie hatten 10 Kinder. Der Sohn Hans David (1888–1956) war ein bekannter Kabarettist, Autor und Schauspieler im Kölner Karneval. Ida Tobar wurde am 29. Januar 1943 mit dem Alterstransport 1/88 in das Ghetto Theresienstadt deportiert. In der Transportliste wurde Ida Tobar als „verheiratet“ und „nicht arbeitsfähig“ mit der Adresse Mauritiussteinweg 2b eingetragen. Ihre Kennzeichen-Nr. lautet 014385. Ida Tobar starb am 10. Februar 1943 im Ghetto Theresienstadt. Fünf ihrer Kinder - Juli, Salli, Bernhard, Willi und Hermann wurden ebenfalls im Holocaust ermordet. |
| Stolperstein für Sally tobar (Bobstraße 2) | Hier wohnte Sally Tobar, geb. Kaufmann (Jahrgang 1852) Deportiert 1941 Łódź Für tot erklärt                                                                                      | Bobstr. 2 (Standort)                                                                 | Nach neueren Informationen, welche zum Zeitpunkt der Stolpersteinverlegung nicht bekannt waren, starb Sally Tobar am 24. Juni 1944 im Ghetto Litzmannstadt (Łódź). |
| Stolperstein für Albert Veit (Poststraße 17) | Hier wohnte Albert Veit (Jahrgang 1884) Deportiert 1941 Riga Für tot erklärt | Poststr. 17 (Standort)                                                               | |
| Stolperstein für Helena Veit (Poststraße 17) | Hier wohnte Helena Veit, geb. Isaak (Jahrgang 1895) Deportiert 1941 Riga Für tot erklärt                                                                                         | Poststr. 17 (Standort)                                                               | |
| Stolperstein für Helene Waller (Im Dau 12) | Hier wohnte Helene Waller, geb. Herz (Jahrgang 1890) Deportiert 1941 Łódź ??? | Im Dau 12 (Standort)                                                                 | Nach neueren Informationen, welche zum Zeitpunkt der Stolpersteinverlegung nicht bekannt waren, starb Helene Waller am 26. März 1944 im Ghetto Litzmannstadt (Łódź). |
| Stolperstein für Siegmund Waller (Im Dau 12) | Hier wohnte Siegmund Waller (Jahrgang 1883) Deportiert 1941 Łódź Tod am 26. April 1942                                                                                           | Im Dau 12 (Standort)                                                                 | |
| Stolperstein für Heinz Wangenheim (Neumarkt 25) | Hier wohnte Heinz Wangenheim (Jahrgang 1907) Deportiert 1941 Łódź Tod am 1. Februar 1943                                                                                         | Neumarkt 25 (Standort)                                                               | |
| Stolperstein für Hermann Weber (Blaubach 67) | Hier wohnte Hermann Weber (Jahrgang 1874) Deportiert 1943 Richtung Osten ??? | Blaubach 67 (Standort)                                                               | |
| Stolperstein für Edith Weinberg (Rothgerberbach 6) | Hier wohnte Edith Weinberg (Jahrgang 1908) Deportiert 1941 Riga Ermordet | Rothgerberbach 64/66 (Verlegestelle bei Rothgerberbach 6) (Standort)                 | Der Stolperstein erinnert an Edith Weinberg, geboren am 13. März 1908 in Köln. Die unverheiratete Edith Weinberg war die Tochter von Siegmund Weinberg und seiner Frau Henriette (geb. Marx). Am 7. Dezember 1941 wurden Edith und Henriette Weinberg aus dem „Ghettohaus“ Weyerstraße 51 in das Ghetto Riga deportiert. Dort verliert sich ihre Spur... |
| Stolperstein für Henriette Cilly Weinberg (Rothgerberbach 6) | Hier wohnte Henriette Cilly Weinberg, geb. Marx (Jahrgang 1873) Deportiert 1941 Riga Ermordet                                                                                    | Rothgerberbach 64/66 (Verlegestelle bei Rothgerberbach 6) (Standort)                 | Der Stolperstein erinnert an Henriette Cilly Weinberg geb. Marx, geboren am 6. Mai 1873 in Frankfurt am Main. Henriette Cilly Weinberg war die Tochter von Leopold Marx und seiner Frau Emilie. Verheiratet war sie mit Siegmund Weinberg, gemeinsam hatten sie eine Tochter. Am 7. Dezember 1941 wurden Tochter Edith und Henriette Weinberg aus dem „Ghettohaus“ Weyerstraße 51 in das Ghetto Riga deportiert. Dort verliert sich ihre Spur... |
| Stolperstein für Gertrud Weiss (Kleiner Griechenmarkt 33) | Hier wohnte Gertrud Weiss (Jahrgang 1922) Deportiert 1943 Auschwitz Ravensbrück Buchenwald Überlebt                                                                              | Kleiner Griechenmarkt 33 (Standort)                                                  | Verfolgt als Sinti und Roma |
| Stolperstein für Josef Helmuth Weiss (Kleiner Griechenmarkt 33) | Hier wohnte Josef Helmuth Weiss (Jahrgang 1914) Deportiert 1943 Auschwitz Tot am 10. April 1943                                                                                  | Kleiner Griechenmarkt 33 (Standort)                                                  | Verfolgt als Sinti und Roma |
| Stolperstein für Johann Baptist 'Tilla' Welsch (Schnurgasse 64) | Hier wohnte Johann Baptist 'Tilla' Welsch (Jahrgang 1888) Mehrmals Verhaftet Zuletzt 1940 1943 Mauthausen Tot 2. März 1943                                                       | Schnurgasse 64 (Verlegestelle Ecke Steinstraße) (Standort)                           | Der Stolperstein erinnert an Johann Baptist Welsch, geboren am 22. Februar 1888 in Arzdorf. Johann Baptist Welsch genannt Tilla war ein Kölner Travestiekünstler. Welsch war ursprünglich kaufmännischer Angestellter. Seine Auftritte als Damenimitator Tilla, mit Schauspiel, Witz und Gesang fanden auch bei der bürgerlichen Presse Anklang. Tilla ist vor allem in den Szeneclubs im „Hotel zum Adler“ in der Johannisstraße und im größten und schillerndsten Homosexuellenlokal „Dornröschen“ in der Friedrichstraße zur Unterhaltung der homo- und heterosexuellen Gäste aufgetreten. Welsch wurde mehrmals von der Kölner Polizei festgenommen und schließlich nach seiner letzten Festnahme im Dezember 1940 in das KZ Mauthausen in Österreich überführt. Im Alter von 55 Jahren starb er dort am 2. März 1943. |
| Stolperstein für Friedrich Wolf (Schaevenstraße 4) | Hier wohnte Friedrich Wolf (Jahrgang 1891) Deportiert 1941 Łódź Für tot erklärt                                                                                                  | Schaevenstr. 4 (Standort)                                                            | Nach neueren Informationen, welche zum Zeitpunkt der Stolpersteinverlegung nicht bekannt waren, starb Friedrich Wolf am 29. November 1943 im Ghetto Litzmannstadt (Łódź). |
| Stolperstein für Hedwig Wolf (Schaevenstraße 4) | Hier wohnte Hedwig Wolf, geb. Kreslawsky (Jahrgang 1896) Deportiert 1941 Łódź Für tot erklärt                                                                                    | Schaevenstr. 4 (Standort)                                                            | Nach neueren Informationen, welche zum Zeitpunkt der Stolpersteinverlegung nicht bekannt waren, starb Hedwig Wolf am 12. Dezember 1944 im Ghetto Litzmannstadt (Łódź). |
| Stolperstein für Heinz Adolf Wolf (Schaevenstraße 4) | Hier wohnte Heinz Adolf Wolf (Jahrgang 1920) Deportiert 1941 Łódź ??? | Schaevenstr. 4 (Standort)                                                            | Nach neueren Informationen, welche zum Zeitpunkt der Stolpersteinverlegung nicht bekannt waren, wurde Heinz Adolf Wolf am 4. März 1944 aus dem Ghetto Litzmannstadt in ein Zwangsarbeitslager verschleppt. Im Oktober 1944 wurde er in das KZ Buchenwald deportiert und am 3. November 1944 von dort in das Außenlager Kommando Meuselwitz überstellt, wo er 1945 befreit wurde. |
| Stolperstein für Judis Wolf (Schaevenstraße 4) | Hier wohnte Judis Wolf (Jahrgang 1940) Deportiert 1941 Łódź ??? | Schaevenstr. 4 (Standort)                                                            | Nach neueren Informationen, welche zum Zeitpunkt der Stolpersteinverlegung nicht bekannt waren, wurde Judis Wolf im September 1942 von Litzmannstadt (Łódź) nach Kulmhof deportiert und dort ermordet. |
| Stolperstein für Heinrich Wolff (Frankstraße 12) | Hier wohnte Heinrich Wolff (Jahrgang 1898) Deportiert 1941 Riga / Stutthof Tod am 2. Dezember 1944                                                                               | Frankstr. 12 (Verlegestelle vor Schule Frankstraße 26) (Standort)                    | |
| Stolperstein für Hermann Wolff (Biberstraße 1) | Hier wohnte Hermann Wolff (Jahrgang 1908) Verhaftet 1943 Buchenwald 1944 Mittelbau-Dora Tot April 1945                                                                           | Biberstr. 1 (Standort)                                                               | |
| Stolperstein für Jakob Wolff (Im Weichserhof 8) | Hier wohnte Jakob Wolff (Jahrgang 1877) Deportiert 1941 Łódź Ermordet Mai 1942 in Kulmhof                                                                                        | Im Weichserhof 8 (Verlegestelle Im Weichserhof 3) (Standort)                         | Nach neueren Informationen, welche zum Zeitpunkt der Stolpersteinverlegung nicht bekannt waren, starb Jakob Wolff am 2. Mai 1942 im Ghetto Litzmannstadt (Łódź). |
| Stolperstein für Johanna Wolff (Frankstraße 12) | Hier wohnte Johanna Wolff, geb. Meyer (Jahrgang 1901) Deportiert 1941 Riga Für tot erklärt                                                                                       | Frankstr. 12 (Verlegestelle vor Schule Frankstraße 26) (Standort)                    | |
| Stolperstein für Karola Wolff (Kleiner Griechenmarkt 61/63) | Hier wohnte Karola Wolff (Jahrgang 1915) Deportiert 1941 Tot am 13. Mai 1945 in Bergen-Belsen                                                                                    | Kleiner Griechenmarkt 61/63 (Standort)                                               | |
| Stolperstein für Selma Wolff (Im Weichserhof 8) | Hier wohnte Selma Wolff, geb. Kissinger (Jahrgang 1877) Deportiert 1941 Łódź Ermordet Mai 1942 in Kulmhof                                                                        | Im Weichserhof 8 (Verlegestelle Im Weichserhof 3) (Standort)                         | |
| Stolperstein für Amalia Ziegellaub (Thieboldsgasse 102) | Hier wohnte Amalia Ziegellaub, verh. Mersel (Jahrgang 1908) Flucht Belgien Tot 1939                                                                                              | Thieboldsgasse 102 (Verlegestelle Ecke Bobstraße) (Standort)                         | Der am 22. November 2017 verlegte Stolperstein erinnert an Amalia Ziegellaub (verh. Mersel), geboren 1908. |
| Stolperstein für Ernestine Ziegellaub (Thieboldsgasse 102) | Hier wohnte Ernestine Ziegellaub, verh. Schmulewitz (Jahrgang 1910) Flucht 1938 Belgien Interniert Mechelen Deportiert 1943 Ermordet in Auschwitz                                | Thieboldsgasse 102 (Verlegestelle Ecke Bobstraße) (Standort)                         | Der am 22. November 2017 verlegte Stolperstein erinnert an Ernestine Ziegellaub (verh. Schmulewitz), geboren 1910. |
| Stolperstein für Hermann Ziegellaub (Thieboldsgasse 102) | Hier wohnte Hermann Ziegellaub (Jahrgang 1912) Flucht / Belgien Deportiert / Auschwitz Ermordet                                                                                  | Thieboldsgasse 102 (Verlegestelle Ecke Bobstraße) (Standort)                         | Der Stolperstein erinnert an Hermann Ziegellaub, geboren 1912. |
| Stolperstein für Karl Ziegellaub (Thieboldsgasse 102) | Hier wohnte Karl Ziegellaub (Jahrgang 1918) Flucht 1935 Palästina | Thieboldsgasse 102 (Verlegestelle Ecke Bobstraße) (Standort)                         | Der am 22. November 2017 verlegte Stolperstein erinnert an Karl Ziegellaub, geboren 1918. |
| Stolperstein für Max Ziegellaub (Thieboldsgasse 102) | Hier wohnte Max Ziegellaub (Jahrgang 1924) Flucht / Belgien Deportiert / Auschwitz Ermordet                                                                                      | Thieboldsgasse 102 (Verlegestelle Ecke Bobstraße) (Standort)                         | Der Stolperstein erinnert an Max Ziegellaub, geboren 1924. |
| Stolperstein für Moses Ziegellaub (Thieboldsgasse 102) | Hier wohnte Moses Ziegellaub (Jahrgang 1884) 'Polenaktion' 1938 Bentschen / Zbaszyn Flucht 1939 Belgien Interniert Mechelen Deportiert 1943 Ermordet in Auschwitz                | Thieboldsgasse 102 (Verlegestelle Ecke Bobstraße) (Standort)                         | Der Stolperstein erinnert an Moses Ziegellaub, geboren 1884. |
| Stolperstein für Paula Ziegellaub (Thieboldsgasse 102) | Hier wohnte Paula Ziegellaub (Jahrgang 1914) Flucht 1935 Palästina | Thieboldsgasse 102 (Verlegestelle Ecke Bobstraße) (Standort)                         | Der am 22. November 2017 verlegte Stolperstein erinnert an Paula Ziegellaub, geboren 1914. |
| Stolperstein für Rachel Ziegellaub (Thieboldsgasse 102) | Hier wohnte Rachel Ziegellaub, geb. Landesberg (Jahrgang 1888) Flucht 1938 Belgien Tot 1939                                                                                      | Thieboldsgasse 102 (Verlegestelle Ecke Bobstraße) (Standort)                         | Der am 22. November 2017 verlegte Stolperstein erinnert an Rachel Ziegellaub (geb. Landesberg), geboren 1888. |
| Stolperstein für Sophie Ziegellaub (Thieboldsgasse 102) | Hier wohnte Sophie Ziegellaub (Jahrgang 1921) Flucht 1939 Belgien Interniert Mechelen Deportiert 1942 Ermordet in Auschwitz                                                      | Thieboldsgasse 102 (Verlegestelle Ecke Bobstraße) (Standort)                         | Der Stolperstein erinnert an Sophie Ziegellaub, geboren 1921. |

## Quelle
- NS-Dokumentationszentrum - Stolpersteine | Erinnerungsmale für die Opfer des Nationalsozialismus (Stadtteilliste Altstadt-Süd)